# Alpes escandinavos

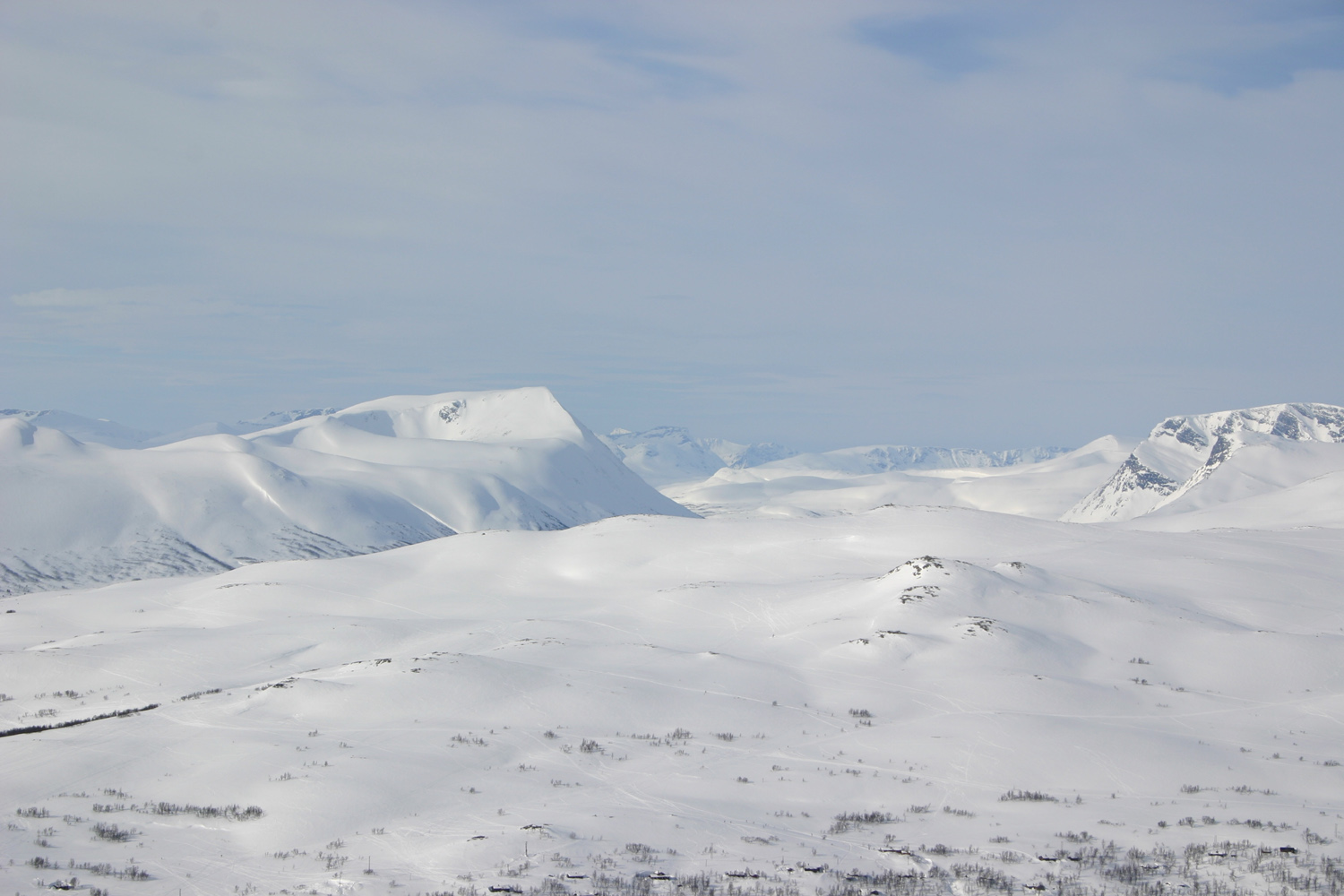
Área montañosa de Trollheimen en los condados noruegos de Møre og Romsdal y Sør-Trøndelag.

Los Alpes escandinavos, montes escandinavos o Escandes (en sueco: Skanderna, Fjällen o Kölen; en finés: Köli; en noruego: Kjølen) son una cordillera montañosa que se extiende todo a lo largo de la costa oeste de la península escandinava. Cubren la mayor parte de Noruega, el noroeste y el oeste de Suecia, así como una parte muy pequeña del extremo norte de Finlandia. Es una de las cordilleras montañosas más importantes de Europa, se extiende de suroeste a noreste a lo largo de 1700 km, con una anchura máxima de 300 km. La cordillera tiene dos áreas de gran altitud, una en el sur de Noruega —alrededor del Jotunheimen, donde se encuentra el Galdhøpiggen (2469 m), el punto más alto de la cordillera y del país en cuestión— y otra en el norte de Suecia —con el Kebnekaise (2102 m), también el punto más alto del país—. El punto más alto de Finlandia también está en la cordillera, el Halti (1328 m).
Los Alpes escandinavos se encuentran al nivel de la antigua cordillera caledoniana, que se formó hace 400 millones de años durante la colisión entre los paleocontinentes Laurentia (ahora América del Norte) y Baltica (ahora Escandinavia). Esta cordillera tenía una amplitud probablemente comparable al actual Himalaya, pero fue casi completamente aplanada por la erosión en los millones de años que siguieron a su formación. El relieve actual es mucho más reciente, vinculado a un levantamiento tectónico de todos los márgenes continentales del norte del océano Atlántico en el Paleógeno y Neógeno (es decir a partir de 60 millones de años). Esta penillanura elevada fue luego erosionada por los glaciares del Cuaternario, esculpiendo el relieve actual. Esta erosión fue particularmente importante en la vertiente occidental de la cordillera, formando profundos valles glaciares, muchos de los cuales descienden por debajo del nivel actual del mar, constituyendo los famosos fiordos noruegos.
El clima de la cordillera es muy asimétrico. En la vertiente occidental es muy oceánico, con temperaturas muy suaves para la latitud e importantes precipitaciones, mientras que el este es más continental. Este clima permite la persistencia al oeste de gran número de glaciares, varios de los cuales son los más grandes de Europa continental, como el Jostedal. Esas diferencias climáticas también afectan fuertemente a la vegetación, con ricos bosques húmedos caducifolios y de coníferas en las laderas occidentales que contrastan con la taiga más pobre del lado este. La tundra alpina se caracteriza por serpenteantes bosques de abedules en el piso subalpino. Es el entorno mejor conservado de la cordillera, con un gran número de áreas protegidas, tanto parques nacionales como reservas naturales.
La cordillera ha estado poblada desde que los glaciares se retiraron hace 10 000 años. Los primeros habitantes vivieron esencialmente de la caza de los renos. En el sur, con la llegada de la cultura indoeuropea, se inició la agricultura y la ganadería, con un patrón de trashumancia. Los pueblos de la parte norte de la cordillera, los samis, se han mantenido estrechamente vinculados a los renos, aunque han sustituido la caza por el pastoreo, también siguiendo un esquema de trashumancia. Con la formación de las naciones escandinavas alrededor del año 1000, las vías de comunicación comenzaron a desarrollarse a través de las montañas, aunque estas tenían un carácter aterrador y peligroso a los ojos de las poblaciones. Fueron los yacimientos de metales en la cordillera los que llevarán gradualmente a las personas a las zonas montañosas y desarrollarán la infraestructura allí. Sin embargo, hasta los siglos XVIII y XIX la cordillera no fue explorada y cartografiada, lo que permitió los inicios del turismo. Este se centró en primer lugar en el senderismo en una naturaleza todavía muy salvaje; desde la década de 1950 se le ha sumado un turismo invernal en constante crecimiento. El siglo XX también marca el inicio de la explotación de la energía hidroeléctrica, que representa una parte muy significativa en el balance energético de Suecia y especialmente de Noruega.
La cordillera se divide en tres grupos, el de Kjølen, que separa a Suecia de Noruega, los montes Dofrines, que dividen a Noruega, y los Tulianos, en la región meridional.

## Toponimia

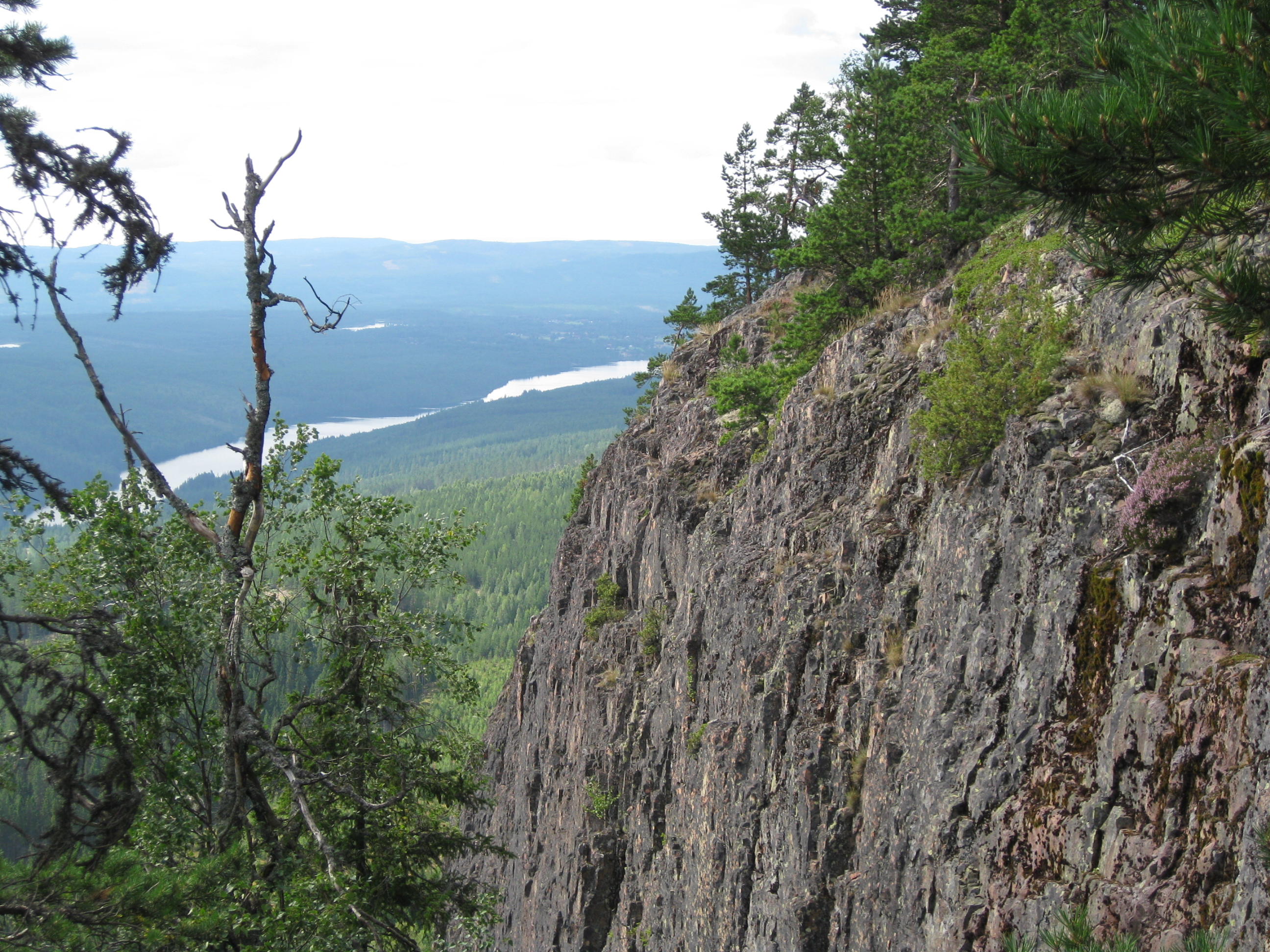
El límite oriental de la cordillera no es claro, con picos aislados muy alejados de la cordillera como aquí en Hykjeberg, en el municipio de Mora.

La cordillera de montañas que se extiende a lo largo de la península escandinava solo recientemente se ha visto como una cordillera única. Esto se debe en parte al hecho de que los Alpes escandinavos se elevan gradualmente desde las llanuras del Este de Escandinavia, no formando una pared visible desde lejos como otras cordilleras como los Alpes. Por ello nunca se percibió como una entidad única y solo se nombraron subconjuntos de la cordillera (los macizos de Jotunheimen o Dovrefjell) y montañas individuales. Por ejemplo, la parte norte de la cordillera entre Noruega y Suecia se llamó Kjølen (noruego) o Kölen (sueco), que significa «la quilla», porque el perfil de las montañas se parece a la quilla volcada de un barco. De manera general, las montañas eran llamadas simplemente fjell o fjäll, que literalmente significa 'montaña'. En la década de 1940, el geólogo sueco Erik Ljungner propuso el nombre Skanderna, en español «los Escandes», para tener un nombre similar al de los Alpes o los Andes. Este nombre se ha vuelto común en sueco, y también en francés o inglés, por ejemplo. Los geólogos a veces también usan el nombre de «Caledónicas escandinavos», ya que la cordillera actual se extiende aproximadamente en el mismo lugar que la antigua cordillera caledoniana. Para paliar la falta de nombre, la sociedad noruega de geología lanzó un concurso en 2012 para encontrar el mejor nombre para la cordillera. El nombre seleccionado, entre más de 5000 sugerencias, fue Nordryggen, a partir de rygg, que significa 'cresta' o 'columna vertebral', y de nord que denota la posición y dirección de la cordillera. Habrá que esperar para saber si el nombre se impone en la cultura popular.
En francés y español, se han utilizado varios nombres para describir la cordillera. Uno de esos nombres, menos utilizado, es «montes Dofrines», derivado del del macizo de Dovrefjell. Los dos nombres más utilizados son «Escandes» y «Alpes escandinavos».

## Geografía

### Situación

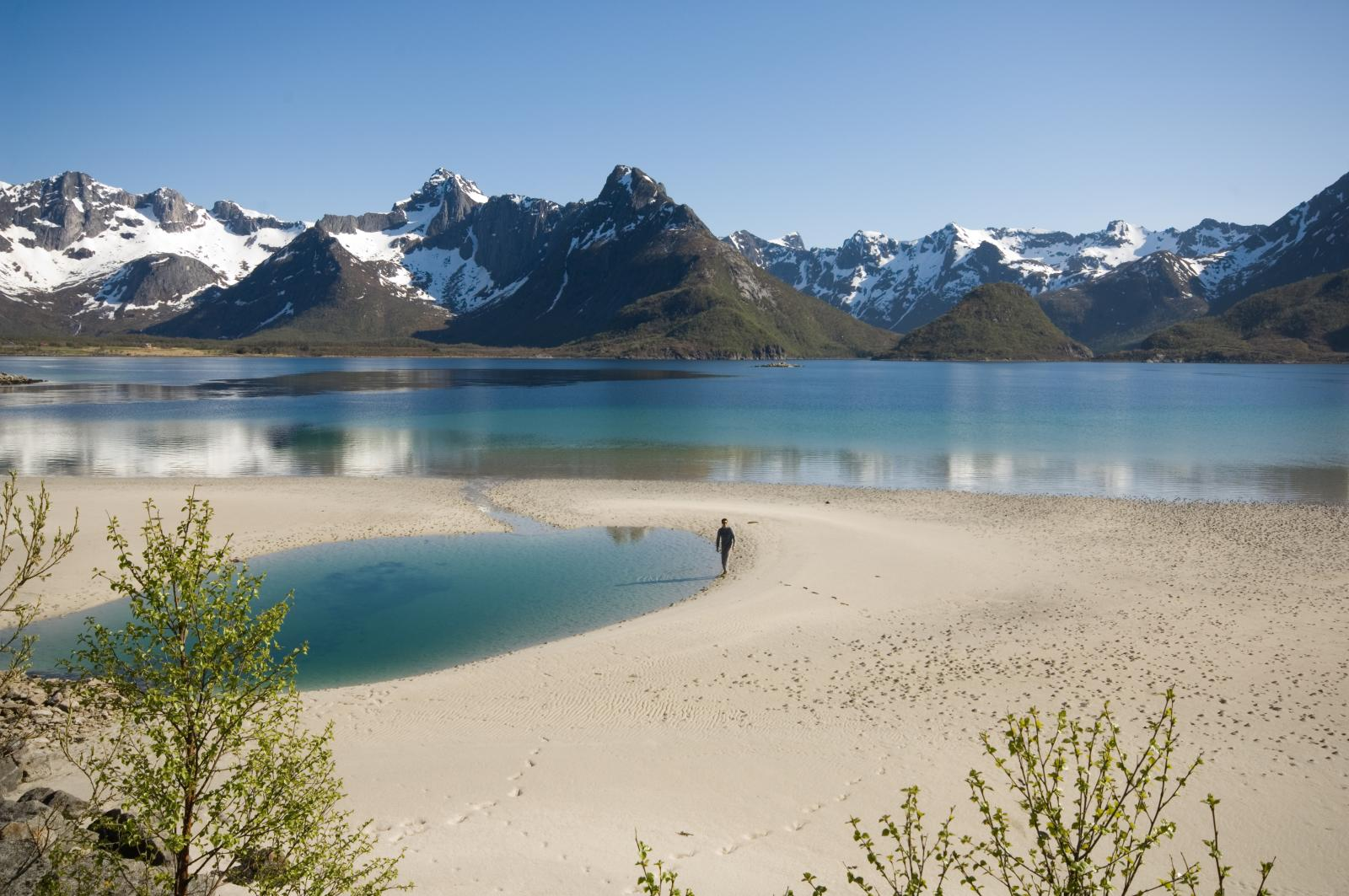
La cordillera tiene una larga frontera marítima, como aquí en las islas Lofoten

Los Alpes escandinavos se extienden, siguiendo un eje principal SSO-NNE, a lo largo de la costa oeste de la península escandinava, de la que forman la espina dorsal. Continúan en la Laponia noruega a través del condado de Troms para terminar en Finnmark. Sin embargo, una pequeña parte del norte de la cordillera se encuentra en territorio finlandés. Con una longitud de 1700 km es la segunda cordillera montañosa más larga de Europa después de los montes Urales. La cordillera está delimitada al sur, al oeste y al norte por extensiones marítimas: el Skagerrak, el mar del Norte, el mar de Noruega y el mar de Barents. Por otro lado, su delimitación hacia el este es relativamente difícil, ya que el relieve cambia muy paulatinamente. De oeste a este, el paisaje cambia desde un paisaje alpino a un paisaje prealpino, con algunos picos aislados, luego sigue un paisaje ondulado casi hasta el mar Báltico. A veces se utiliza como frontera de la cordillera, un límite llamado odlingsgräns (literalmente, 'borde de cultivos'), que representa el límite entre la tierra cultivable y la tierra no cultivable. Dejando de lado las cuestiones de delimitación, la cordillera cubre la mayor parte del territorio continental noruego, así como el noroeste de Suecia (20 % del área del país). La cordillera, de hecho, ha servido históricamente como frontera natural entre Noruega y Suecia, lo que explica por qué el trazado de la sección septentrional de lae frontera entre estos ambos países pasa por el macizo.

### Topografía

#### Geomorfología

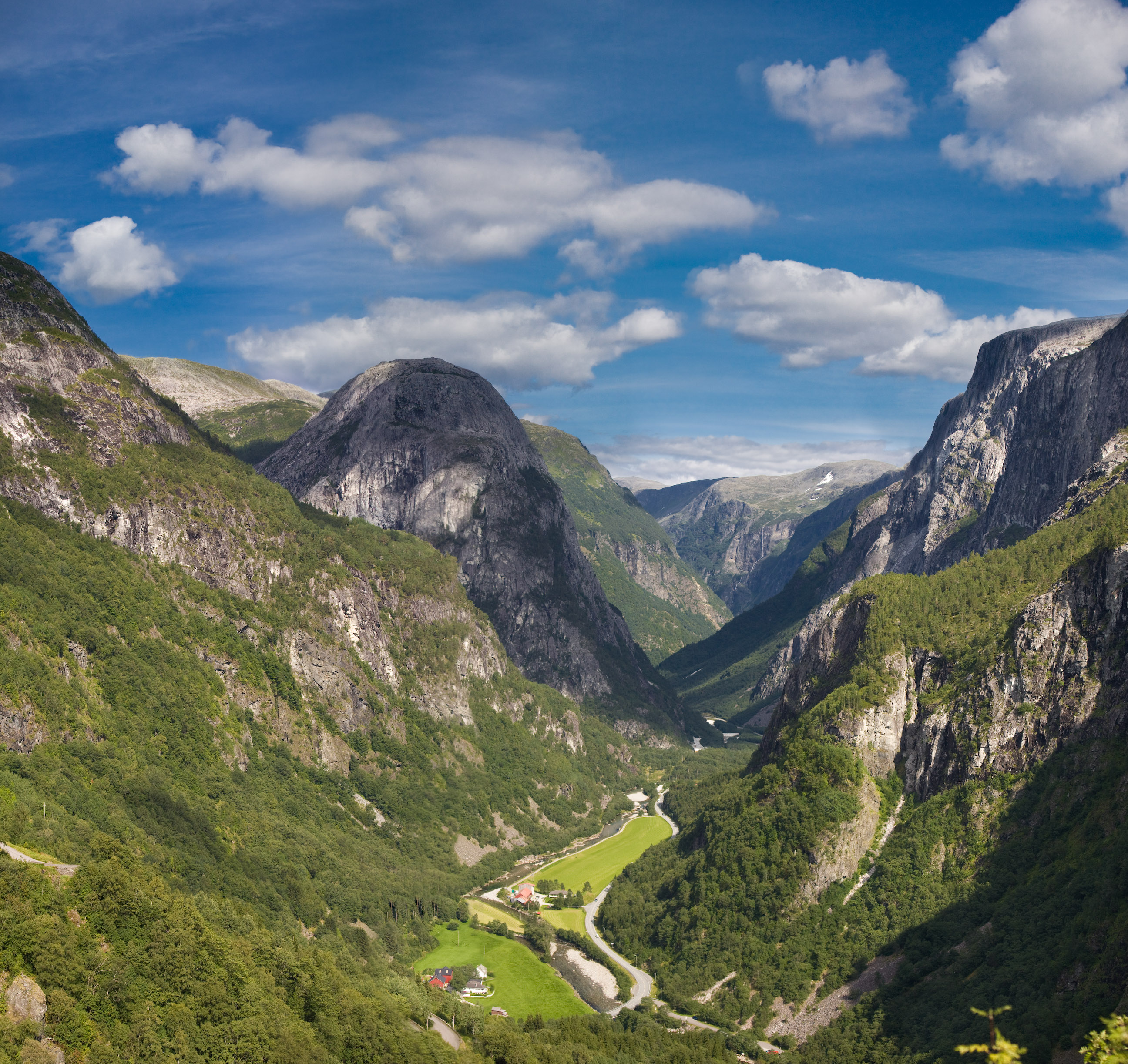
El valle de Gudvangen. La costa noruega tiene un relieve local muy pronunciado.

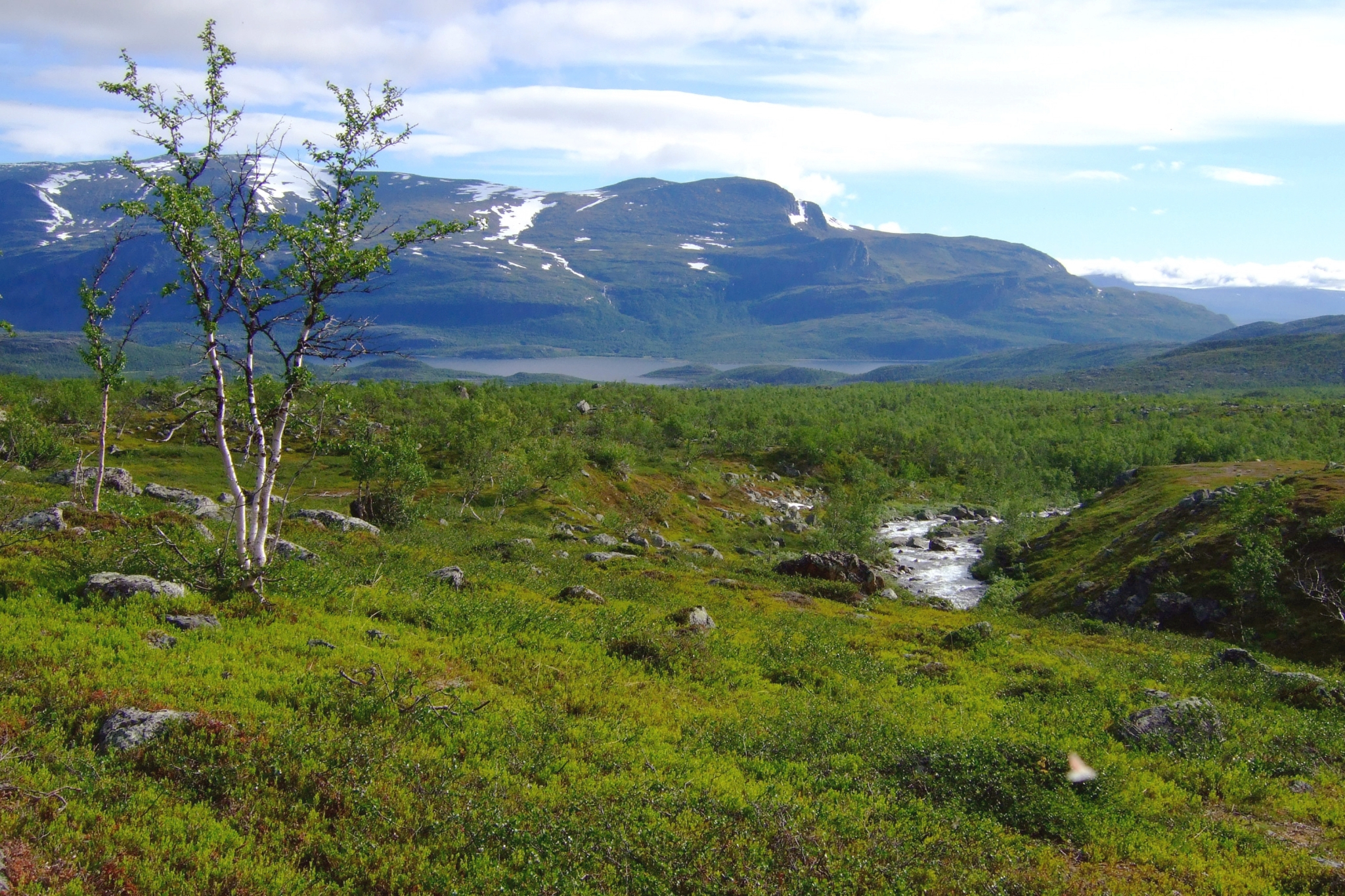
Una gran parte de la cordillera se compone de paisajes suaves y montañas redondeadas, como aquí en el Parque nacional de Stora Sjöfallet.

Los Alpes escandinavos están formados por dos regiones de gran altitud (hasta más de 2000 m), una al sur y otra al norte, separadas por una zona de menor altitud (hasta 1200 m) a la altura del fiordo de Trondheim. La parte sur, la más ancha (hasta 300 km), tiene forma de domo centrado en el macizo del Jotunheimen, que incluye la mayoría de los picos más altos de la cordillera, en especial el más alto, el Galdhøpiggen (2469 m). La propia zona del Jotunheimen está rodeada por otros macizos altos, como el Hurrungane, el Breheimen, el Reinheimen, el Dovrefjell y el Rondane. Esta zona se extiende al noreste hasta los macizos de Sylarna y de Helagsfjället, en la frontera sueca, y al sur, hasta la vasta meseta del Hardangervidda y gradualmente hasta el mar. La parte norte de los Alpes escandinavos es más larga y culmina en los macizos de Kebnekaise (2102 m) y de Sarek.
Entre los picos del macizo se desarrolla una red de valles que pueden descender hasta los 300 m sobre el nivel del mar en el este, pero que en el oeste a veces se encuentran muy por debajo del nivel del mar. Así, la costa occidental de Noruega está profundamente diseccionada por un gran número de fiordos: valles glaciares invadidos por el mar. El mayor de ellos, el fiordo de Sogn, se adentra casi 200 km tierra adentro. Estos fiordos y las numerosas islas próximas al litoral hacen que la longitud total de la costa noruega sea de 83 281 km, es decir, el doble del perímetro ecuatorial de la Tierra.
La topografía de la cordillera a menudo se divide en varias categorías de relieve basadas principalmente en el relieve local, es decir, en la diferencia de altitud máxima en un área pequeña. Las zonas en las que el relieve local es más pronunciado (diferencias de altitud de más de 700 m) se califican como zonas alpinas: se trata en particular de las zonas más elevadas (Jotunheimen, Sarek-Kebnekaise) y de la zona costera profundamente tallada por los valles y los fiordos. El relieve local a veces supera desniveles de 1500 m allí y mucho mayores si se considera la parte sumergida de los fiordos, que así puede alcanzar los 2800 m en el fiordo de Sogn. Las áreas de relieve local más moderado (desniveles entre 400−700 m) forman el tipo de relieve mayoritario fuera de la zona costera. Este paisaje se compone principalmente de picos redondeados y de valles amplios. Finalmente, la cordillera comprende un cierto número de mesetas, testigos de la antigua penillanura que fue la región antes de su levantamiento tectónico. La mayor de estas mesetas, Hardangervidda, es la meseta montañosa más grande de Europa. En las zonas más periféricas de la cordillera, el paisaje se vuelve ondulado, de tipo llano pero con algunos picos aislados (monadnock).

#### Subdivisiones

Mapa de las subdivisiones de los Alpes escandinavos

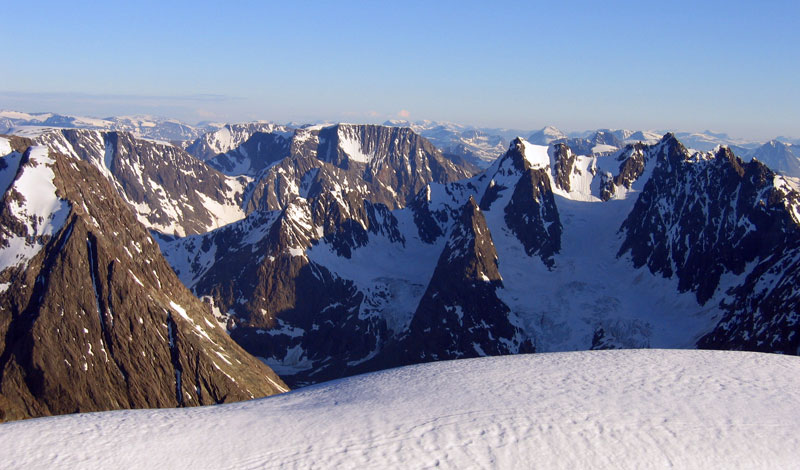
Los Alpes de Lyngen

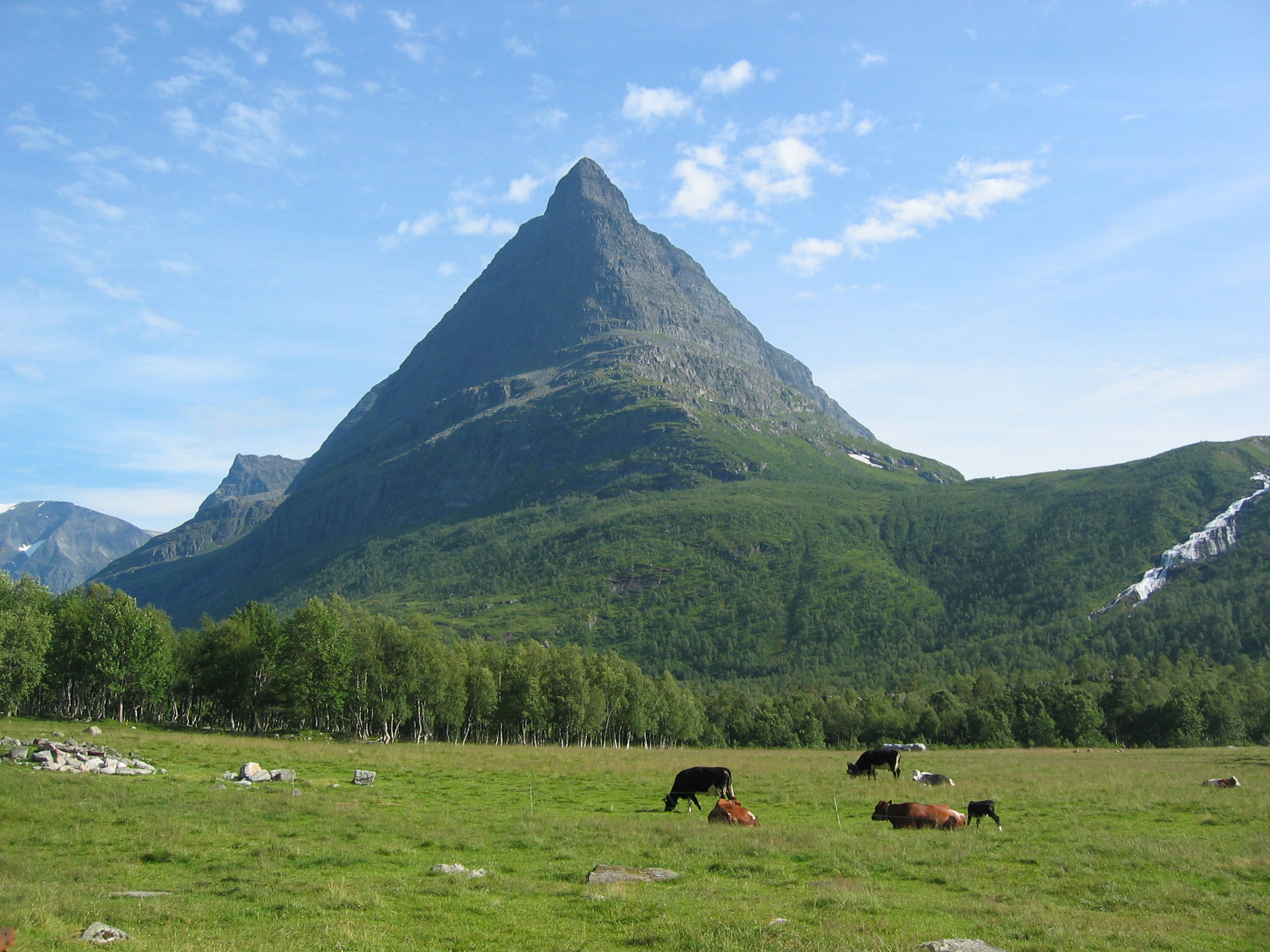
Innerdalstårnet en el Trollheimen

En el libro Scandinavian Mountains [Montañas escandinavas], Peter Lennon propuso dividir la cordillera en seis zonas, cada una de ellas subdividida a su vez en varios dominios. Sin embargo, esas subdivisiones no cubren toda la cordillera, descuidando en particular su parte sureste.
| Zona                     | Dominio                                               | Punto culminante       | Altitud | Leyenda |
| Suecia ártica            | Kebnekaise                                            | Kebnekaise sydtopp     | 2102 m  | A1      |
| ------------------------ | ----------------------------------------------------- | ---------------------- | ------- | ------- |
| Suecia ártica            | Parques nacionales de Padjelanta y de Stora Sjöfallet | Akka Stortoppen        | 2016 m  | A2      |
| Suecia ártica            | Parque nacional de Sarek                              | Sarektjåkkå Stortoppen | 2089 m  | A3      |
| Noruega ártica           | Extremo norte                                         | Ádjit                  | 1408 m  | B1      |
| Noruega ártica           | Troms y Lyngen                                        | Jiehkkevárri           | 1833 m  | B2      |
| Noruega ártica           | Lofoten y Vesterålen                                  | Møysalen               | 1262 m  | B3      |
| Noruega ártica           | Sulitjelma – Blåmannsisen – Tysfjord - Narvik         | Suliskongen            | 1907 m  | B4      |
| Noruega ártica           | Svartisen – Saltfjellet – Okstindan – Beiarn          | Oksskolten             | 1916 m  | B5      |
| Altas tierras del centro | Børgefjell y montañas del Jämtland y Västerbotten     | Norra Sytertoppen      | 1768 m  | C1      |
| Altas tierras del centro | Grupo de Sylarna                                      | Helagsfjället          | 1796 m  | C2      |
| Cadena de fiordos        | Trollheimen                                           | Store Trolla           | 1850 m  | D1      |
| Cadena de fiordos        | Romsdal                                               | Store Venjetinden      | 1852 m  | D2      |
| Cadena de fiordos        | Sunnmøre y Reinheimen                                 | Gråhø i Lesja          | 2014 m  | D3      |
| Cadena de fiordos        | Jostedal – Breheimen – Ålfot                          | Hestbrepiggan          | 2172 m  | D4      |
| Cadena de fiordos        | Stølsheimen y Voss/Mjølfjell                          | Stiganosi              | 1761 m  | D5      |
| Montañas centrales       | Rondane y Dovrefjell                                  | Snøhetta               | 2286 m  | E1      |
| Montañas centrales       | Jotunheimen                                           | Galdhøpiggen           | 2469 m  | E2      |
| Montañas centrales       | Hallingskarvet y Filefjell                            | Folarskardnuten        | 1933 m  | E3      |
| Tierras altas del sur    | Hardangervidda                                        | Hardangerjøkulen       | 1861 m  | F1      |
| Tierras altas del sur    | Rogaland/Setesdal                                     | Kistenuten             | 1647 m  | F2      |

#### Cumbres principales
Los diez picos de montaña más altos de Escandinavia están todos situados en Noruega: ocho en la provincia de Oppland y los otros dos en la de Sogn og Fjordane. Hay además 83 picos de 2200 m y todos ellos están en Noruega.
En Suecia hay doce picos por encima de los 2000 m (o 13 dependiendo de cómo se defina un pico): ocho de ellos se encuentran en los parques nacionales de Sarek y Stora Sjöfallet y los otros cuatro están más al norte, en la región de Kebnekaise. Todos los nombres de las montañas provienen del sami, aunque están escritos con la grafía sueca más común.
Picos más altos de Noruega

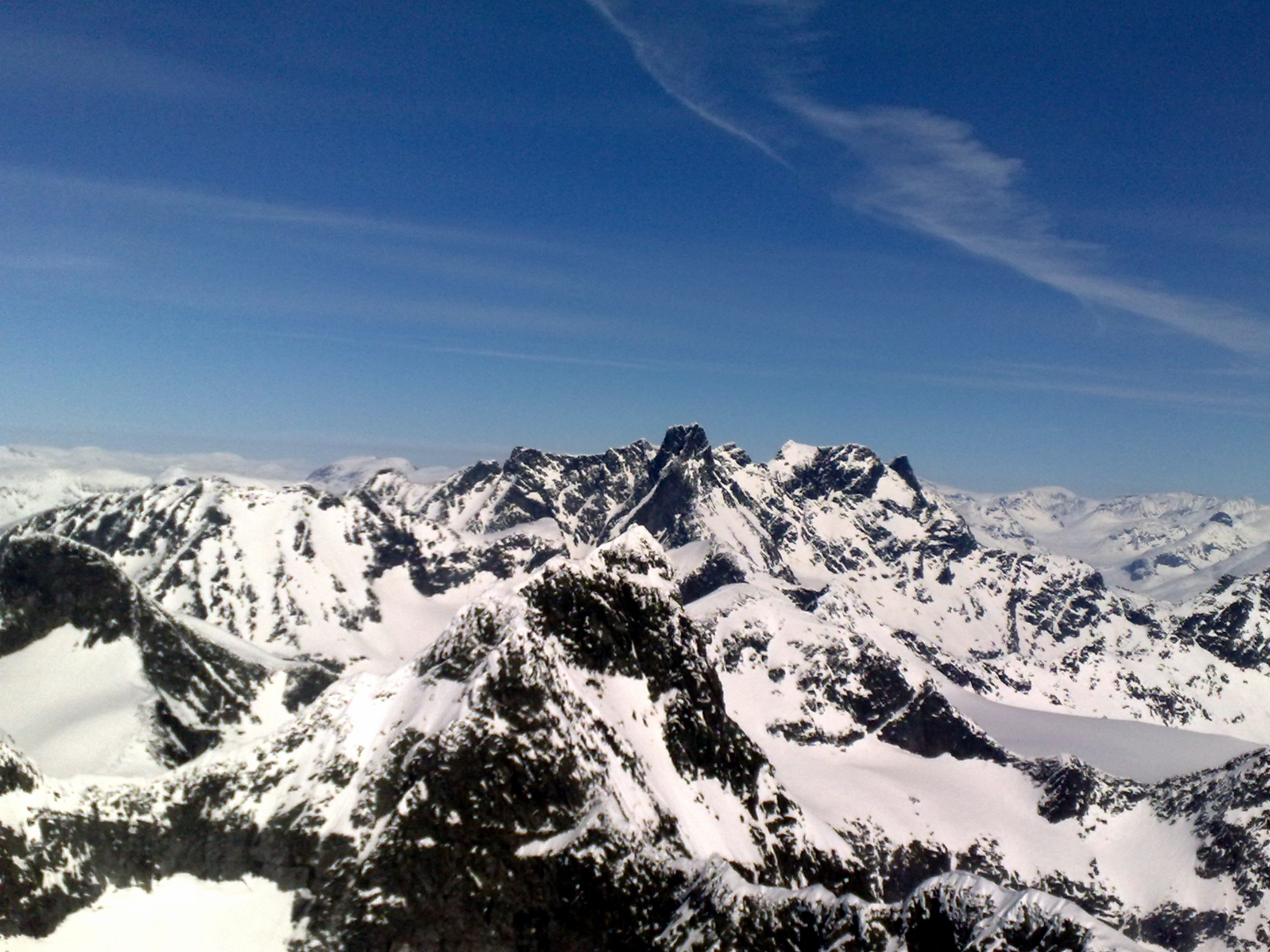
El macizo de Jotunheimen, punto culminante de los Alpes escandinavos y de Noruega

1. 2469 m: Galdhøpiggen (Jotunheimen) (Oppland)
2. 2464 m: Glittertind (Jotunheimen) (Oppland)
3. 2405 m: Skagastølstind Store (Jotunheimen) (Sogn og Fjordane)
4. 2387 m: Styggedalstinden este (Jotunheimen) (Sogn og Fjordane)
5. 2373 m: Skardstinden (Jotunheimen) (Oppland)
6. 2369 m: Vesle Galdhøpiggen (Jotunheimen) (Oppland)
7. 2368 m: Surtningssue (Jotunheimen) (Oppland)
8. 2364 m: Memurutinden Store (Jotunheimen) (Oppland)
9. 2351 m: Jervvasstind (Jotunheimen) (Oppland)
10. 2348 m: Sentraltind (Jotunheimen) (Oppland)

Picos más altos de Suecia

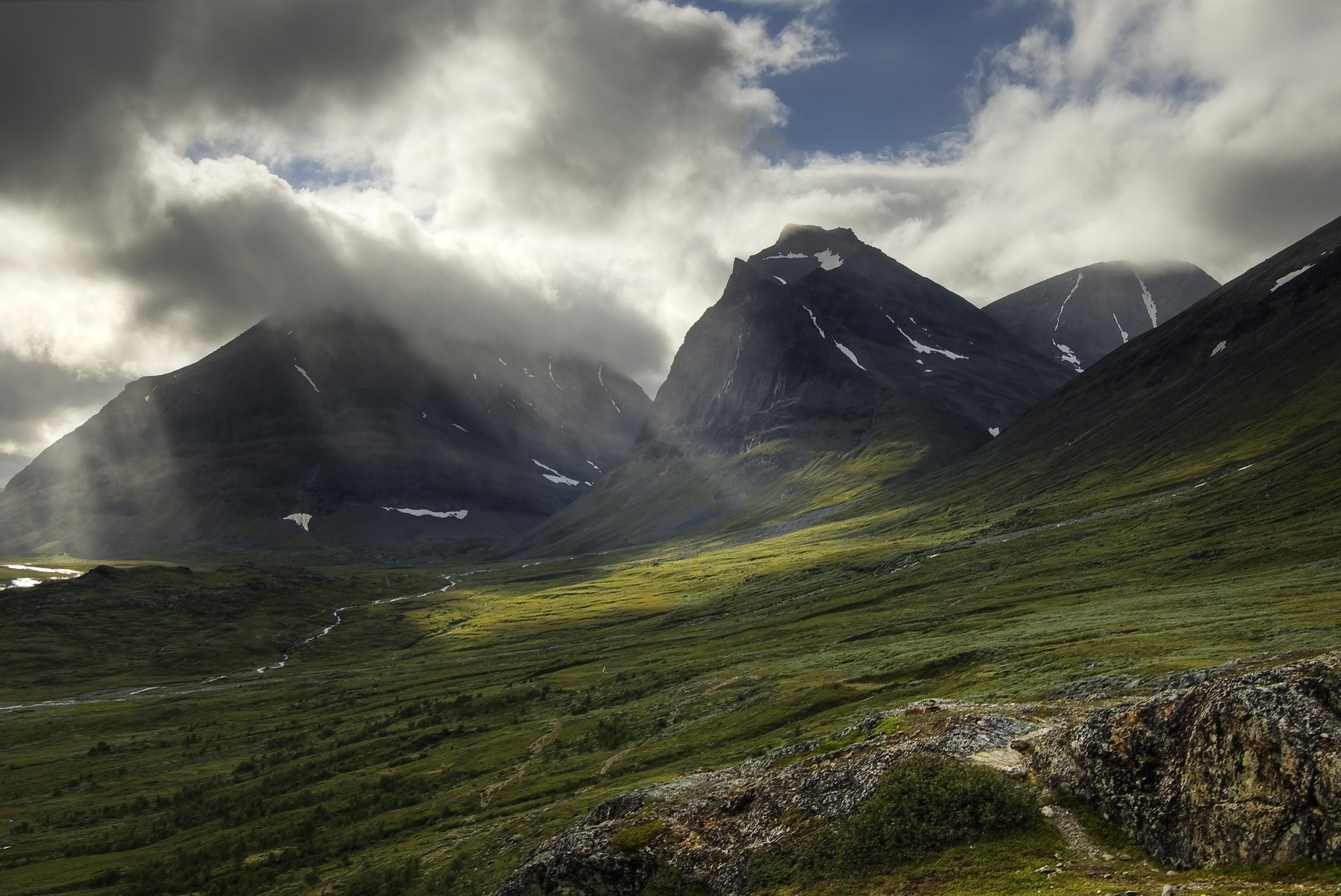
El macizo de Kebnekaise, punto culminante de Suecia

1. 2104 m: Kebnekaise sydtopp (Kebnekaise) (Laponia sueca)
2. 2097 m: Kebnekaise nordtopp (Kebnekaise) (Laponia sueca)
3. 2089 m: Sarektjåkkå stortopp (Sarek) (Laponia sueca)
4. 2076 m: Kaskasatjåkka (Kebnekaise) (Laponia sueca)
5. 2056 m: Sarektjåkkå nordtopp (Sarek) (Laponia sueca)
6. 2043 m: Kaskasapakte (Kebnekaise) (Laponia sueca)
7. 2023 m: Sarektjåkkå sydtopp (Sarek) (Laponia sueca)
8. 2015 m: Akka Stortoppen (Padjelanta y Stora Sjöfallet)
9. 2010 m: Sarektjåkkå Buchttoppen (Sarek) (Laponia sueca)
10. 2005 m: Pårtetjåkkå (Sarek) (Laponia sueca)
11. 2002 m (6568 pies) Palkatjåkka (Laponia sueca)

Otras montañas suecas populares entre esquiadores, alpinistas y senderistas son:
- en Laponia: Sulitelma (1860 m) y Norra Storfjället (1767 m)
- en Härjedalen: Helagsfjället (1796 m)
- en Jämtland: Templet (1728 m), Lillsylen (1704 m) y Åreskutan (1420 m)
- en Dalarna: Storvätteshågna (1204 m) y Molnet (1191 m)

Picos más altos de Finlandia

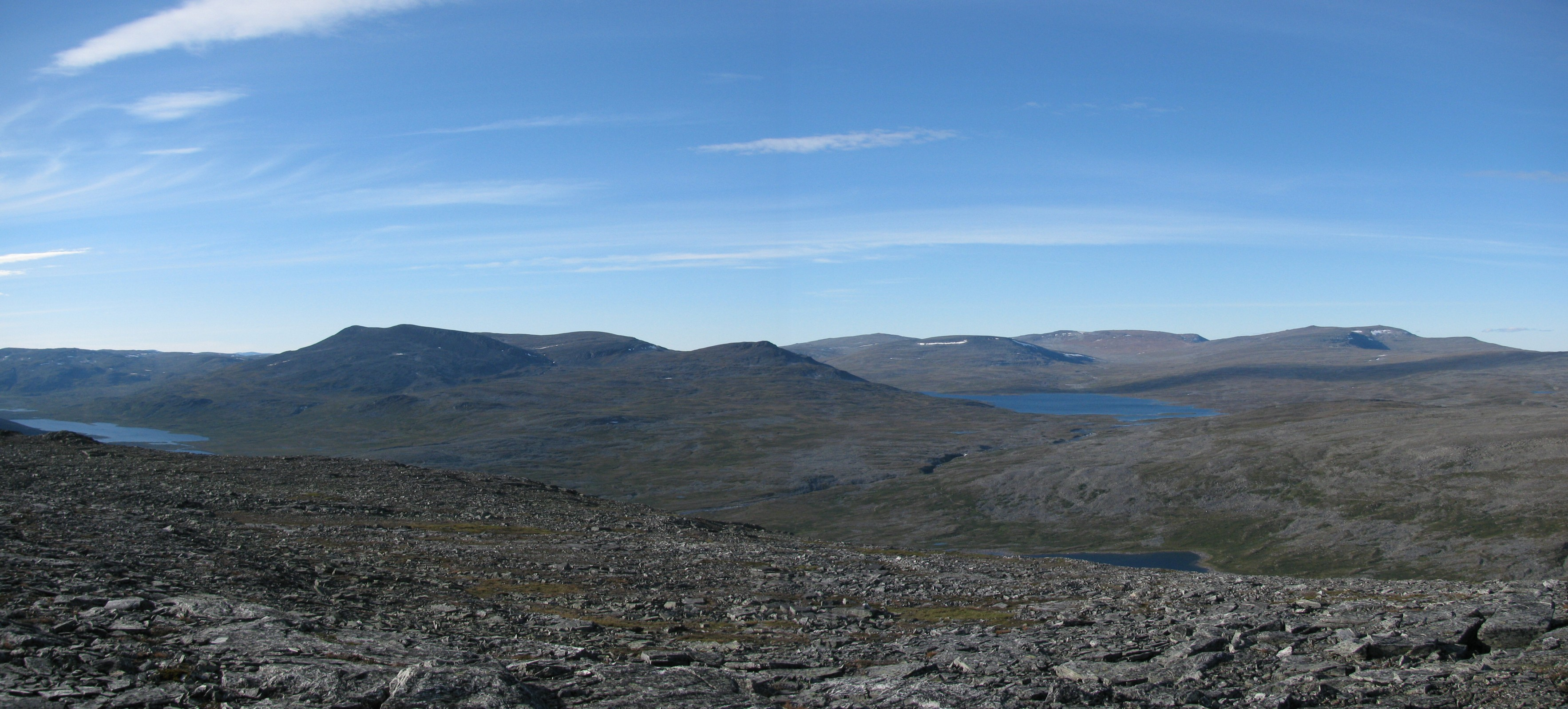
Vista de la cordillera en Finlandia con las principales cumbres del país.

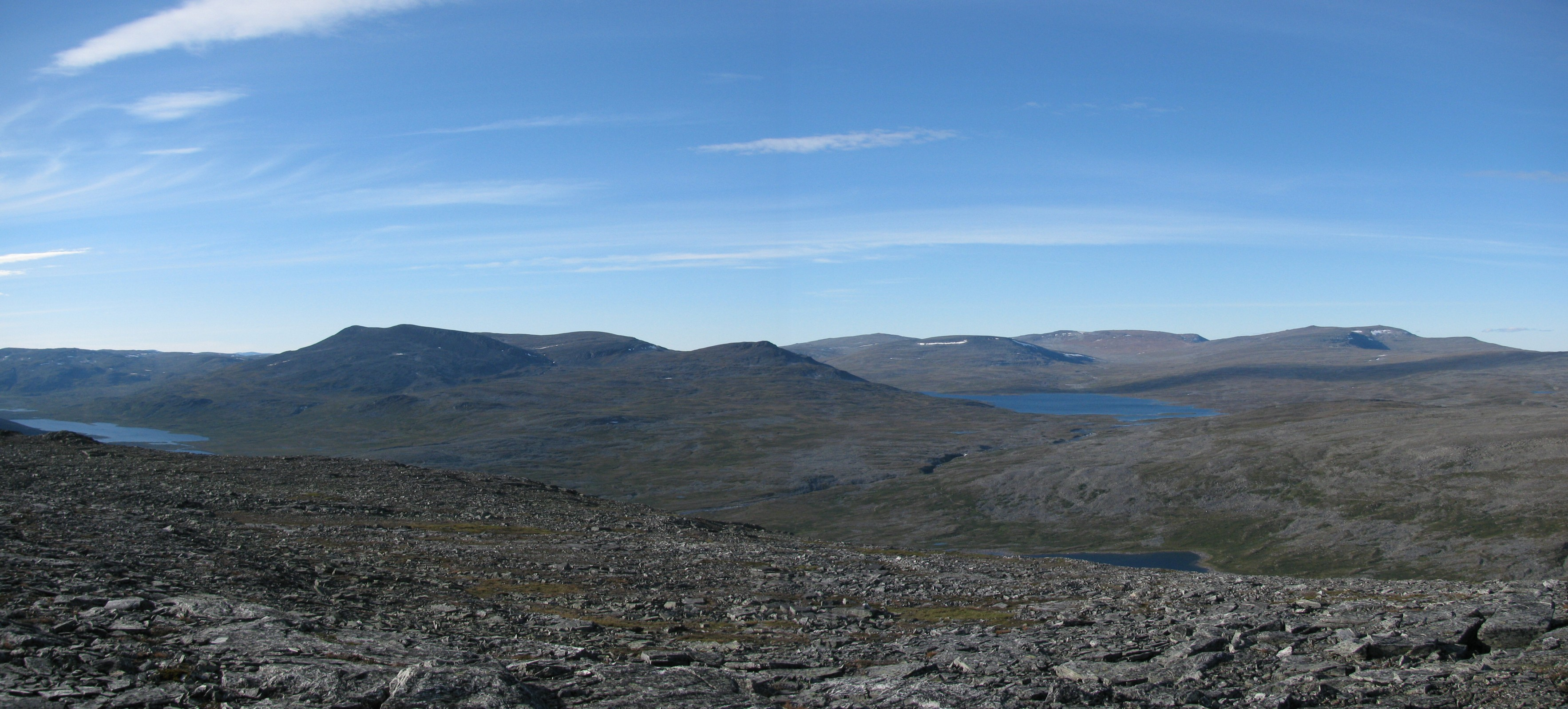
Vista desde Meekonvaara (1019 m) hacia las colinas

1. 1324 m: Halti (extremo norte) (Laponia finlandesa y provincia noruega de Troms)
2. 1317 m: Ridnitsohkka (extremo norte) (Laponia)
3. 1285 m: Kiedditsohkka (extremo norte) (Laponia)
4. 1240 m: Kovddoskaisi (extremo norte) (Laponia)
5. 1239 m: Ruvdnaoaivi (Laponia)

1. 1190 m: Loassonibba (extremo norte) (Laponia)

1. 1150 m: Urtasvaara (Laponia)
2. 1144 m: Kahperusvaarat (Laponia)
3. 1130 m: Aldorassa (Laponia)
4. 1100 m: Kieddoaivi (Laponia)

Además, hay seis picos ultraprominentes en la cordillera, algunos de los cuales están presentes en alguno de los listados anteriores:
- 2372 m: Galdhøpiggen (Jotunheimen, Noruega)
- 1754 m: Kebnekaise (Kebnekaise, Suecia)
- 1741 m: Jiehkkevárri (Lyngen, Troms, Noruega)
- 1675 m: Snøhetta (Dovrefjell, Rondane, Noruega)
- 1576 m: Store Lenangstind (Lyngen, Troms, Noruega)
- 1519 m: Sarektjåkkå (Sarek, Suecia)

La mayor prominencia independiente de Finlandia se encuentra en Taivaskero, con 807 m de prominencia.

### Clima

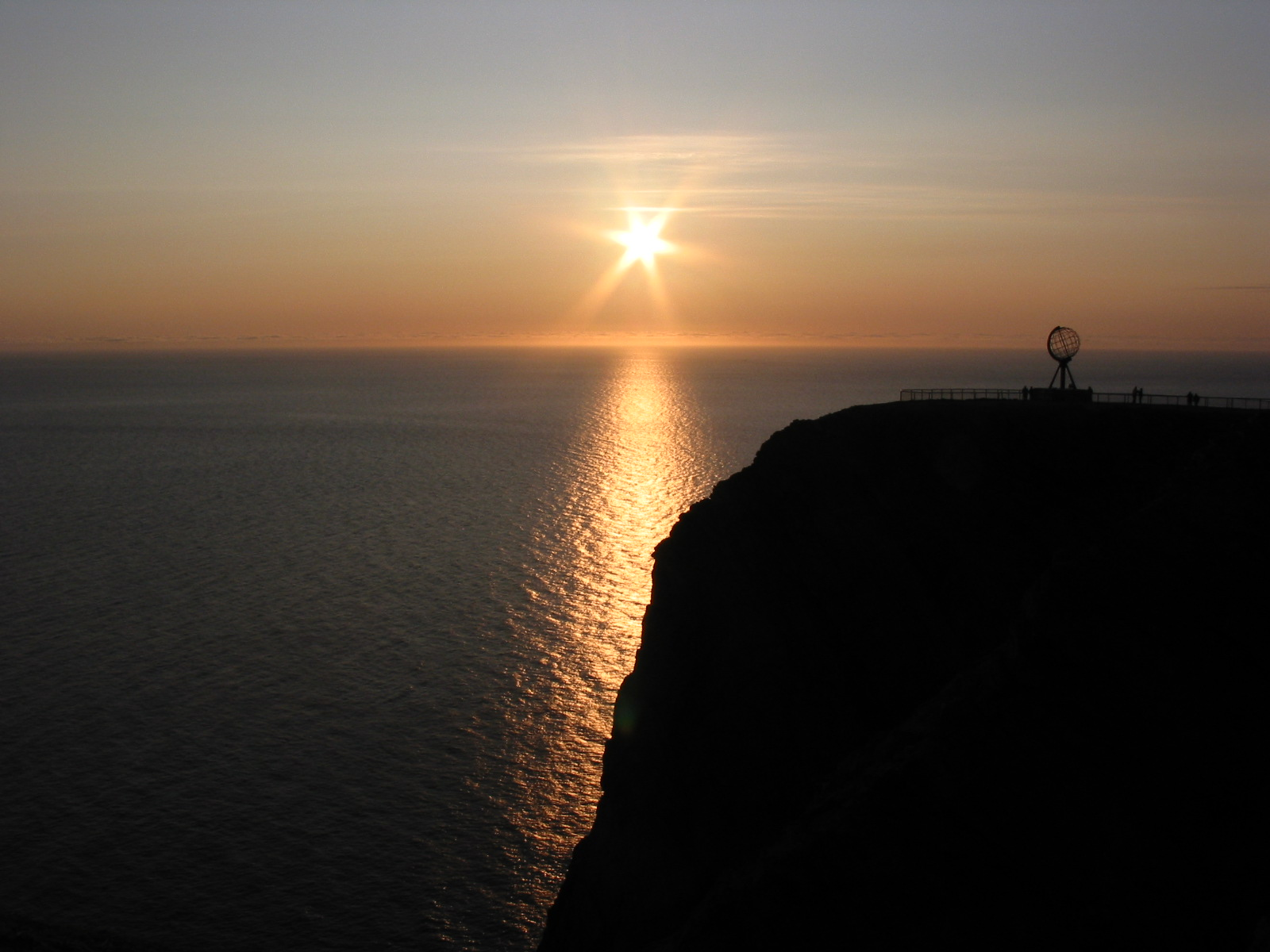
Sol de medianoche desde lo alto de los acantilados del cabo Norte

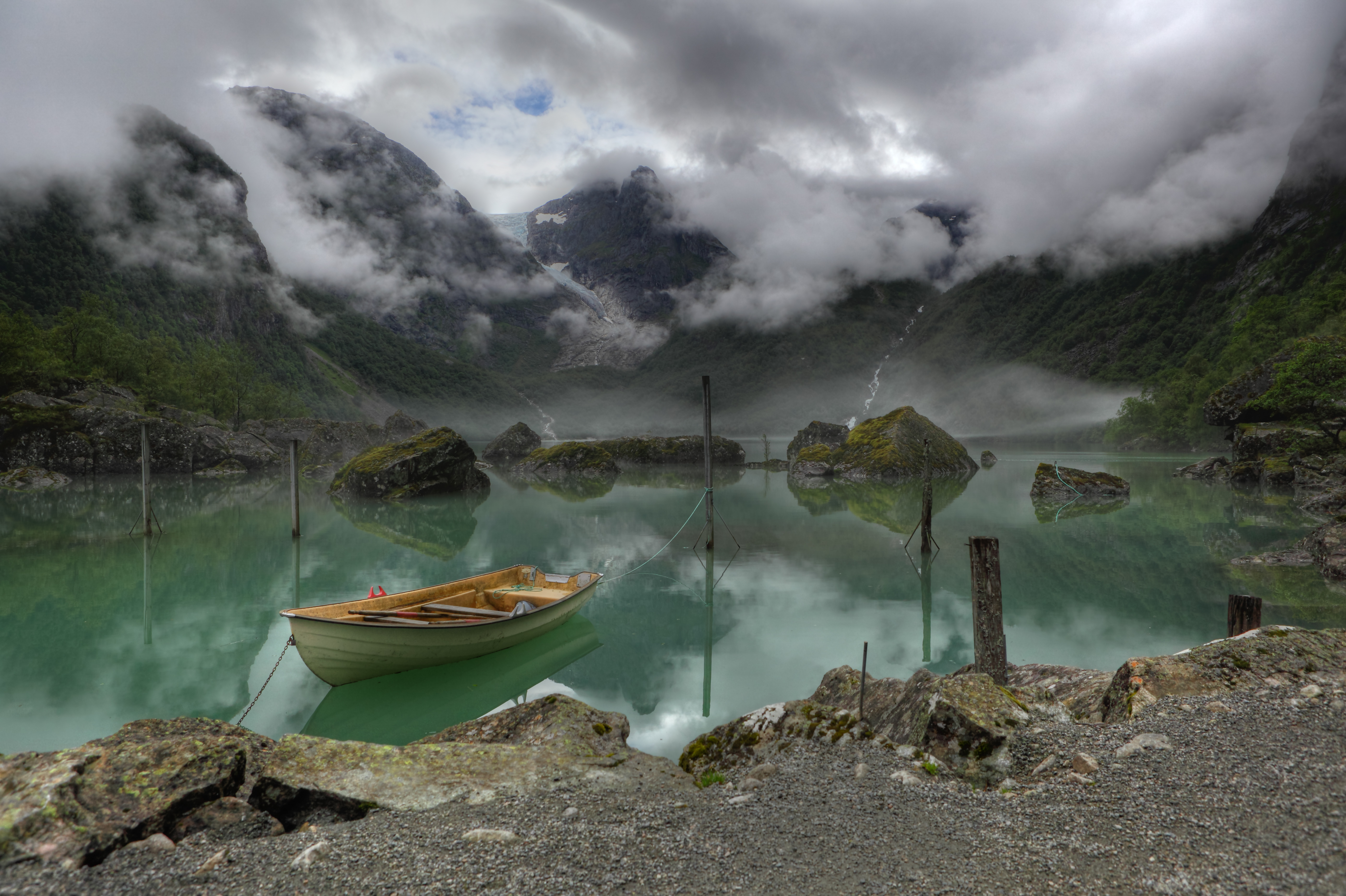
La costa oeste de Noruega recibe grandes cantidades de precipitación, aquí cerca del glaciar Bondhusbreen

El clima de la cordillera presenta importantes contrastes debido a los efectos combinados de latitud, altitud y de la exposición a las influencias oceánicas. El clima en ella es generalmente frío, lo que se explica por el hecho de que la cordillera está completamente por encima del paralelo 58° Norte. Este fenómeno se compensa en parte en verano por la duración del día: incluyendo el crepúsculo, los días duran 22 horas durante el solsticio de verano en la latitud de Oslo, y al norte del círculo polar ártico, hay hasta dos meses de luz diurna continua que recalentarán el corto verano. Además, ciertos tramos de la cordillera, en particular a lo largo de la costa atlántica, disfrutan de una notable suavidad a pesar de su latitud, templada por la corriente oceánica de la Corriente del Golfo. La influencia del océano en las temperaturas medias anuales se estima en 12 °C. Este efecto es principalmente importante durante los meses de invierno: uno de los ejemplos más evidentes es el extremo sur de las islas Lofoten, que es el lugar más septentrional del mundo donde la temperatura media es positiva durante todo el año. Por el contrario, la parte oriental de la cordillera presenta diferencias de temperatura mucho más marcadas, aunque el clima aún no es completamente continental. Así, si bien se beneficia de una temperatura media de 10−12 °C en verano, las temperaturas en invierno descienden a −16 °C de media, con un récord de −52,6 °C registrado en Vuoggatjålme, en la Laponia sueca. La topografía también afecta mucho a la temperatura con un efecto foehn bastante pronunciado que recalienta significativamente el este de la cordillera. Por último, la temperatura media anual varía entre los 6 °C a lo largo de la costa sur y oeste de Noruega y los −6 °C en los picos más altos de la cordillera.
Los vientos dominantes del oeste proporcionan suavidad a la costa noruega, pero también precipitaciones significativas. Estas pueden exceder los 2000 mm anuales en el lado occidental de la cordillera, mientras que son del orden de 450−550 mm en las laderas orientales de la Laponia sueca debido a la sombra orográfica. Estas precipitaciones pueden, debido a las temperaturas, caer en forma de nieve, hasta el 50 % de la precipitación total en el noreste. En esas regiones la primera nevada cae en octubre y la capa de nieve puede durar hasta junio. En la costa sur, la capa de nieve dura menos de 50 días.

### Hidrografía

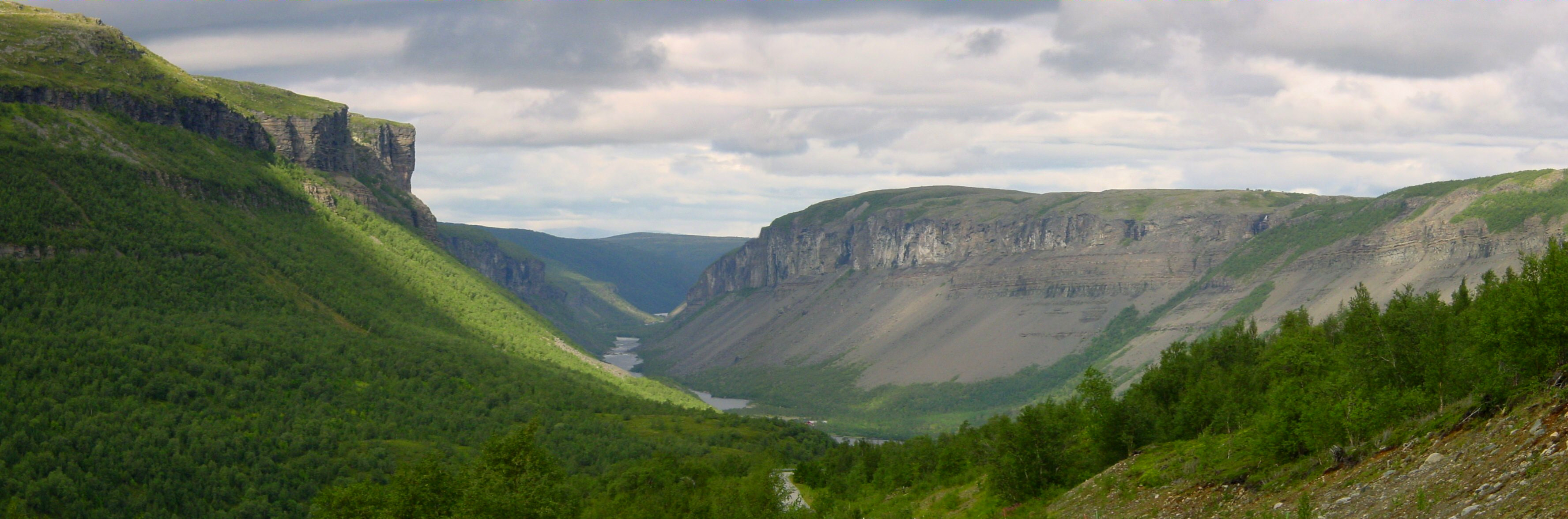
El cañón de Sautso formado por el río Altaelva, en Finnmark, al norte de la cordillera

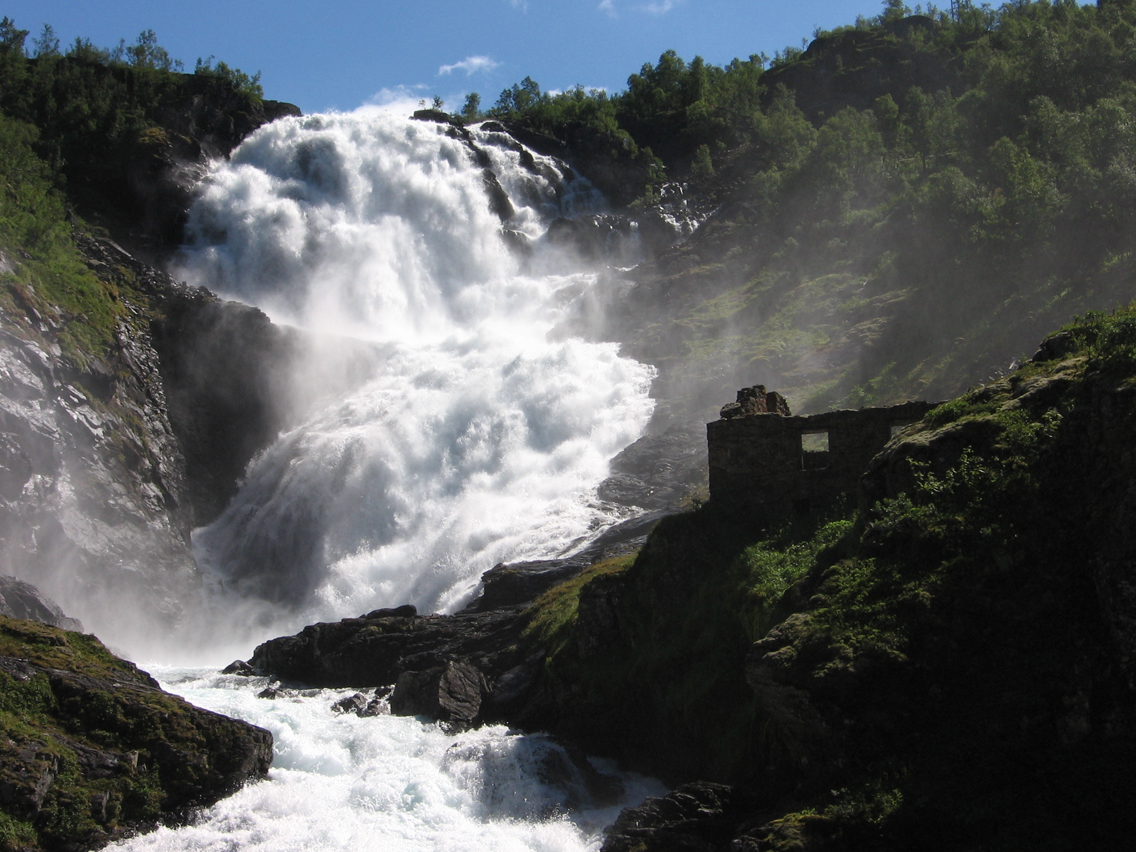
Los ríos de la vertiente occidental a menudo se precipitan hacia poderosas cascadas, como aquí en Kjosfossen

La mayoría de los cursos de agua de los Alpes escandinavos discurren a ambos lados de la cordillera desde su divisoria de aguas, mientras que en el extremo meridional, los valles forman una red hidrográfica radial. La principal línea divisoria de aguas entre el océano Atlántico y el mar Báltico coincide aproximadamente con la frontera entre Noruega y Suecia en toda la parte norte de la cordillera. Esta línea estaba inicialmente mucho más cerca de la costa noruega, ya que el levantamiento tectónico tuvo lugar principalmente en la costa. Sin embargo, la erosión regresiva causada por los ríos que fluyen hacia el oeste fue mayor que la causada por los ríos que fluyen hacia el este, al igual que la erosión glaciar durante el Cuaternario. En consecuencia, se produjo una captura progresiva de los arroyos, visible en varios lugares con cursos de agua de dirección principal E-O que finalmente se unen a un río en dirección O-E. También hay algunas raras excepciones con ríos que cruzan la cordillera, como el río Altaelva, que crea así un profundo cañón. Este fenómeno se interpreta generalmente como consecuencia de la erosión por superposición del río durante el levantamiento que dio lugar a los relieves circundantes.
La hidrografía es particularmente asimétrica entre el este y el oeste de la cordillera. Los valles al oeste de la cordillera son generalmente cortos, profundos y empinados, y las cuencas hidrográficas generalmente no son muy extensas. Debido a las pronunciadas pendientes, los ríos de la vertiente occidental forman un gran número de cascadas, varias de ellas entre las cascadas más altas del mundo. Noruega tiene 41 caídas de más de 400 m, en particular la de Vinnufossen, la más alta de Europa y entre las diez más altas del mundo con una caída vertical total de 860 m. Por el contrario, los valles de la vertiente oriental son más suaves, menos profundos y sobre todo mucho más largos. A pesar del mayor aporte de precipitación en la vertiente occidental, esta característica topográfica explica por qué los ríos de la vertiente oriental son los de mayor caudal. Así, la mayoría de los principales ríos de Escandinavia se originan en los Alpes escandinavos y fluyen hacia el este por valles que a menudo son casi paralelos. Los principales ríos, en términos de caudal, son el Glomma (704 m³/s,) el Göta älv/Klarälven (565 m³/s), el Luleälven (506 m³/s), el Ångermanälven (500 m³/s), el Indalsälven (455 m³/s) y el Umeälven (443 m³/s).
El régimen hidrológico de la mayoría de los ríos es de tipo nival o nivo-glaciar, marcado por un caudal mínimo en invierno y máximo en primavera y principios de verano con el deshielo. Un segundo pico, a menudo más débil, aparece con las importantes precipitaciones de otoño. Al nivel de la costa suroeste de Noruega, la alta humedad del océano y la relativa suavidad dan como resultado un flujo más constante durante todo el año, incluso en invierno.

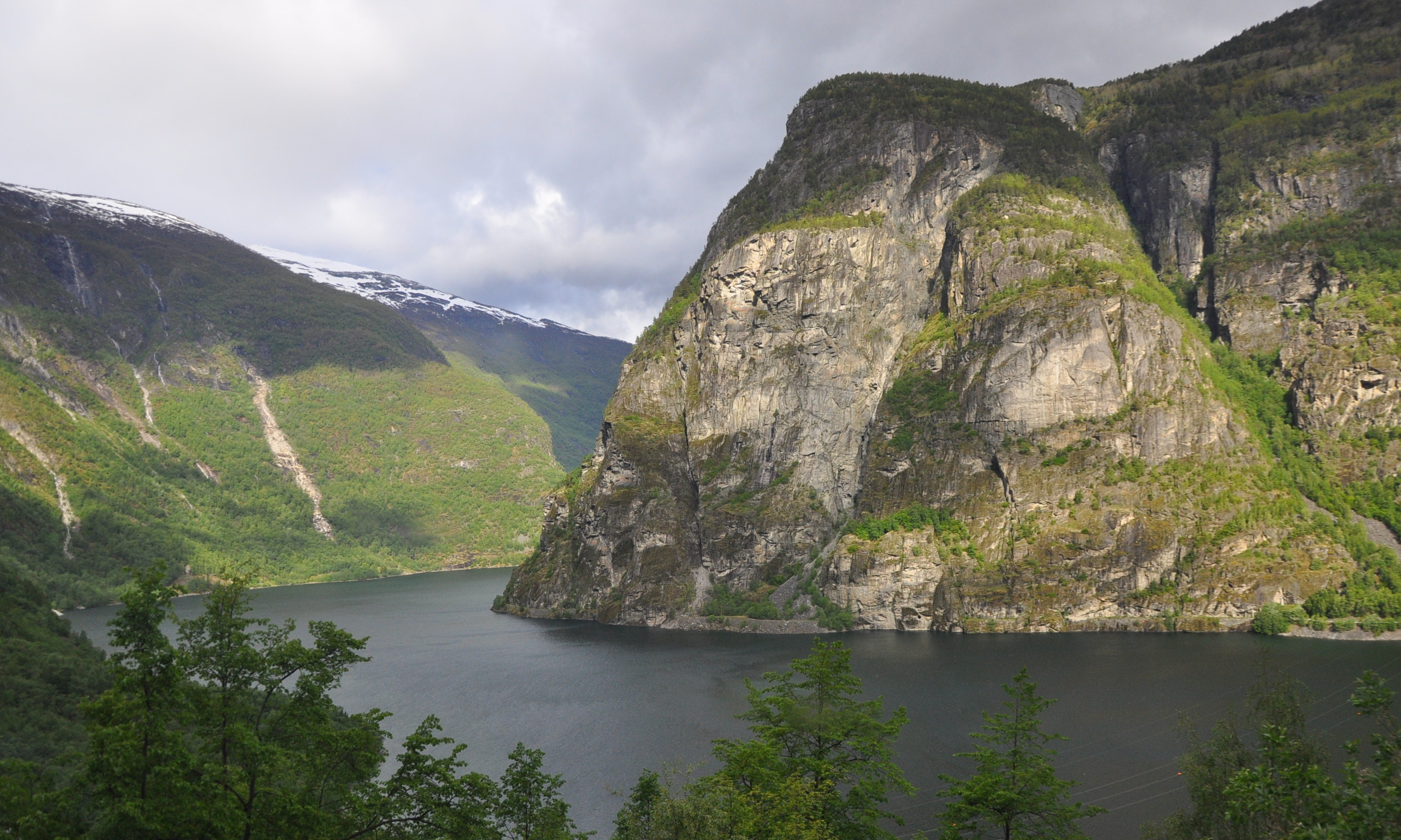
El lago Vassbygdevatnet cerca de Aurland, no lejos del Aurlandsfjord

Un gran número de lagos salpican los cursos de agua en las montañas, así como a sus pies. Algunos de ellos son pequeños lagos de montaña, diseminados a lo largo de la cordillera, en particular en las grandes mesetas, pero los más importantes se encuentran en los grandes valles del piedemonte oriental, formados por la profundización de los glaciares. Los principales lagos de este tipo son, de norte a sur: Torneträsk (330 km²), Akkajaure (260 km²), Hornavan (262 km²), Storsjön (456 km²), Femunden (203 km²), Mjøsa (369 km²) y Randsfjorden (140 km²). También hay algunos lagos de este tipo en el oeste de la cordillera, a menudo en línea con la red de fiordos. A veces alcanzan elevadas profundidades: el Hornindalsvatnet (50,42 km²) es el lago más profundo de Europa, con 514 m (a una altitud de 53 m).
Los Alpes escandinavos tienen muchos glaciares, algunos de los mayores de la Europa continental (excluyendo aquí los glaciares de Islandia, Svalbard y Novaya Zemlya). El área acumulada de todos esos glaciares es de 2900 km²; los más grandes se encuentran en los picos cerca de la costa noruega, donde las precipitaciones son mayores, a pesar de que las temperaturas sean más altas. Los principales glaciares de la cordillera, por superficie, son el Jostedal (487 km²), el Vestre Svartisen (221 km²), el Søndre Folgefonna (168 km²), el Østre Svartisen (148 km²), el Blåmannsisen (87 km²) y el Hardangerjøkulen (73 km²). El equilibrio entre la temperatura y la cantidad de lluvia explica el hecho de que durante el siglo XX algunos de esos glaciares hayan crecido en volumen durante ciertos períodos, ya que el aumento de las precipitaciones compensa el mayor deshielo por el aumento de las temperaturas debido al calentamiento global. Sin embargo, a lo largo del siglo, domina el retroceso de los glaciares y esto es especialmente cierto en el siglo XXI donde no hay período de recuperación.

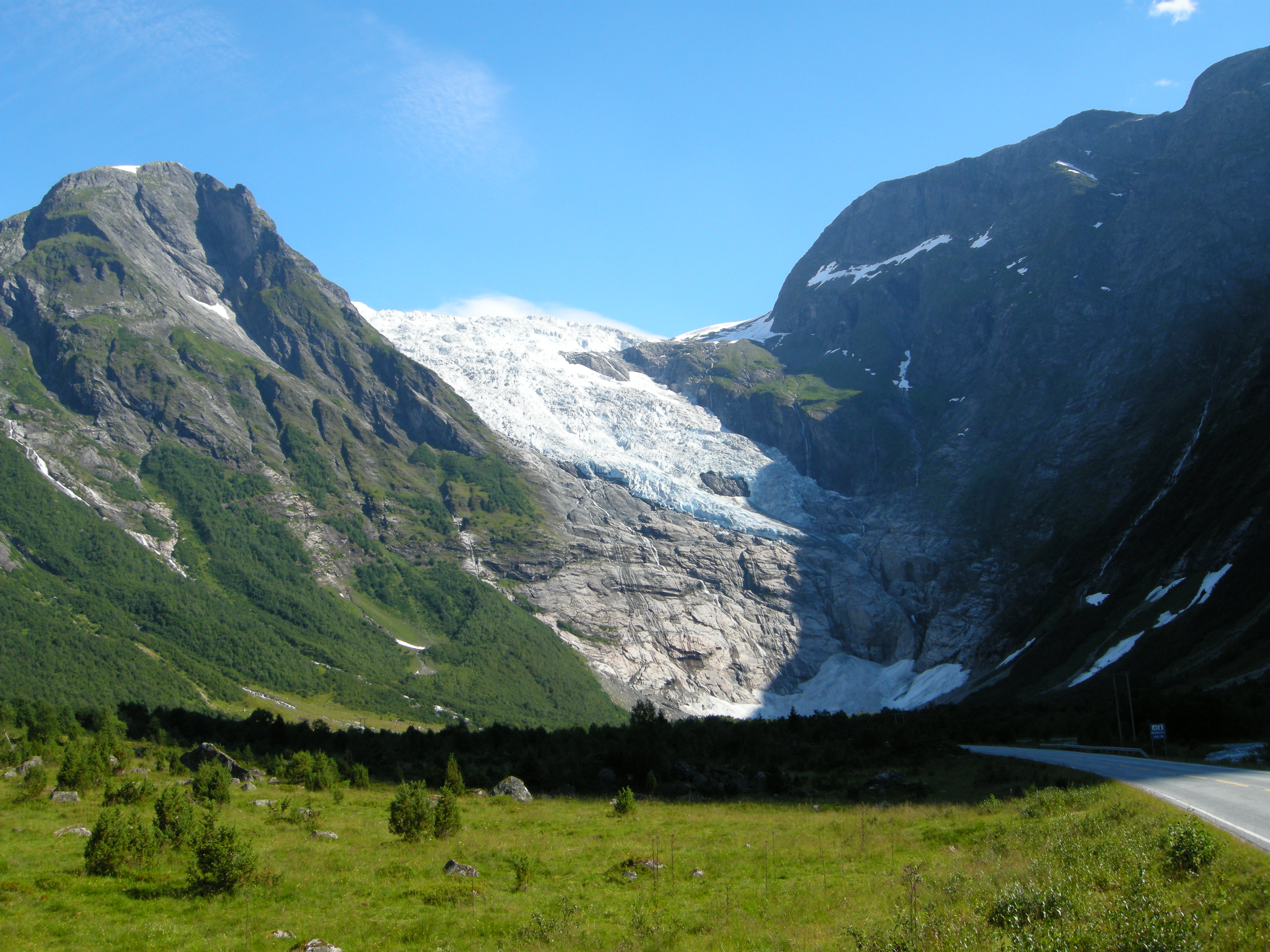
El Bøyabreen, una lengua glaciar del Jostedalsbreen.
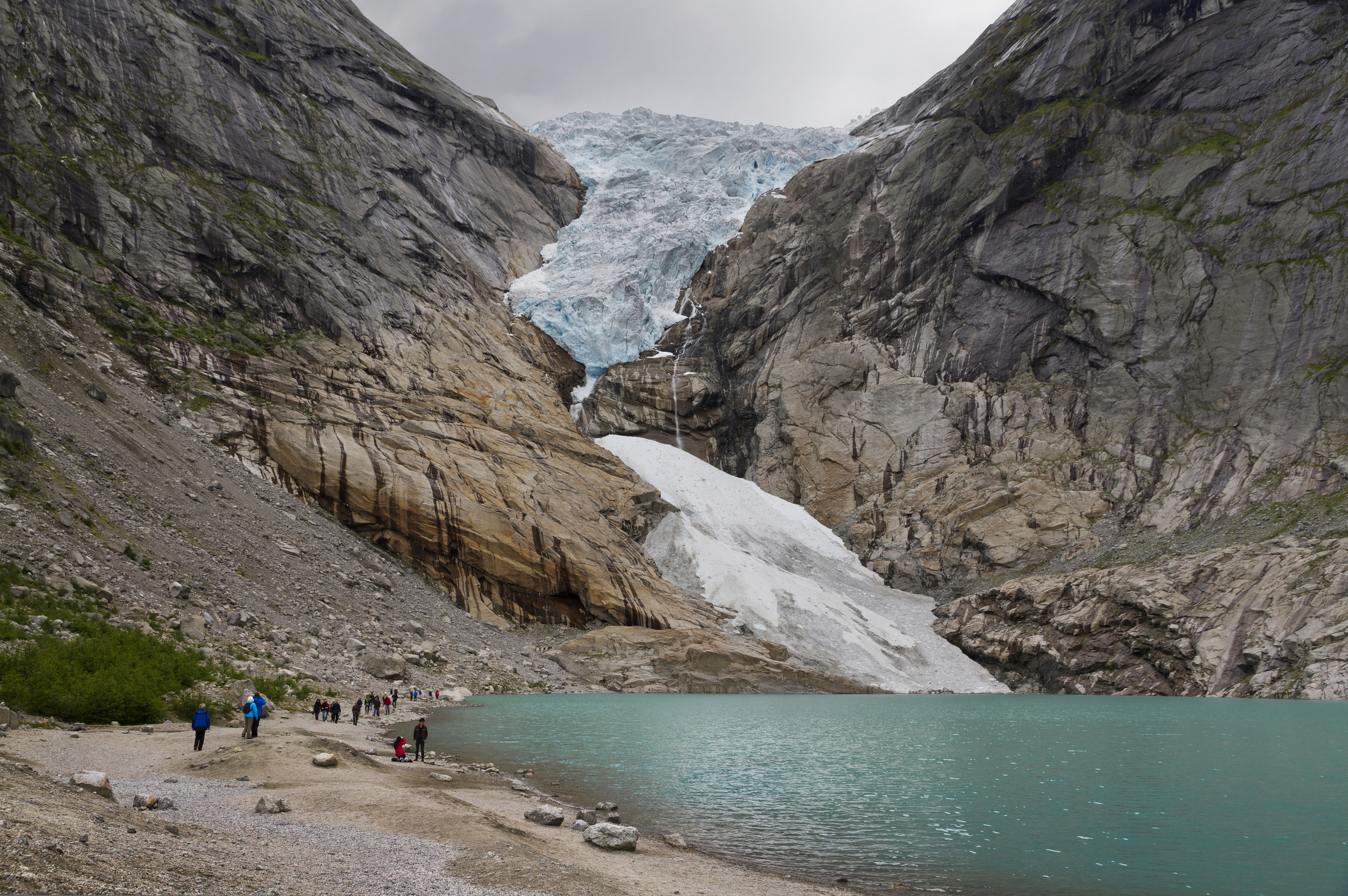
El glaciar Briksdal, otra lengua del Jostedalsbreen. El glaciar todavía cubría completamente el lago en 1997.
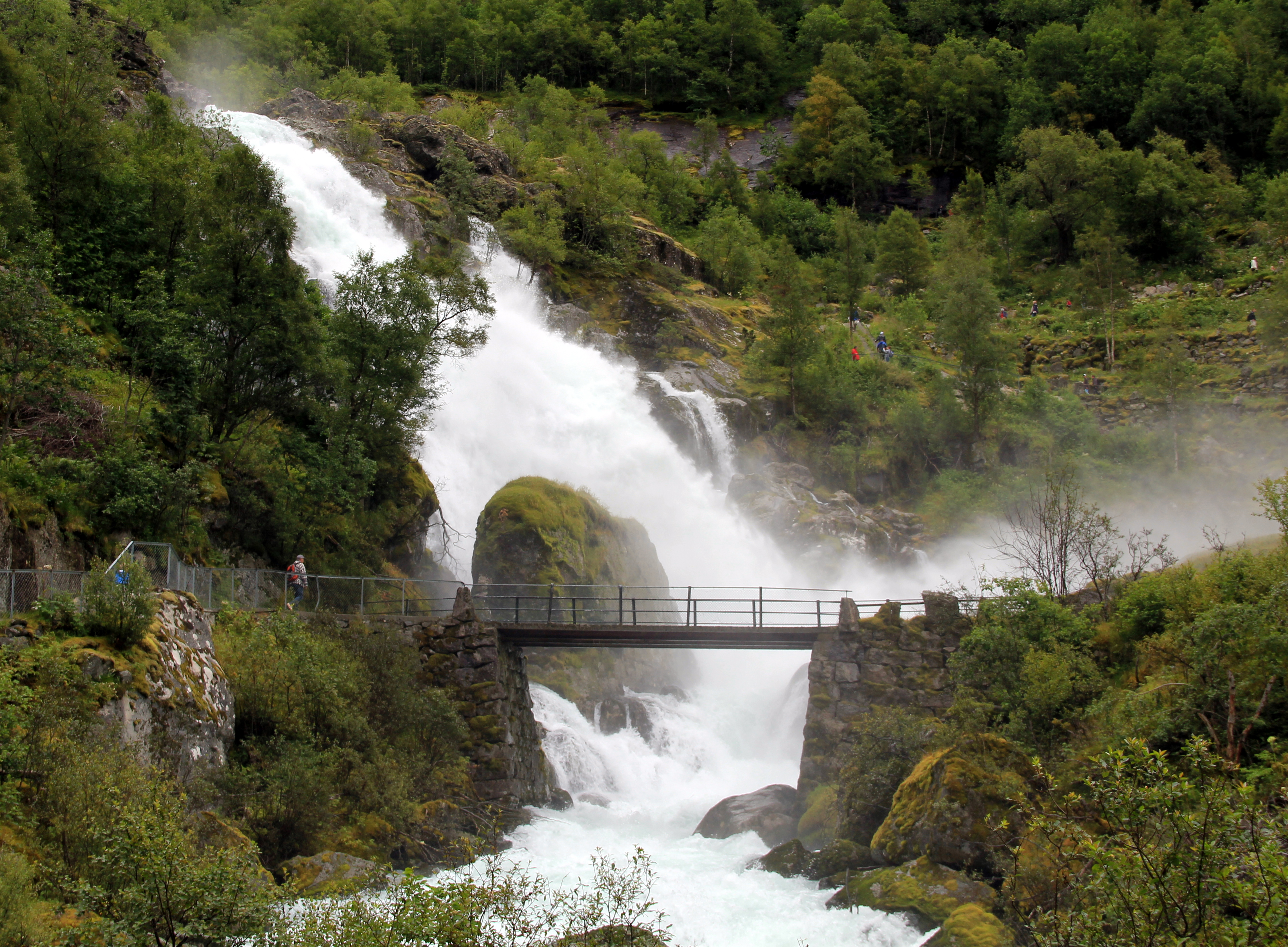
Cascada sobre el Briksdalselva, alimentada por el derretimiento del glaciar Briksdal.

### Geología
La historia geológica de los Alpes escandinavos es larga y relativamente compleja. Si el relieve actual es reciente (del Cenozoico, hace alrededor de 60 millones de años), la cordillera claramente lleva la marca de una sucesión de eventos que comenzaron hace más de 450 millones de años. Esta historia se puede dividir en seis etapas: la etapa pre-orogenia caledoniana, la orogenia caledoniana misma, una etapa de posorogenia, una fase denominada paleica, una fase de levantamiento tectónico y una fase de erosión glaciar.

#### Cordillera caledoniana

La cordillera caledoniana

Al final del Precámbrico, hace unos 570 millones de años, el paleocontinente Baltica, que corresponde entre otros a la Escandinavia actual, era una penillanura. Ese continente estaba bañado por el océano de Jápeto, como entre otros el continente Laurentia, correspondiente a la actual Norteamérica y Groenlandia. El primer evento notable de la orogenia caledoniana, que afectó al norte de Escandinavia, fue el evento llamado «Finnmarkien», datado alrededor de 505 millones de años. Se trataría de una colisión del margen continental de Báltica con un arco volcánico oceánico ubicado en el mar de Ægir (sección noreste del océano Iapetus), entre los continentes Báltica y Siberia. Ese período estaría marcado por un metamorfismo en una facies eclogita. Posteriormente, los continentes Baltica y Laurentia comenzaron su aproximación y una parte de la placa oceánica se obdujó con un pequeño fragmento continental, denominado Gula, desprendido de Baltica, lo que constituyó un segundo evento importante denominado «evento de Trondheim», fechado alrededor de 480 millones de años. Está marcado por las ofiolitas (porciones de rocas oceánicas) a nivel de la actual Trondheim, así como por un metamorfismo de tipo esquisto azul. Entre 470 y 450 millones de años tuvo lugar una nueva fase, denominada «evento tacónico». Corresponde a una fase de subducción y de acreción a nivel del margen del continente Laurentia y a la obducción de la litosfera oceánica acoplado con un metamorfismo de tipo eclogita. Aunque esto afectó principalmente al margen del continente Laurentia, las rocas se depositaron posteriormente sobre el continente Baltica.
Finalmente, hace entre 420 y 400 millones de años, la convergencia de las placas Laurentia y Baltica condujo a la colisión continental propiamente dicha, denominada «evento escandinavo», que llevó a la erección de la cadena caledoniana. Se trató de una colisión oblicua y las fechas de colisión varían mucho entre el norte y el sur de la cadena. Durante la colisión, el margen continental de Baltica quedó parcialmente subducido bajo el continente Laurentia. Al mismo tiempo, vastas secciones de tierra, llamadas napas de acarreo, se desplazaban sobre la placa Baltica. Estas napas se agrupan en cuatro complejos en función de su superposición en la cordillera: alóctona inferior, media, superior y cumbre. Las napas inferior y media provienen del borde del margen continental de Baltica. La alóctona superior está formado por rocas ofiolíticas y arcos volcánicos, mientras que las alóctonas de la cumbre proceden del continente Laurentia. Las napas inferiores son sobre todo suelos sedimentarios, ligeramente metamorfoseados. Las napas medias, incluida en particular la napa de Jotun, también son rocas sedimentarias metamorfoseadas, resultantes principalmente de arenisca con dolomías y tillitas. La parte superior de estas napas se entremezcla con diques toleíticos y doleríticos. La alóctona superior agrupa principalmente a las napas de Seve y de Köli. La primera consiste en gneiss en un metamorfismo de facies anfibolita, mientras que la segunda consiste en rocas volcánicas y sedimentarias. Finalmente, la alóctona de la cumbre incluye tanto el zócalo gneísico, las napas de sedimento que lo cubrieron como las ofiolitas de la placa Laurentia. A ambos lados de estas capas, sin embargo, se encuentra el terreno precámbrico (granitos y gneis), más o menos afectado por el metamorfismo durante la orogenia.

#### Formación de penillanuras y elevación

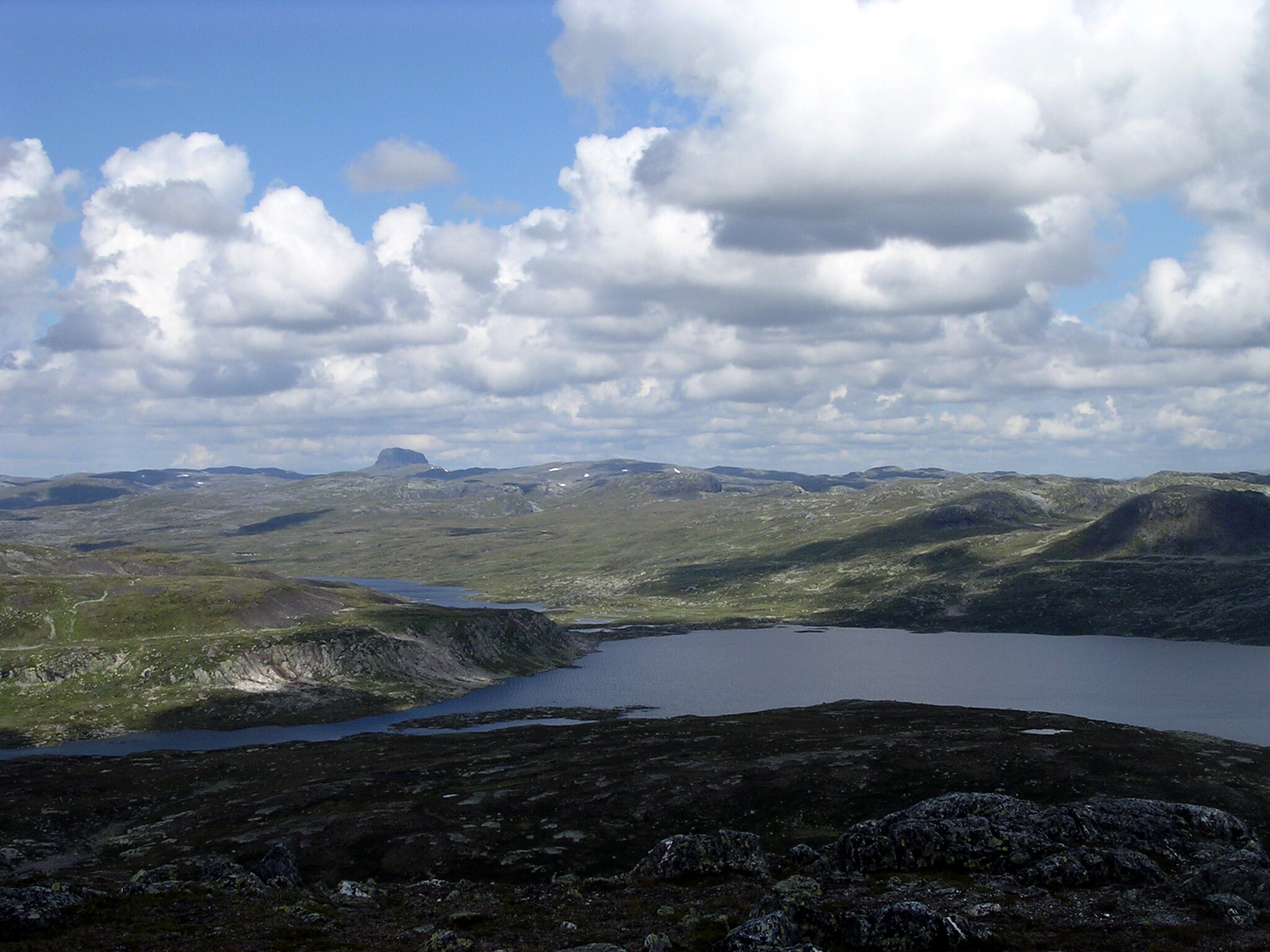
La meseta del Hardangervidda es probablemente una reliquia de la superficie paléica

La cadena caledoniana formada por esa colisión era inmensa, cubriendo las actuales costas orientales de Groenlandia y de América del Norte, así como las costas occidentales de Escandinavia, África del Norte, Irlanda y Escocia. La altitud máxima de la cadena no se conoce con exactitud, pero se estima era entre 8000−9000 m, es decir, una altitud comparable a la del actual Himalaya.
Sin embargo, la cadena sufrió rápidamente un colapso por gravedad entre 405 y 395 millones de años. Las fallas se invirtieron, pasando de un contexto de compresión a un contexto de extensión, y la corteza que había alcanzado un espesor superior a 60 km al final de la orogenia se redujo de 15 a 20 km. Se exhumaron rocas profundamente enterradas, caracterizadas por un metamorfismo a alta presión. El movimiento de extensión continuó luego más lentamente hasta el Pérmico (250 millones de años) y se extendió progresivamente alejándose de la cadena. Además del adelgazamiento de la cadena debido a los movimientos tectónicos, la cadena sufrió una denudación por erosión. La cadena luego quedó incorporada en el supercontinente Pangea, en un clima que iba desde un clima ecuatorial húmedo hasta un clima subtropical árido.
Durante la fase siguiente, denominada fase paleica, que se extendió entre 245 y 50 millones de años, la erosión continuó, nuevamente en un clima cálido, alternando entre húmedo y semiárido. El relieve se vio afectada por varios episodios de levantamiento tectónico vinculados a los rifts del mar del Norte. Así, hace 50 millones de años, la antigua cadena quedó reducida a una penillanura, a menudo llamada superficie paleica. Se ha mantenido relativamente intacta en ciertos puntos, como en la meseta del Hardangervidda, y también es posible reconstituir su superficie por la envolvente de las zonas de fiordo y las alpinas. Esa superficie todavía presenta cierto relieve local, con picos que dominan el entorno de 100 a 600 m de prominencia.
Desde aproximadamente 60 millones de años (Cenozoico), la penillanura escandinava sufrió un importante levantamiento tectónico. Los estudios recientes parecen indicar dos fases distintas: una durante el Paleógeno (entre 70 y 40 millones de años) y otra en el Neógeno (25 a 5 millones de años). Asimismo, parece que esa elevación fue máxima al norte y sur de la cadena, dejando la parte intermedia a menor altitud. Ese levantamiento no fue específico de la cordillera escandinava, ya que parece haber tenido lugar en todos los márgenes del Atlántico Norte. Paralelamente a ese levantamiento, varias cuencas estaban sufriendo, por el contrario, un hundimiento significativo, como el mar del Norte, el mar Báltico y el mar de Labrador. El levantamiento paleógeno parece estar relacionado con la actividad de la pluma islandesa o con la apertura del océano Atlántico. Sin embargo, las causas del segundo levantamiento son aún más vagas: se han sugerido las compensaciones isostáticas, pero los estudios recientes parecen indicar que la importancia de ese fenómeno fue secundaria. En cualquier caso, ese levantamiento fue el principal responsable de la existencia de los Alpes escandinavos y de su altitud actual.

#### Erosión glaciar

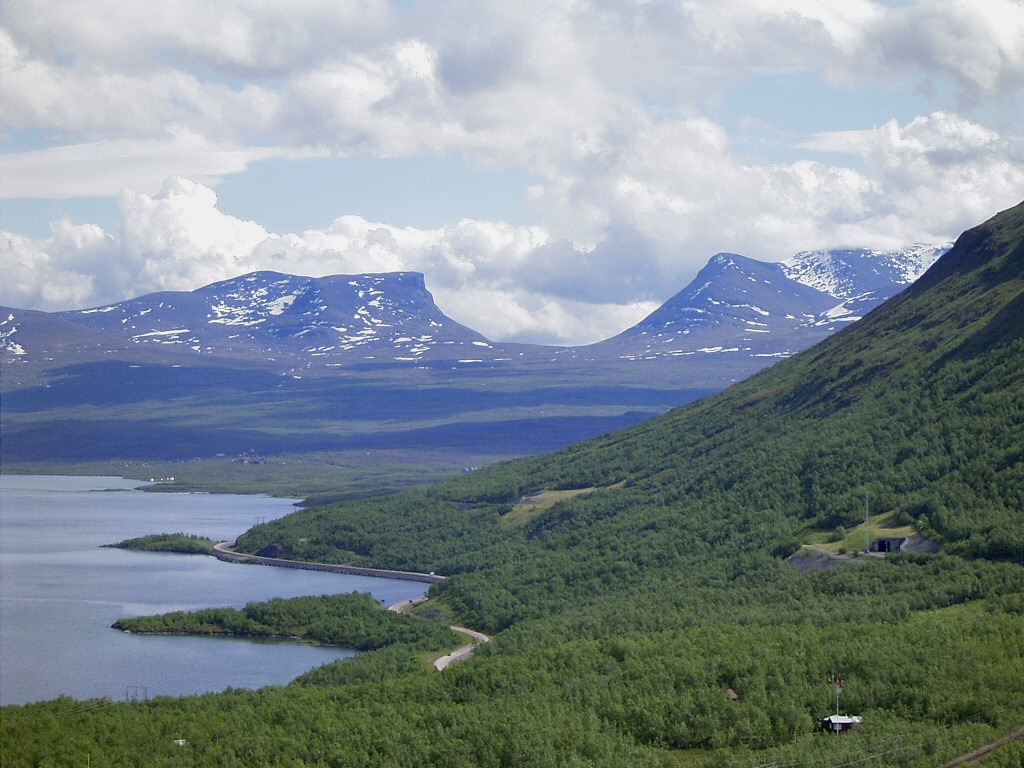
Perfil característico de un valle en auge, aquí el de Lapporten, en la Laponia sueca

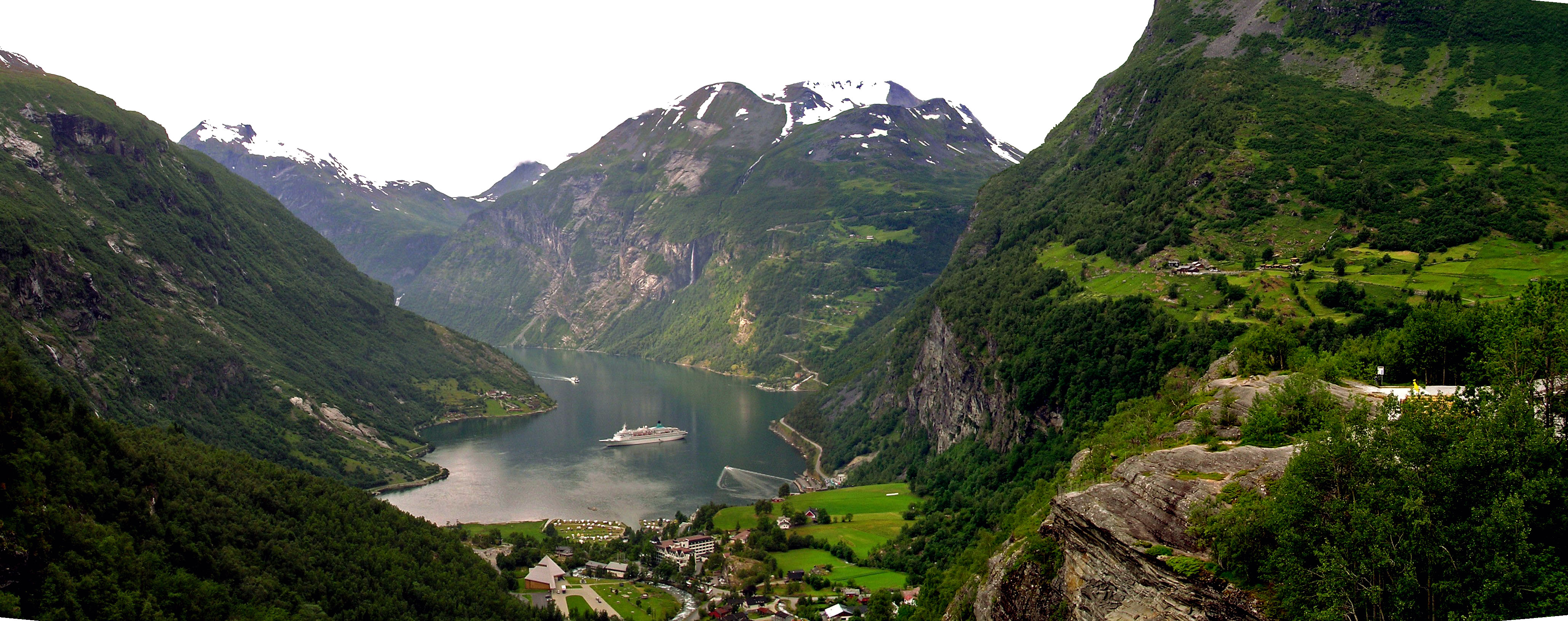
El fiordo de Geiranger, uno de los fiordos noruegos más famosos

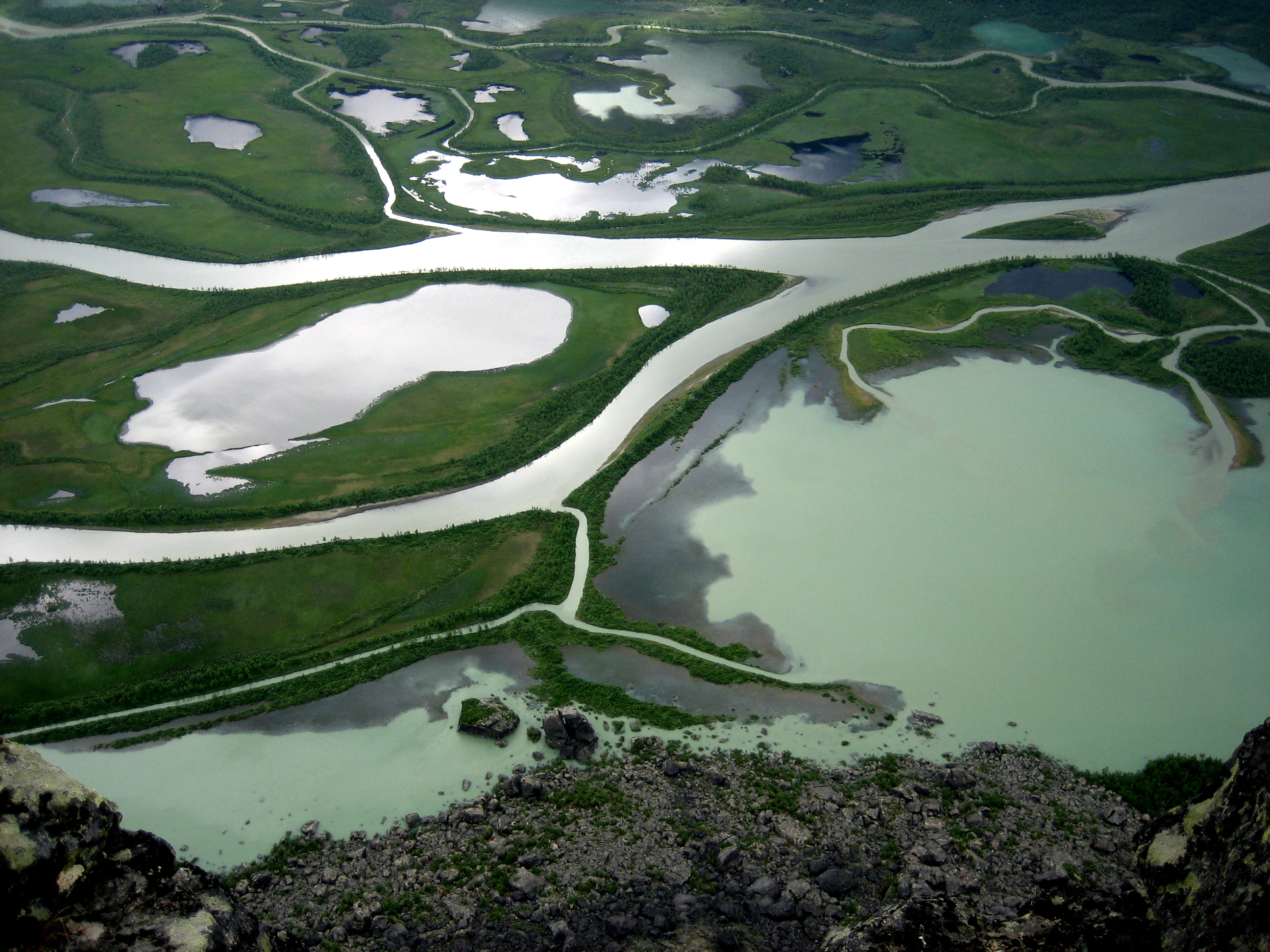
El delta del río Rapa en el parque nacional de Sarek en la Laponia sueca: allí donde permanecieron los glaciares, los deltas continuaron creciendo.

La morfología actual de la cordillera ha sido fuertemente moldeada por dos millones de años de glaciaciones recurrentes durante el Cuaternario. Durante ese período, el tamaño de los glaciares variaba mucho, comenzando con los glaciares de circo y luego evolucionando con el enfriamiento de los climas hacia los casquetes glaciares hasta formar un inlandsis durante los máximos glaciares: una capa de hielo con un espesor de hasta 3000 m de espesor cubrió toda Escandinavia. La erosión glaciar, por tanto, afectó a toda la cordillera, pero de forma muy desigual: el inlandsis estaba relativamente estático en las zonas de gran altitud del centro de la cordillera y más al este, mientras que se desplazaba hacia los valles occidentales donde la erosión fue por tanto máxima. Así, es en las zonas del oeste de la cordillera donde la morfología glaciar es más notable, con en particular valles en auge tan profundos que su fondo se sitúa por debajo del nivel del mar, formando los fiordos característicos de Noruega. Sin embargo, estos valles también se encuentran en el lado este, con cuencas sobreexcavadas ocupadas por lagos en lugar de fiordos. Los glaciares que erosionaron esos valles se originaron con mayor frecuencia en las cumbres, pero no necesariamente, uniendo algunos glaciares dos zonas de baja altitud. Algunos valles glaciares incluso atraviesan la cordillera de parte a parte, cruzando la línea de la divisoria de aguas. Debido al mayor poder erosivo de los grandes glaciares, los glaciares secundarios a menudo forman valles cuyo fondo se encuentra a una mayor altitud, llamados valles colgantes. Una gran parte de los valles sigue las fracturas tectónicas, que constituyen las direcciones preferidas de las erosiones fluviales y luego glaciares.
Entre otras formas creadas por los glaciares se encuentran los circos glaciares en toda la cordillera, especialmente en las áreas más alpinas, pero también cerca de la costa, en altitudes bajas, por ejemplo en las islas Lofoten, aunque generalmente son más pequeños en esas áreas. Los picos más altos de la cordillera, que quedaron fuera de la masa del inlandsis, sin embargo sufrieron la erosión de las heladas, formando nunataks.
Los efectos de la erosión glaciar varían según la naturaleza del terreno. Uno de los ejemplos más destacados es el contraste entre las altas cumbres del Sarek y el paisaje ondulado de la zona vecina del Padjelanta. Se explica por la diferencia de resistencia entre las diabasas duras del primero y los esquistos más friables del segundo. En el norte de la cordillera, los picos más altos (Kebnekaise, Sarek, Sylarna) se encuentran en la napa de Seve y sus anfibolitas, mientras que los picos altos del Jotunheimen están formados por gabros de la napa de Jotun.
Los glaciares también afectaron fuertemente a la composición del suelo. Así, en el oeste de la cordillera, donde la erosión fue más importante, los glaciares expusieron la roca, mientras que en el este o en el fondo de los valles del oeste, depositaron la tillita: rocas de granulometría variable desgarradas por los glaciares aguas más arriba. Esos sedimentos en sí mismos forman una morfología particular, como drumlins, eskers o incluso morrenas de Rogen, llamadas así por el lago de Rogen, donde estas formaciones son particularmente notables. Esos sedimentos glaciares también fueron depositados en grandes cantidades por los poderosos torrentes que existían en el momento de la desglaciación. Sin embargo, el inlandsis probablemente desapareció en las zonas de altitud media antes de desaparecer de los valles más importantes, y el hielo de esos valles bloqueó el curso de los ríos, dando lugar a la formación de lagos. Luego, los sedimentos se acumularon en vastos deltas en las desembocaduras de los ríos en esos lagos. A medida que los glaciares retrocedían, los lagos avanzaban y también los deltas. Las líneas de los niveles sucesivos de los lagos, así como de los sedimentos en los deltas, son claramente visibles cerca del lago Torneträsk, por ejemplo. Esa acumulación de sedimentos formó localmente incluso sandurs, como en las montañas suecas de Lunndörrsfjällen. Los torrentes de las fases de desglaciación también han erosionado fuertemente ciertas áreas, formando valles en forma de V.. A pesar del breve período durante el cual tuvo lugar, esa erosión fluvial durante la desglaciación fue mucho más importante que la erosión fluvial que tuvo lugar después.

### Ecosistemas

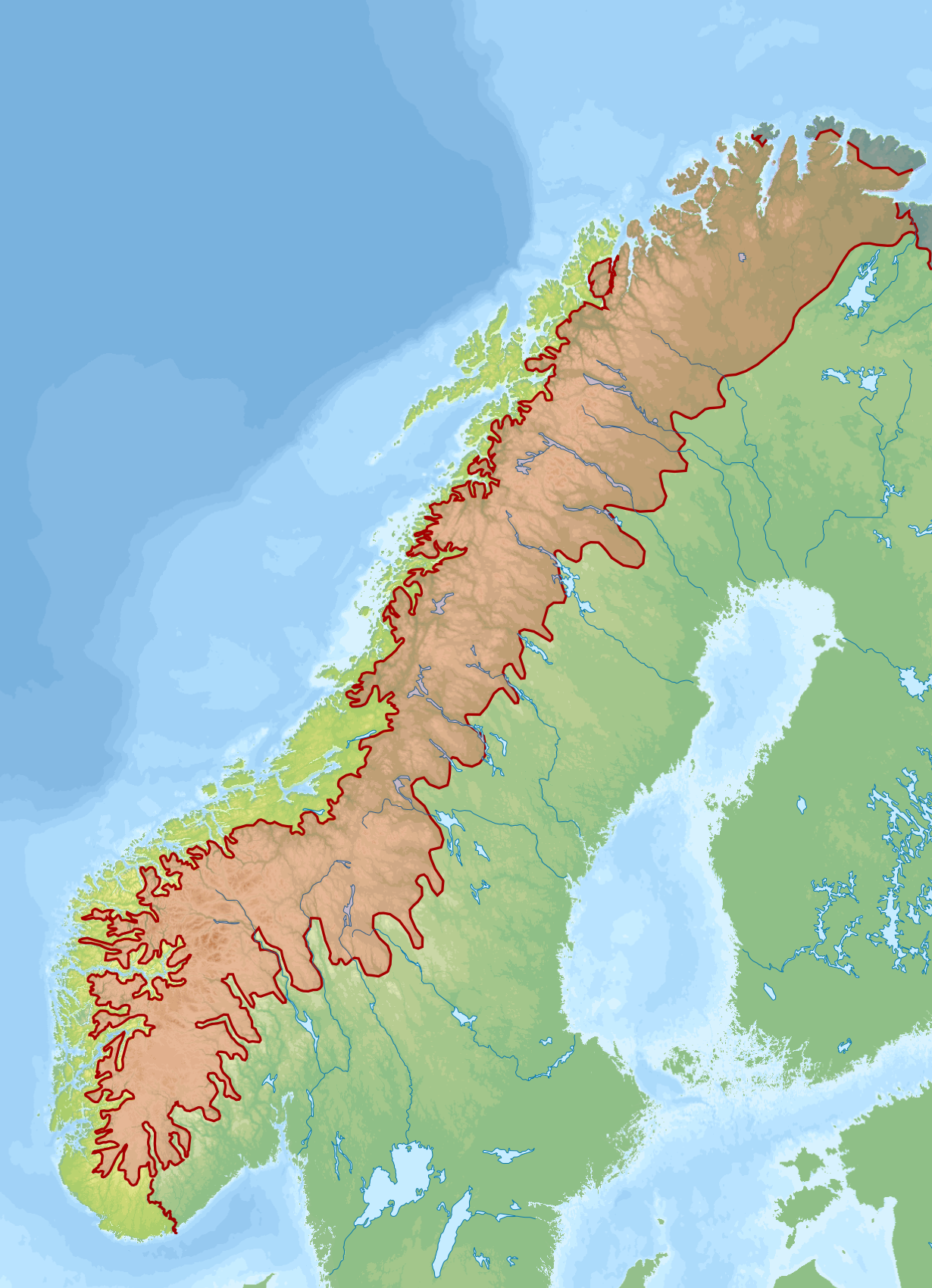
Mapa de ls regiones biogeográficas de los Alpes escandinavos
Zona atlántica
Zona alpina
Zona boreal
Zona ártica

Debido a las grandes variaciones de latitud y de altitud y a la influencia oceánica más o menos marcada, los Alpes escandinavos incluyen entornos naturales bastante variados, desde los frondosos bosques caducifolios de la costa suroeste hasta la tundra ártica. Según el WWF y el Digital Map of European Ecological Regions [Mapa Digital de las Regiones Ecológicas Europeas] de la Agencia Europea de Medio Ambiente (AEE), los Alpes escandinavos se dividen en tres ecorregiones: el bosque costero de coníferas de Escandinavia, que sigue la costa occidental de Noruega; la taiga escandinava y rusa en la vertiente este, que cruza la cordillera a nivel de las tierras altas del centro para llegar a la costa oeste al nivel del fiordo de Trondheim; y finalmente, la pradera y bosque montano de abedules de Escandinavia. Sin embargo la división en regiones biogeográficas de la misma AEE divide las montañas en una zona atlántica a lo largo de la costa noruega, una zona boreal en el este y una zona alpina. Las dos clasificaciones se superponen en la mayor parte de la cordillera, excepto por la presencia de la taiga escandinava en la costa noruega alrededor del fiordo de Trondheim y de las tierras altas centrales. Los límites de las regiones biogeográficas de la AEE, corregidos y refinados por la Dirección Noruega de Gestión de la Naturaleza, se muestran en el mapa de al lado.

#### Zona boreal

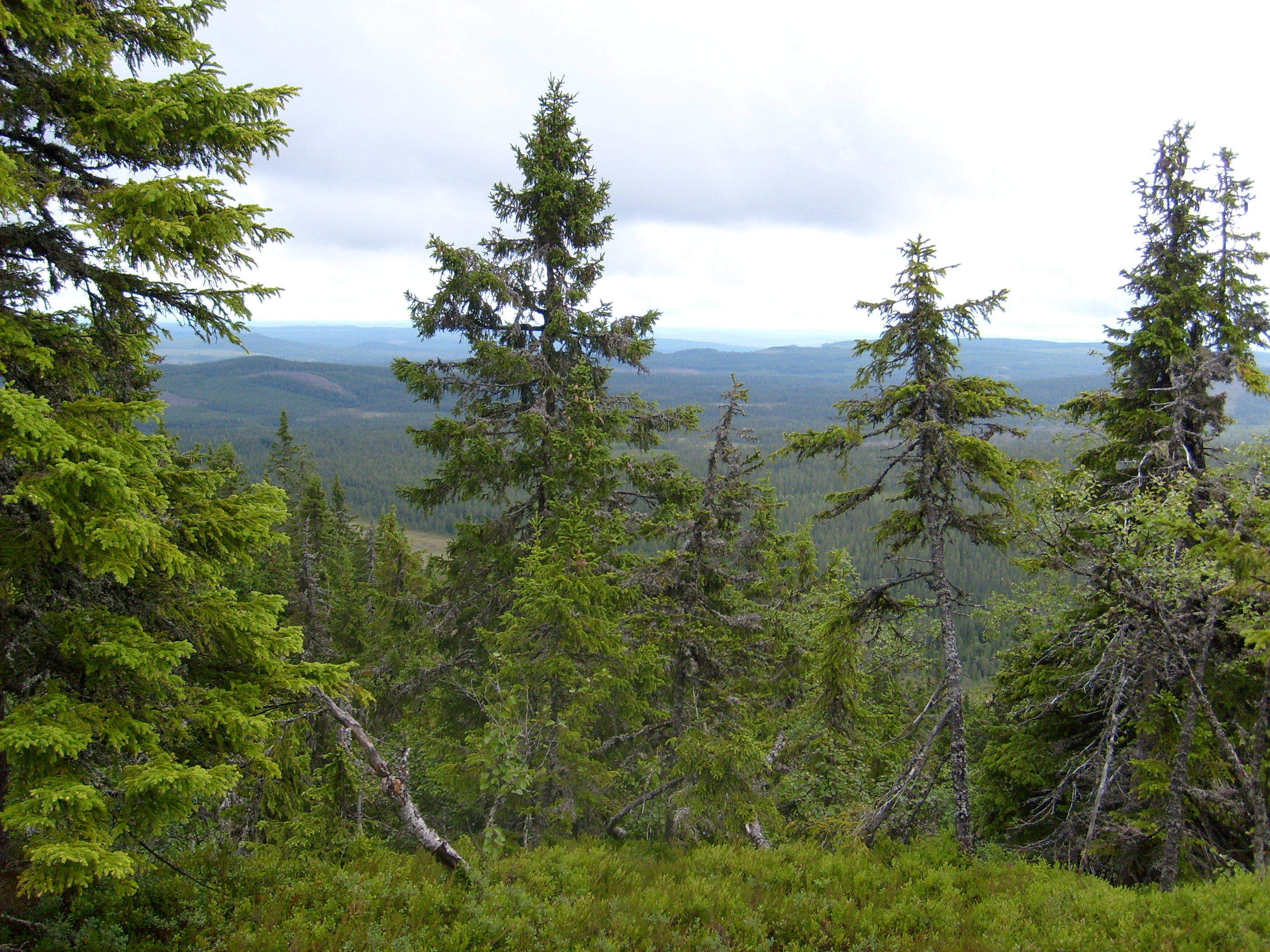
Taiga de montaña en la reserva natural de Korpimäki, en Dalarna, Suecia

La zona boreal comienza al este de la cordillera escandinava, por debajo del límite de las coníferas. Es la mayor región biogeográfica de Europa, una gran parte de ella formada a su vez por la ecorregión de la WWF de la taiga escandinava y rusa, que es a su vez también la mayor de Europa. Esta región está dominada en gran medida por bosques de coníferas, principalmente por el pino silvestre (Pinus sylvestris) y el pícea común (Picea abies).
En las laderas de la cordillera, esa taiga se transforma sensiblemente, formando una zona de transición o ecotono con la tundra escandinava. De hecho, la región toma prestadas sus características de los dos entornos. Como en el resto de la taiga escandinava, el bosque está integrado en gran mayoría (el 80 %) por pinos silvestres y piceas comunes. La picea domina los ambientes más húmedos, por ejemplo en el centro de la cordillera por las influencias oceánicas más marcadas, mientras que en el norte y el sur domina el pino. En general, los pinos también son mayoritarios en las zonas más propensas a los incendios, ya que estos generalmente eliminan las piceas en favor de los pinos. Aparte de esas dos especies, también hay algunos bosques de abedul (Betula pubescens), serbal (Sorbus aucuparia), aliso cano (Alnus incana) y álamo temblón (Populus tremula). Los sotobosques son generalmente ralos, con pocas plantas vasculares, estando el suelo generalmente cubierto de musgos (en general hipnáceas) y de líquenes (típicamente de Cladonias, también llamados líquenes de reno). Algunas plantas de la zona, en cambio, son más características de la tundra alpina, como la gayuba alpina (Arctostaphylos alpinus), el astrágalo alpino (Astragalus alpinus), etc.

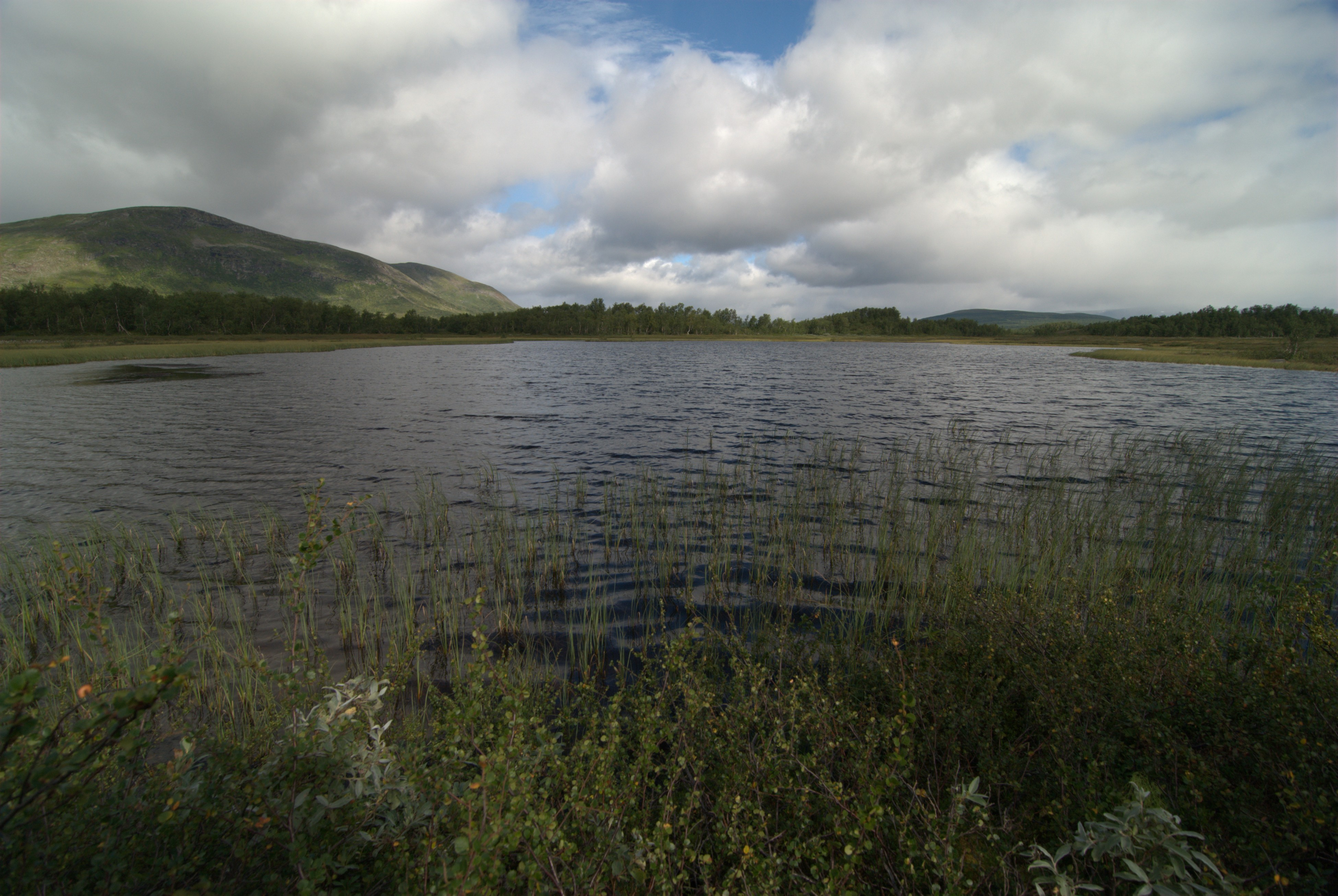
El lago Tärnasjön en las montañas de Vindelfjällen, un sitio Ramsar

Si bien el bosque boreal ha sido en general muy explotado por la industria forestal, la taiga de montaña generalmente está mejor conservada, con aproximadamente un 30 % de bosque primario o cuasi virgen. Esto se explica en parte por el hecho de que ya desde principios del siglo XX se prohibió la tala de la parte superior del bosque, ya que estos tienen una gran dificultad para regenerarse. De hecho, esos bosques son en parte vestigios de una época más cálida y si han podido mantenerse por sí mismos, no necesariamente podrán regenerarse. Esas áreas tienden a ser reemplazadas por tundra. La situación ha cambiado significativamente con el calentamiento global. De hecho, esas zonas de transición son particularmente sensibles a las variaciones de las condiciones climáticas y fue en estos bosques donde se observaron con certeza por primera vez los efectos del calentamiento de la vegetación, ya en 1958.
Además de los bosques, una de las principales características de la región boreal es la presencia de grandes áreas de humedales. La mayoría de estos humedales se encuentran fuera de las montañas, a veces extendiéndose hacia las estribaciones, como la zona de Sjaunja, que es el mayor conjunto de turberas intactas de Europa Occidental. Un gran número se encuentra incluso en las montañas, ya sea en los valles o en las mesetas. Sin embargo, las heladas y los deslizamientos de tierra son perjudiciales para la producción de turba y las turberas se transforman gradualmente en praderas húmedas en altitudes superiores. Estos humedales tienen una rica avifauna, en particular una serie de aves limícolas, siendo las especies más características el zarapito trinador (Numenius phaeopus), la agachadiza chica (Lymnocryptes minimus) y el falaropo picofino (Phalaropus lobatus).

#### Zona alpina

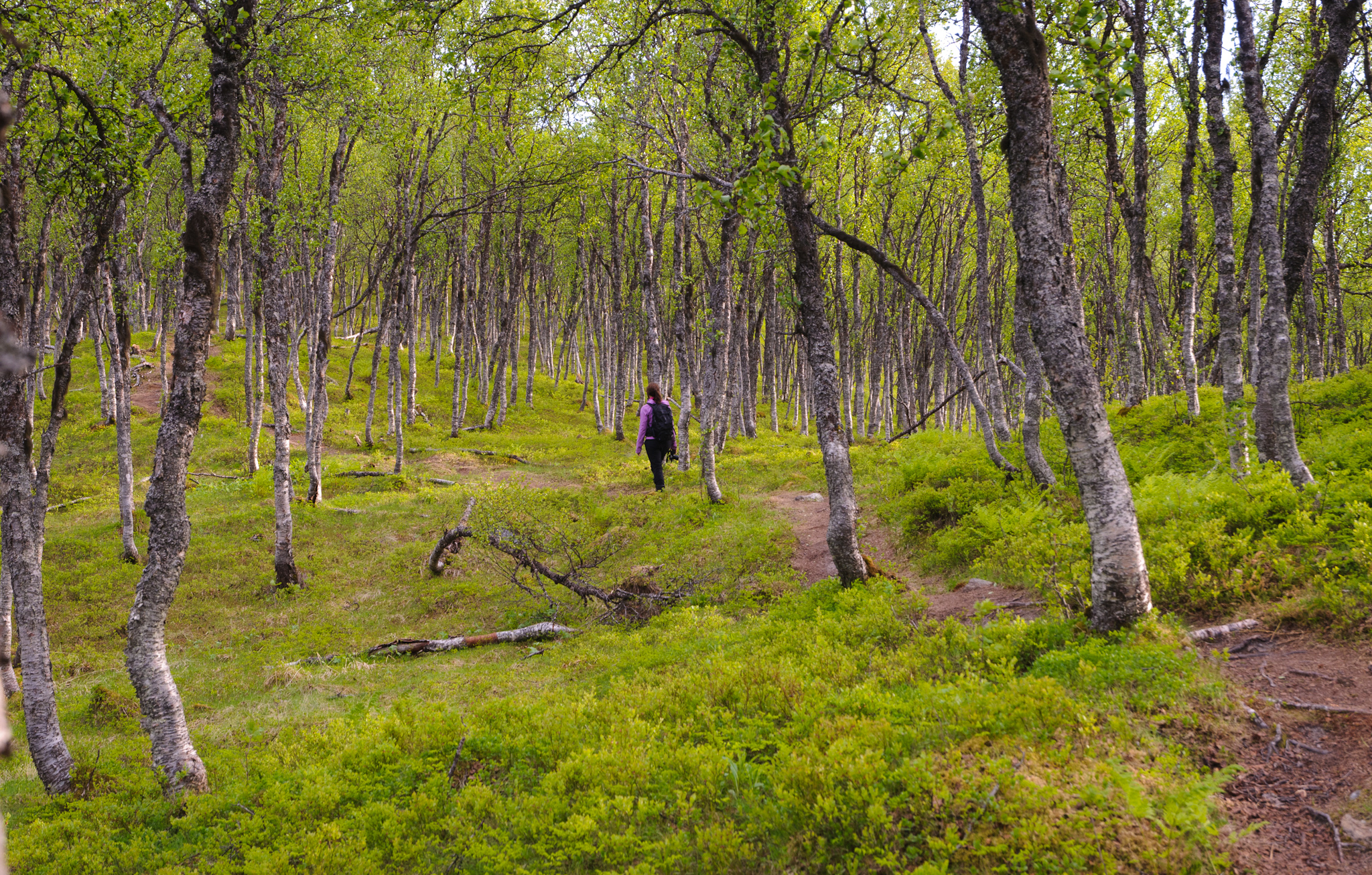
Bosque de abedules cerca de Tromsø

Las praderas y bosques montanos de abedules de Escandinavia forman la ecorregión dominante de los Alpes escandinavos. Se define como toda el área por encima del límite de las coníferas. La línea de los árboles se encuentra a una altitud de unos 1200 m al sur de la cordillera, pero desciende al nivel del mar en su extremo norte. Por otro lado, el límite entre los bosques de coníferas y los bosques de abedules es relativamente difuso. Esta ecorregión cubre un área de aproximadamente 200 000 km², con aproximadamente la mitad (piso subalpino) cubierto de bosques de abedules y la otra mitad (piso alpino) cubierta de praderas o de rocas desnudas.
Los abedules en cuestión son una subespecie del abedul pubescente (Betula pubescens) llamado abedul tortuoso (Betula pubescens ssp tortuosa). Por lo general, miden menos de 10 m y rara vez superan los cien años, con tendencia a pudrirse fácilmente en el tallo. Parecen depender de la influencia oceánica del clima, lo que explica su ausencia en las cordilleras montañosas más continentales. Aunque el abedul es la especie arbórea dominante, también se encuentran presentes algunas otras caducifolias, como el serbal de los cazadores (Sorbus aucuparia), el cerezo de racimos (Prunus padus), el álamo temblón (Populus tremula) y el sauce cabruno (Salix caprea).

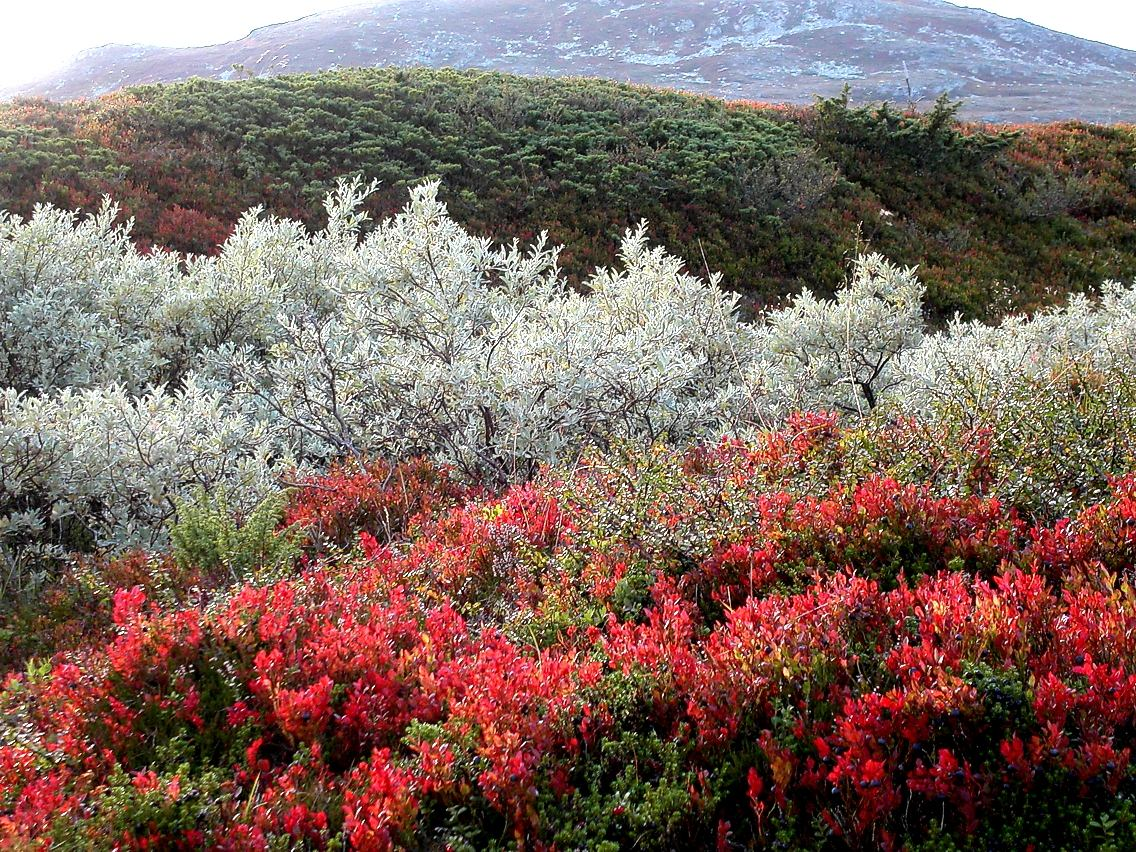
Vegetación alpina en la frontera sueco-noruega: enebro común, sauce de los lapones, mirtilo y camarine noire

Estos bosques presentan variaciones significativas según el clima y la riqueza del suelo. En las zonas menos húmedas y con suelos pobres, los sotobosques son bastante ralos, con líquenes principalmente, en su mayoría los del género Cladonia, émpetro negro (Empetrum nigrum) y arándano rojo (Vaccinium vitis-idaea). El tipo más habitual de bosque de abedules incluye musgos y varias especies de plantas vasculares, siendo las más características el mirtilo o arándano (Vaccinium myrtillus), el cornejo enano (Cornus suecica), Melampyrum y la vara de oro (Solidago virgaurea). Finalmente, en áreas con alta humedad (más bien al oeste de la cordillera) y buen sol, los bosques constituyen uno de los ambientes más ricos en Escandinavia. Las plantas de estos matorrales pueden alcanzar la altura del hombre, recordando a los bosques tropicales. En particular, en varias áreas, se desarrollaron grandes helechos, y también acónitos (Aconitum lycoctonum), lechuga alpina (Cicerbita alpina), angélica (Angelica archangelica), cirse de hojas variables (Cirsium heterophyllum), etc.

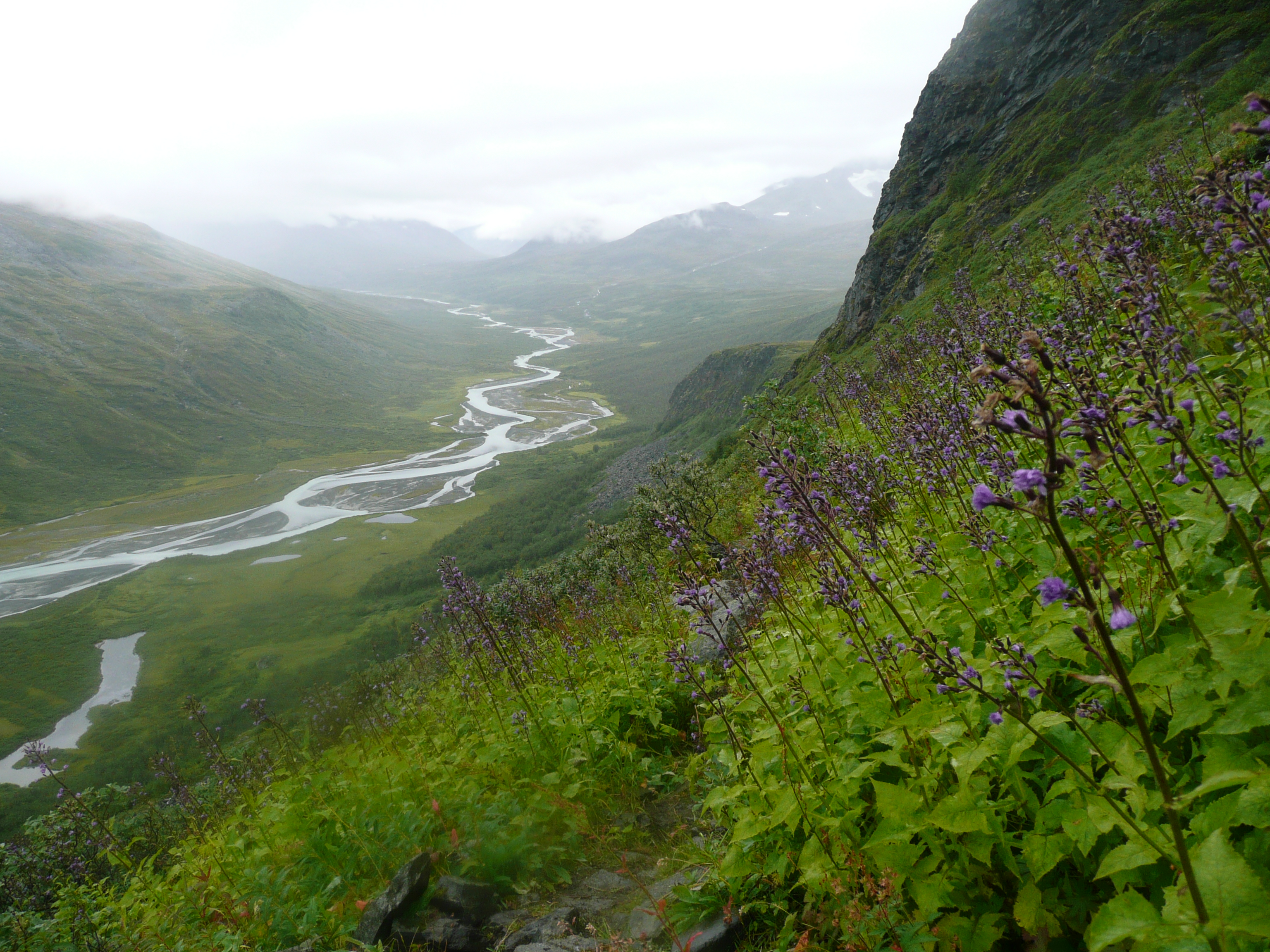
Lechuga alpina en el parque nacional de Sarek

Por encima de la línea de árboles se encuentra el piso alpino, a su vez subdividido en tres sub-pisos: alpino inferior, medio y superior. El piso alpino inferior está formado principalmente por praderas y landas floridas y tupidas. La distribución de la vegetación en este piso está particularmente influenciada por la abundancia de la nieve, que depende ella misma en gran medida de la topografía. Al pie de las montañas, la capa de nieve es particularmente espesa y el período de vegetación corto, el suelo suele estar desnudo o cubierto de musgos como Polytrichastrum alpinum y de líquenes, por ejemplo Solorina crocea. Por el contrario, en lo alto de los relieves, el viento despeja la nieve que no puede acumularse, pero este ambiente también es difícil para las plantas que tienen dificultad para colgarse o se secan. Hay algunas plantas resistentes, como la diapensia de Laponia (Diapensia lapponica) y la azalea enana (Loiseleuria procumbens). Por tanto, es entre los dos, en la pendiente de estos relieves, donde la profundidad de la nieve es menor pero protegida del viento, donde la vegetación es más rica. Las especies características son entonces el arándano, la andrómeda azul (Phyllodoce caerulea), la alpina alpina (Hieracium alpinum), el piojo de Laponia (Pedicularis lapponica), y en suelos más ricos en caliza, las plantas colorean los pastizales: la dryas de ocho pétalos (Dryas octopetala), el ajenjo (Artemisia absinthium), la campanilla uniflor (Campanula uniflora), el silene musgo (Silene acaulis), etc.
Más en altitud se encuentra el piso alpino medio (definido por el límite superior de los arándanos) con sus landas herbáceas. Finalmente, el piso alpino superior está prácticamente desprovisto de vegetación, con solo algunas plantas aisladas como el ranúnculo de los glaciares (Ranunculus glacialis). Aunque la vegetación sea rara en este piso, todavía hay alrededor de cuarenta especies de plantas a altitudes superiores a los 2000 m en el macizo de Jotunheimen.

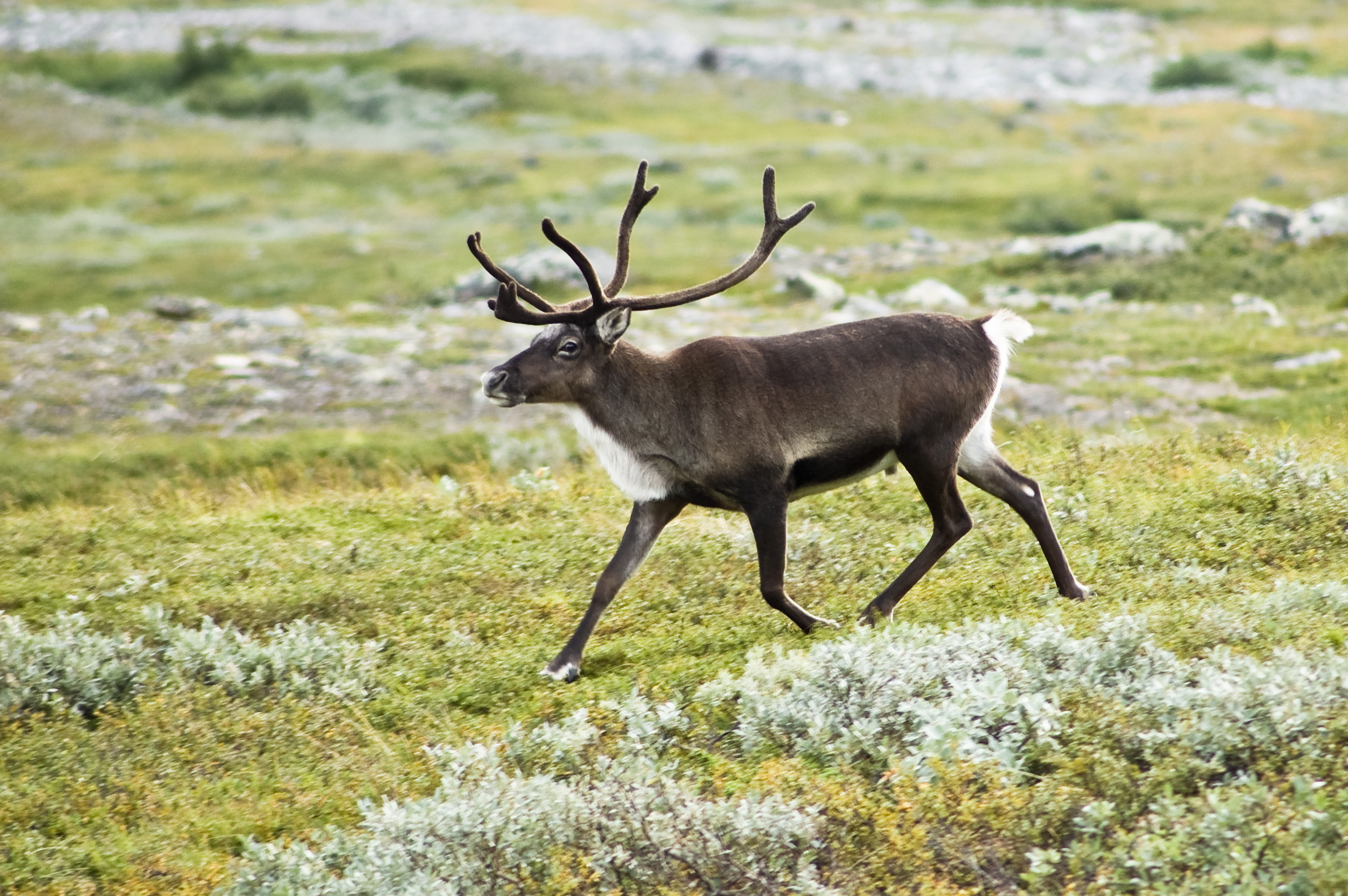
Reno doméstico en el macizo del Kebnekaise

La supervivencia de los animales en condiciones extremas de montaña se ve facilitada por su capacidad para moverse, algunos abandonan las montañas en invierno, otros pueden cavar madrigueras para refugiarse. En el caso de los mamíferos, la supervivencia se ve facilitada aún más por el aislamiento proporcionado por su pelaje. Uno de los animales más simbólicos de los Alpes escandinavos es el reno (Rangifer tarandus) que puede vivir en latitudes y altitudes extremas, incluso en Groenlandia y las Svalbard. Sin embargo, los renos salvajes han desaparecido de gran parte de Escandinavia y ahora solo se encuentran en el sur de Noruega, particularmente en el Parque nacional de Hardangervidda. Entre los grandes herbívoros figura también el buey almizclero (Ovibos moschatus), que había desaparecido allí hacía muchos miles de años, pero que fue reintroducido con éxito a principios del siglo XX en el parque nacional Dovrefjell-Sunndalsfjella. Algunos de estos animales también se asentaron en las cercanías de Rogen, en Suecia. Los cuatro grandes carnívoros nórdicos —el lince boreal (Lynx lynx), el glotón (Gulo gulo), el lobo europeo o gris común (Canis lupus lupus) y el oso pardo (Ursus arctos)—, no son realmente animales de montaña, apreciando mejor las zonas más bien boscosas. Sin embargo, frecuentan las montañas en ocasiones, y estas incluso constituyen el territorio principal del glotón, que en el pasado fue cazado en los bosques. Un depredador más característico de las montañas es el zorro polar (Vulpes lagopus), principalmente su variante de pelaje blanco, aunque existe la variante denominada “azul”, particularmente en el norte de la cordillera. Esta especie está particularmente amenazada, habiendo sido cazada hasta su protección (decidida en 1928 en Suecia y en 1930 en Noruega) y ahora sufre la competencia del zorro rojo (Vulpes vulpes), incluso aunque este último se aventura menos voluntariamente en la zona alpina. Entre los pequeños carnívoros, la comadreja (Mustela nivalis), el armiño (Mustela erminea), y también la especie invasora que es el visón americano (Neovison vison), se encuentran entre las más comunes. La nutria europea (Lutra lutra) ha retrocedido mucho en las montañas como en el resto de Escandinavia debido a la caza, pero también a la contaminación y la regulación de los ríos.

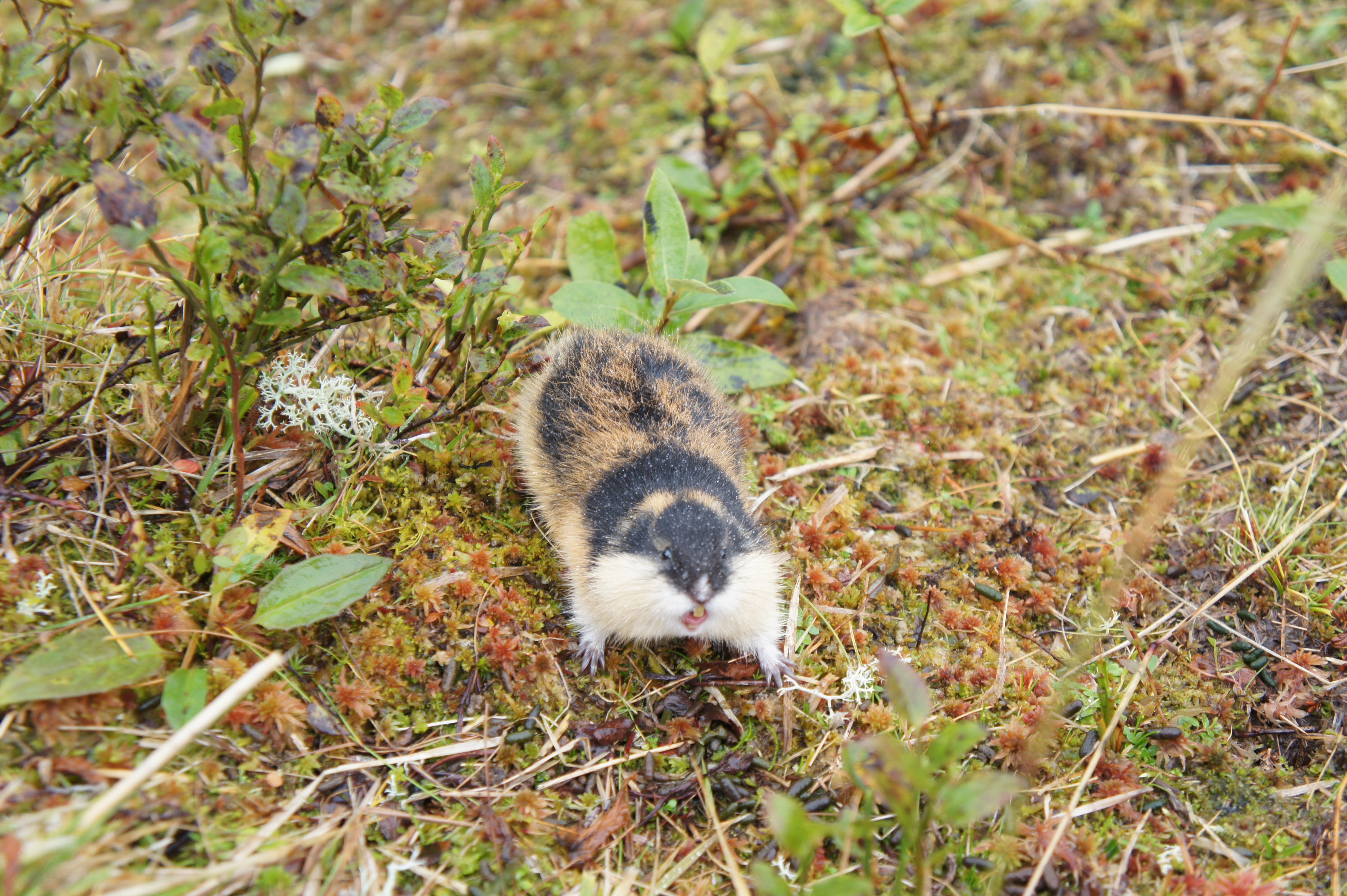
Un lemming de la tundra.

Las montañas también son el hogar de varios pequeños roedores, siendo el más notable el lemming de la tundra noruego (Lemmus lemmus). Es la única especie de mamífero endémica de Escandinavia. Su fama se basa en particular en sus explosiones demográficas periódicas que son particularmente importantes para todo el ecosistema. De hecho, algunos años, el número de estos roedores aumenta drásticamente y un gran número de ellos se desplaza para invadir vastas áreas antes de morir repentinamente. Las condiciones climáticas favorables con un buen acceso a los alimentos parecen explicar los brutales aumentos de población. Su muerte masiva es menos comprendida, posiblemente ligada a la reducción de la vegetación provocada por su consumo excesivo o a la propagación de epidemias en la población. Algunas otras especies como el topillo de Sundevall (Myodes rufocanus) o el topillo agreste (Microtus agrestis) también presentan ciclos de población, pero de menor amplitud. Este aumento de población, que tiene lugar en promedio cada tres o cuatro años, pero no necesariamente al mismo tiempo a lo largo de la cordillera, constituye una bendición para muchos depredadores que luego ven aumentar su población también en las montañas. Así, durante esos buenos años, los zorros árticos pueden alimentar camadas de hasta 20 cachorros. Asimismo, el búho nival (Bubo scandiacus) elige su lugar de anidación precisamente en función de esos picos poblacionales, y el págalo rabero (Stercorarius longicaudus) solo permanece en la montaña durante esos períodos, regresando al océano en el caso contrario.

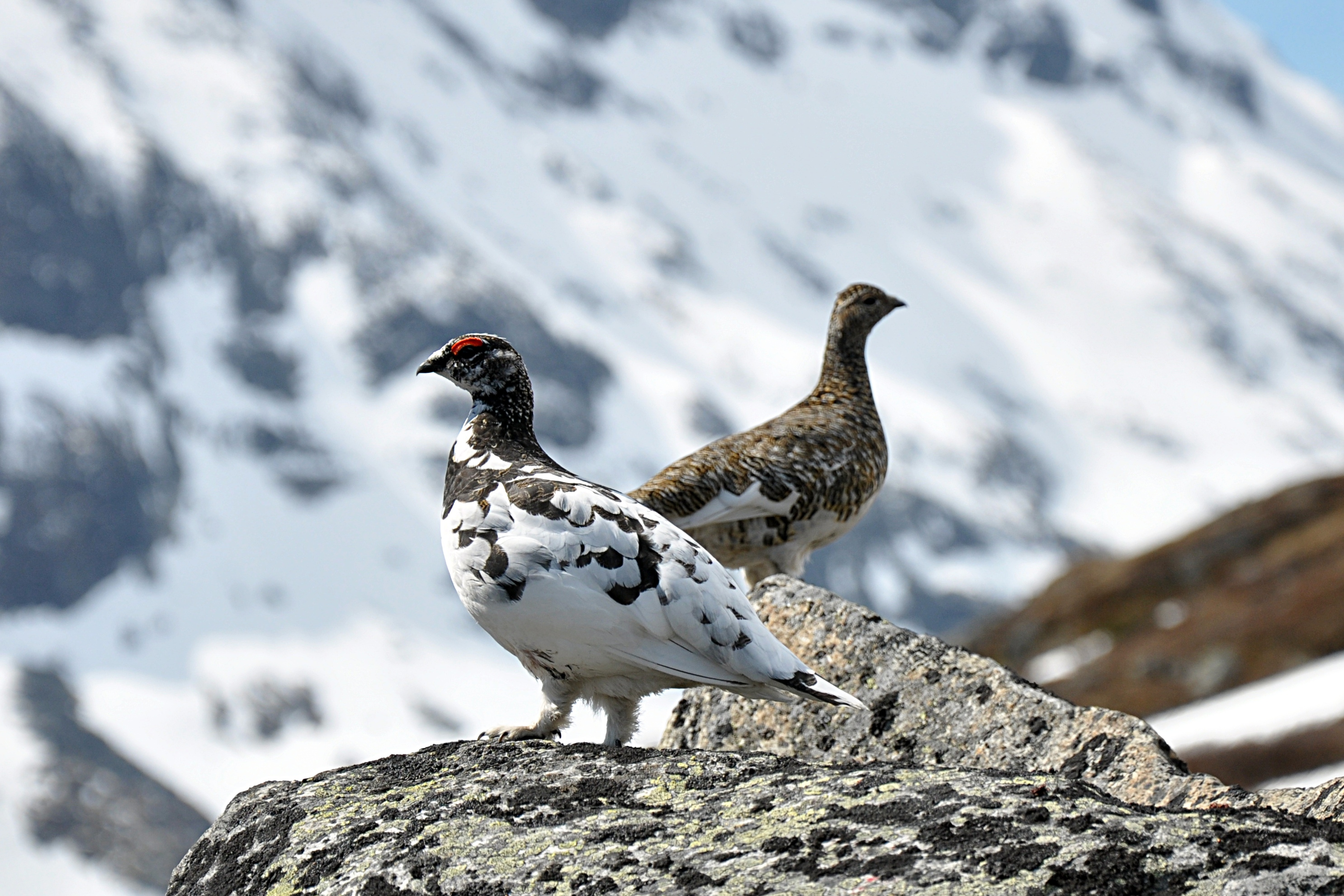
Lagopedas alpinos en el macizo de Jotunheimen

La mayoría de las aves optan por evitar pasar la estación fría en las montañas. Las raras especies que se mantienen allí en invierno son la perdiz nival o lagópodo alpino (Lagopus muta), el  lagópodo común o escandinavo (Lagopus lagopus), el halcón gerifalte (Falco rusticolus), el águila real (Aquila chrysaetos) y el cuervo común (Corvus corax). La perdiz nival puede excavar bajo la nieve en caso de temperaturas demasiado bajas. Sin embargo, la mayoría de las aves solo viajan a los Alpes escandinavos para anidar allí durante los meses más cálidos. Desde el comienzo de la primavera, las primeras especies hacen su entrada, por ejemplo con el escribano nival (Plectrophenax nivalis). Le siguen otras paseriformes, como la lavandera boyera (Motacilla flava), la alondra cornuda (Eremophila alpestris), el bisbita común (Anthus pratensis), el mirlo acuático europeo (Cinclus cinclus), el pechiazul (Luscinia svecica), el pardillo norteño (Carduelis flammea) y el escribano lapón o arnoldo ártico (Calcarius lapponicus).
Entre las grandes aves rapaces, además del halcón gerifalte y del águila real mencionadas anteriormente, las montañas son el lugar de anidificación del busardo calzado (Buteo lagopus), del cernícalo vulgar (Falco tinnunculus), del aguilucho pálido (Circus cyaneus) y del esmerejón (Falco columbarius). El agua es un elemento omnipresente en la cordillera y, como resultado, muchas especies de aves acuáticas migran para pasar el verano en sus lagos y cursos de agua. Las especies más comunes son el colimbo chico (Gavia stellata), el colimbo ártico (Gavia arctica), la grulla común (Grus grus), el chorlito carambolo (Charadrius morinellus), chorlito dorado común (Pluvialis apricaria), la agachadiza común (Gallinago gallinago), la agachadiza real (Gallinago media), el combatiente (Philomachus pugnax), el archibebe claro (Tringa nebularia), etc. Las principales especies de peces en los arroyos de montaña son la trucha (Salmo trutta) y el salvelino (Salvelinus alpinus). Los humedales de las montañas también están poblados por las larvas de varias especies de mosquitos que, tras salir del agua en verano, forman grandes nubes que constituyen una gran molestia para la población humana, pero también para los animales.

#### Zona atlántica

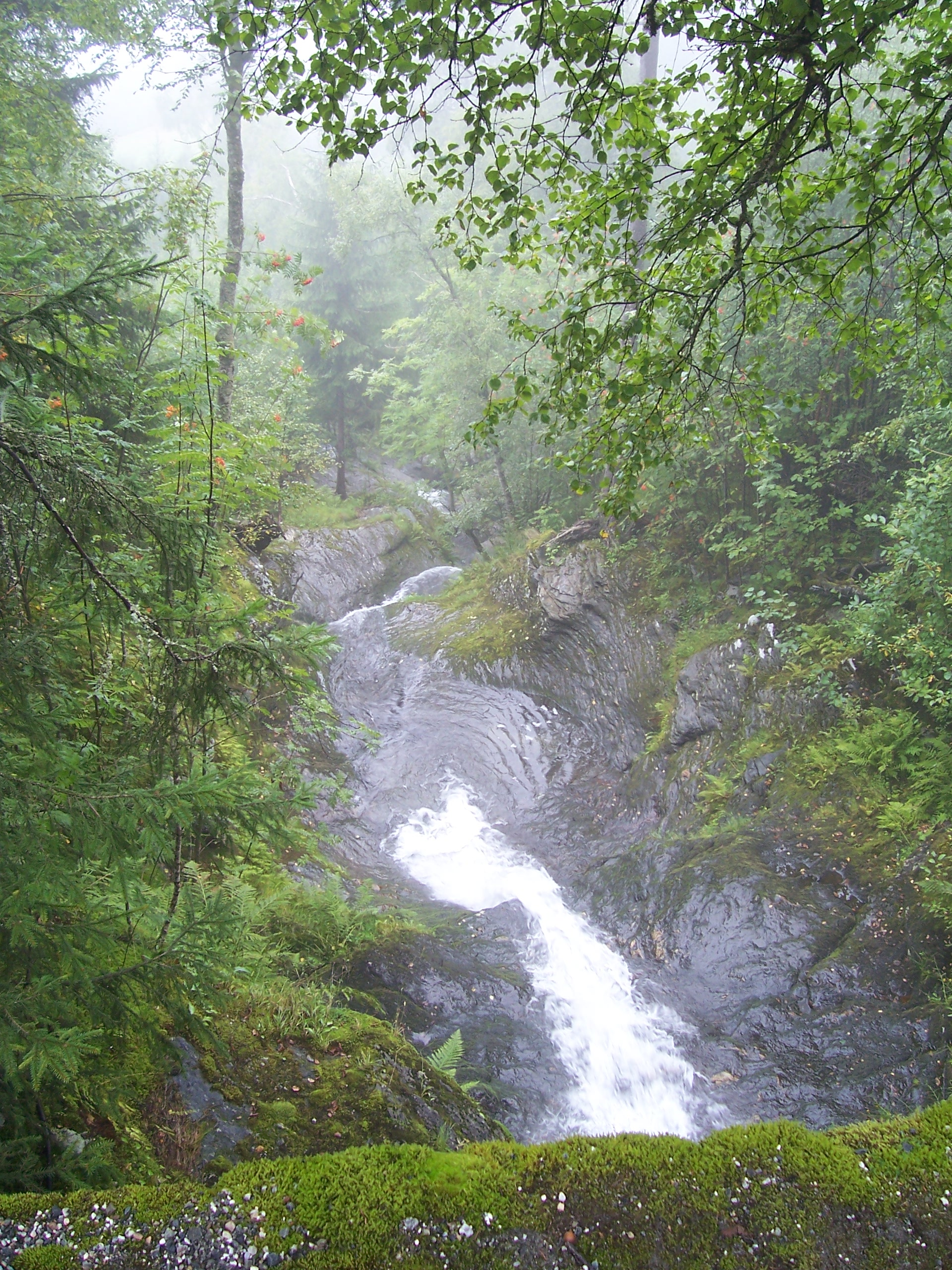
Bosque caducifolio húmedo en la costa oeste noruega

La zona atlántica corresponde a toda la vertiente occidental de la cordillera ubicada por debajo del bosque de abedules, que incluye la ecorregión del bosque costero de coníferas de Escandinavia, así como parte de la taiga escandinava y rusa alrededor del fiordo de Trondheim. Esa zona está marcada sobre todo por su clima muy húmedo y su relativa suavidad dada su latitud, pero la naturaleza en ella es muy variada.
Al contrario de lo que sugiere el nombre de la ecorregión, los bosques costeros noruegos no son solo bosques de coníferas: así, a lo largo de la sección sur, hasta el fiordo de Trondheim, el bosque es sobre todo un bosque caducifolio y este se encuentra parcialmente al norte de Saltfjellet. Estos bosques pueden estar dominados por el álamo temblón (Populus tremula), el sauce cabruno (Salix caprea) o el serbal (Sorbus aucuparia), especies que también se encuentran, en minoría, en los bosques de abedules de la zona alpina. En las zonas más ricas del sur de Noruega, incluso se encuentran el roble común (Quercus robur), el aliso cano (Alnus incana), el fresno común (Fraxinus excelsior), el arce real (Acer platanoides) y el avellano común (Corylus avellana). Algunos de estos bosques están clasificados como bosques húmedos y son de una gran riqueza.

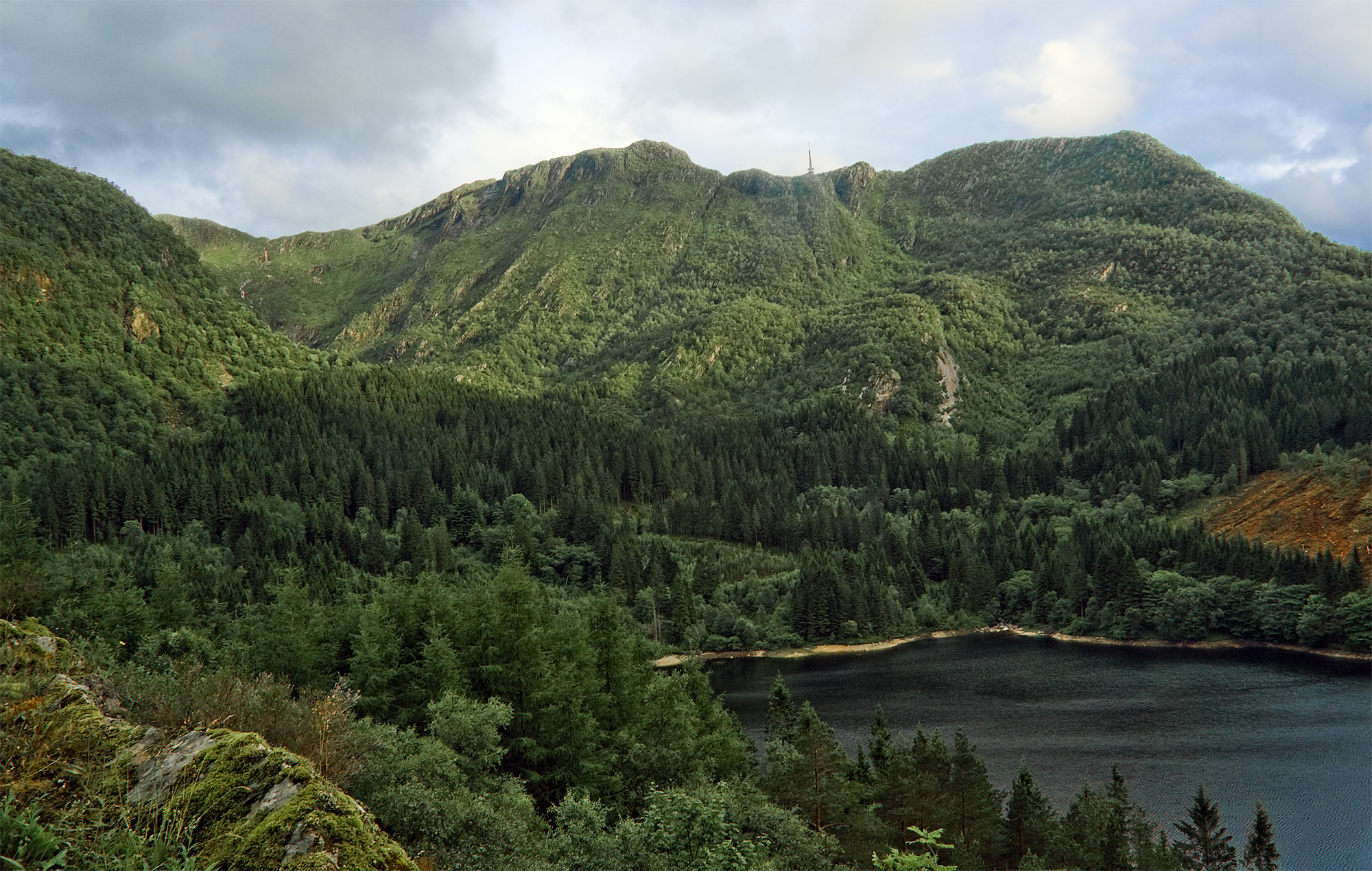
Bosque de coníferas en el monte Ulriken, cerca de Bergen

Naturalmente, los bosques de coníferas se encuentran principalmente al nivel del fiordo de Trondheim, donde la taiga escandinava se encuentra con la costa atlántica. Estos bosques son principalmente bosques de pícea común (Picea abies), aunque el pino silvestre (Pinus sylvestris) también está ampliamente representado. Los bosques de piceas albergan una comunidad de especies única con un gran número de musgos y líquenes endémicos. Tales bosques se encuentran en el resto del mundo solo en la costa del Pacífico de Canadá, en latitudes similares. Por tanto, Noruega tiene una responsabilidad a escala internacional de la protección de estos bosques.
Casi todos estos bosques se han talado abundantemente y quedan muy pocos bosques primarios. Además, en la actualidad, solo una pequeña parte está protegida. La Dirección noruega de Gestión de la Naturaleza considera esas áreas de máxima prioridad para el establecimiento de áreas protegidas.
En cuanto a la fauna, la principal característica de esta región es la extraordinaria riqueza de la costa en aves marinas. Varias zonas albergan algunas de las colonias de aves más grandes de Europa, en particular la isla de Runde, las islas Lofoten y las Vesterålen. Esa gran concentración se debe tanto a la presencia de aguas llenas de peces como a la presencia de una costa rocosa, con varios acantilados formados por los Alpes escandinavos. Así, en toda la costa del mar de Noruega, hay 7500 parejas de petreles fulmares (Fulmarus glacialis), 2750 de alcatraces (Morus bassanus), 20 000 de cormoranes grandes (Phalacrocorax carbo), 13 000 de cormoranes moñudos (Phalacrocorax aristotelis), 100 000 de eideres (Somateria mollissima), 75 000 de gaviotas canas (Larus canus), 100 000 de gaviotas argénteas (Larus argentatus), 30 000 de gaviones atlánticos (Larus marinus), 80 000 de gaviotas tridáctilas (Rissa tridactyla), 20 000 de charranes árticos (Sterna paradisaea), 5000 de araos comunes (Uria aalge), 10 000 de alcas comunes (Alca torda), 15 000 de araos aliblancos (Cepphus grylle) y finalmente no menos de 800 000 parejas de frailecillos atlánticos (Fratercula arctica). La población noruega constituye así más de una cuarta parte de la población mundial de grandes cormoranes, de gaviotas pardas, argénteas y negras y de frailecillos atlánticos.

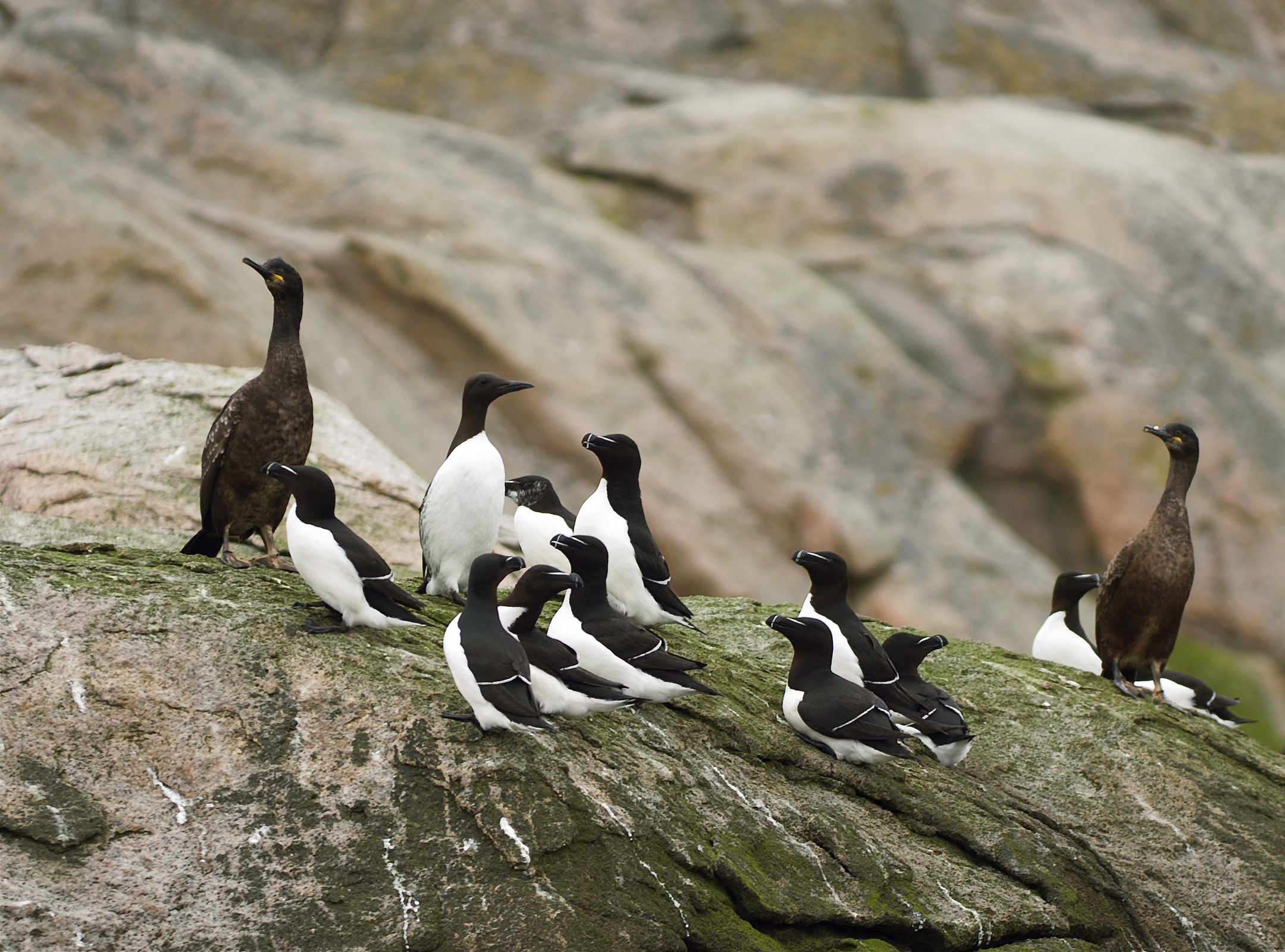
Razorbills, cormoranes crestados y araos comunes cerca de Petits pingouins, cormorans huppés et Guillemots de Troïl près de Stø, en las islas Vesterålen

#### Evolución histórica

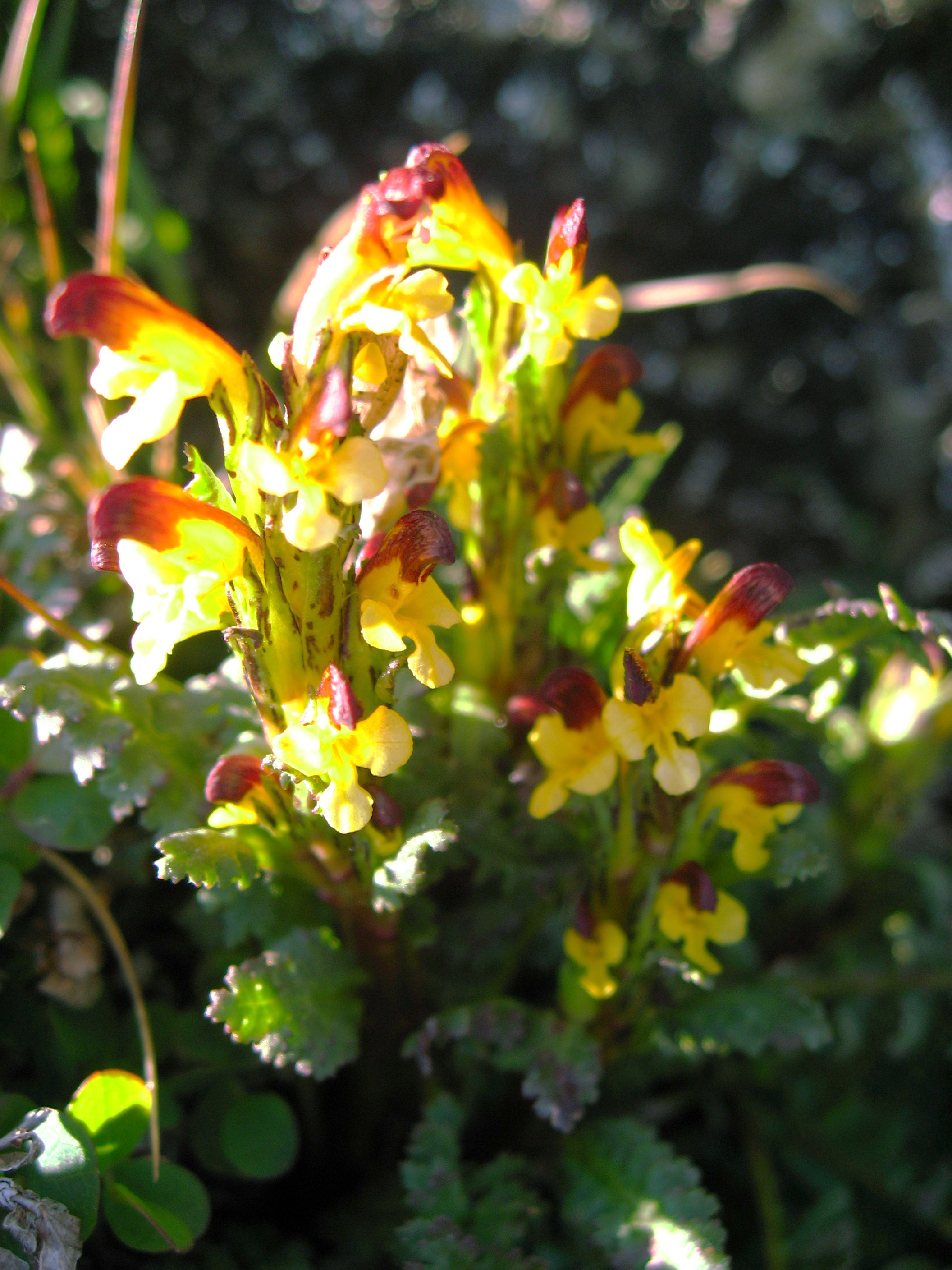
Pedicularis flammea, una de las plantas «occidentales» unicéntricas del norte de la cordillera.

Durante el Cuaternario, Escandinavia estuvo cubierta por un inmenso inlandsis que se extendía hasta el norte de Alemania durante los períodos más fríos. Las plantas y una gran parte de la fauna se localizaban entonces al sur del frente glaciar. Durante el retroceso de ese casquete glaciar, las especies conquistaron gradualmente los territorios que se iban descubriendo tanto hacia el norte como hacia las alturas de las cordilleras de montañas europeas, como en los Alpes. En la cordillera escandinava, fueron inicialmente especies de la tundra, luego de las especies boreales que se asentaron después en el sur o el este.
Esta colonización de la cordillera desde el sur explicaría el bajo número de especies endémicas. Así, una gran parte de las especies de plantas alpinas de la cordillera también se encuentran en los Alpes. Sin embargo, la cordillera alberga una pequeña cantidad de especies endémicas, así como varias especies que no se pueden encontrar en ningún otro lugar de Europa, aunque también están presentes en Groenlandia o en la tundra de América del Norte. Además, esas especies denominadas «occidentales» se encuentran con frecuencia solo en la mitad norte o sur de la cordillera (llamadas especies unicéntricas), o en ambas mitades (especies bicéntricas) pero no en el centro. Estos hallazgos son difíciles de explicar si se asume la migración solo desde el sur. Por ello los científicos proponen que algunas especies sobrevivieron en Escandinavia durante la Edad de Hielo en «refugios» sin hielo. Se han propuesto dos tipos de refugios, inspirándose en la situación actual en Groenlandia: una cumbre rocosa que sobresaldría del inlandsis  (nunatak), o una zona costera que permanecería libre de hielo. Por tanto, habría dos refugios en Escandinavia: uno en el sur y otro en el norte, explicando las especies uni y bicéntricas. Basándose en las áreas de mayor riqueza de especies «occidentales», se han seleccionado como principales candidatos un área de la costa norte de Vestlandet y un área más grande de la costa de Troms-Finnmark. Esta propuesta ha generado un importante debate en la comunidad científica desde hace cien años, aunque se han encontrado hipótesis alternativas. En particular, una gran parte de las especies endémicas se puede explicar por la especiación desde el final de la edad de hielo. En cuanto a la presencia de especies «occidentales», también se ha propuesto que fueran transportadas sobre icebergs, ya que los dos sitios «refugios» posibles son efectivamente, desde el punto de vista de la topografía de la costa y de las corrientes, también buenos candidatos para importantes varamientos de iceberg cerca del final de la edad de hielo.
El bosque llegaría en cuanto se retiraron los glaciares. Los árboles, primero, colonizarían las laderas de las montañas, ya que los valles todavía estaban bajo el hielo. La línea de los árboles estaría entonces unos 400 m por encima del límite actual. Sin embargo, el bosque de coníferas que llegaría del este tendría grandes dificultades para asentarse en el oeste de la cordillera, del lado noruego, debido a la barrera formada por las montañas. Un ejemplo notable es el de la pícea común, que solo logró colonizar el oeste de Noruega hacia el comienzo de nuestra era, pasando por el terreno más bajo al nivel del fiordo de Trondheim (Altas tierras del centro). Luego lograría extenderse hasta las montañas de Saltfjellet en el norte, que formarían también una barrera, que poco a poco iría franqueando.
La línea de los árboles también fue dinámica, es decir, ha evolucionado con la altitud y la latitud desde la era glacial. Primero alcanzó un nivel óptimo hace 9400 años, situada a 515 m por encima del límite actual. Luego, el límite de los árboles disminuyó gradualmente, con solo unos pocos períodos de aumento. Esa disminución se debe en parte (30 %) al rebote posglaciar que elevó el nivel del suelo, así como al cambio del clima, con los veranos más suaves y los inviernos más nevados. La Pequeña Edad de Hielo (del siglo XVI al XIX) fue un estrés significativo para el bosque de montaña. La tundra avanzó entonces muy rápido y los habitantes estaban sumamente preocupados por ese avance, lo que explica las medidas de protección tomadas en ese momento. En los últimos años, la tendencia se ha invertido, con una rápida remontada en el límite de los árboles.

### Poblamiento

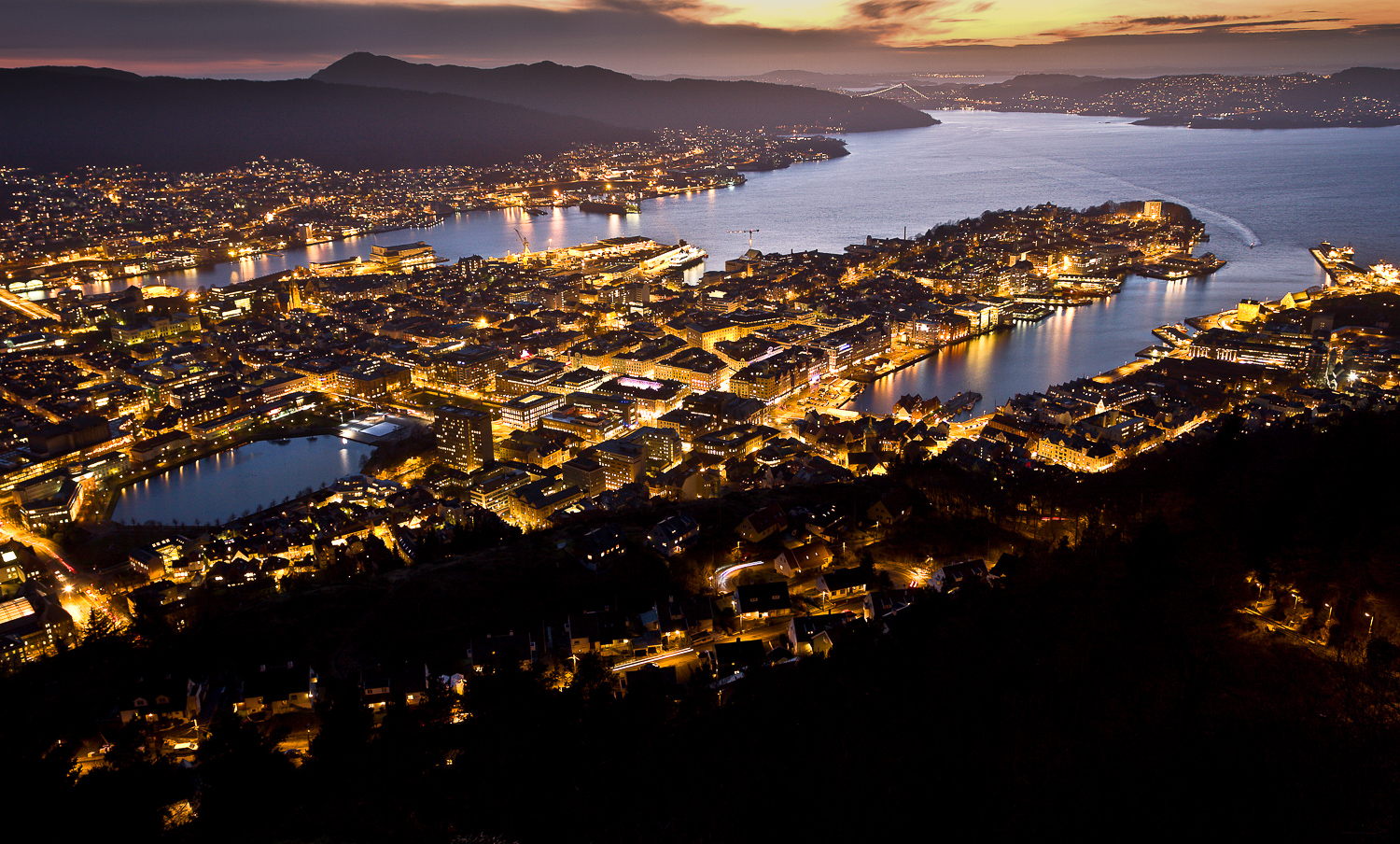
Vista de Bergen desde el monte Fløyen

La cordillera escandinava está muy poco poblada. Noruega es el país menos densamente poblado de Europa después de Islandia, con 116 hab/km², y las áreas más pobladas del país se encuentran alrededor del fiordo de Oslo, en el sur, y por lo tanto en fuera de la cordillera. Asimismo, en Suecia, solo el 2 % de la población vive cerca de las montañas, lo que se traduce en una densidad de 1,2 hab/km².
Las áreas más pobladas de la cordillera se encuentran en la costa noruega, que alberga en particular las ciudades de Bergen  (227 752 hab.), Stavanger/Sandnes (189 828 hab.), Trondheim (160 072 hab.), Tromsø (55 057 hab.) y Ålesund (46 471 hab.), respectivamente, las aglomeraciones 2.ª, 4.ª, 9.ª y 11.ª mayores de Noruega en 2009. En el lado sueco, las únicas ciudades importantes ubicadas cerca de las montañas son Östersund y Kiruna, con 44 327 y 18 148 habitantes respectivamente en 2010.
Si bien la gran mayoría de los habitantes de la cordillera son escandinavos (suecos y noruegos), estos cohabitan en la parte norte de la cordillera con el pueblo sami (antiguamente llamados lapones). Se estiman en alrededor de 40 000 en Noruega, 20 000 en Suecia y 6000 en Finlandia.

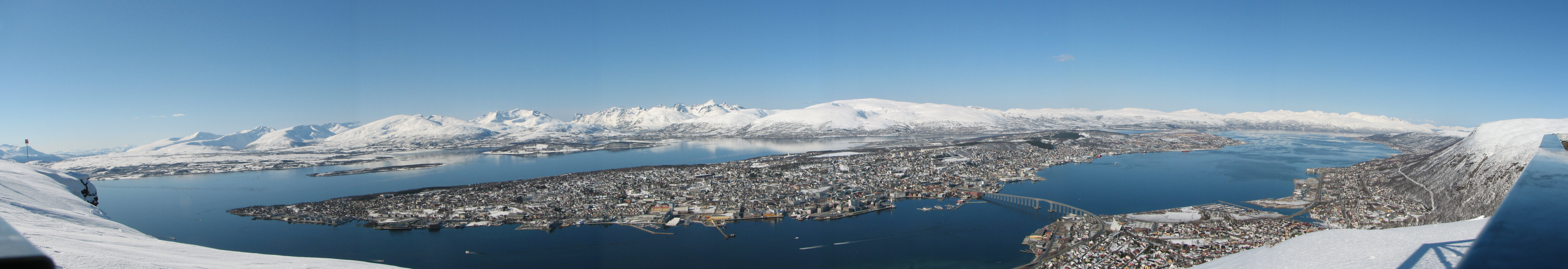
Tromsø, en la isla homónima.

## Puertos de montaña
A continuación se enlistarán los principales pasos montañosos de la cordillera alpina, usando mapas digitales y herramientas en línea.
Carreteras transitables para vehículos de motor y de una extraordinaria belleza.
| Nombre                      | País    | Asfaltado | Altitud |
| Galdhøpiggeven              | Noruega | Si        | 1870    |
| Trondfjellet                | Noruega | No        | 1665    |
| Blåhøe                      | Noruega | No        | 1617    |
| Håmmålsfjellet              | Noruega | No        | 1543    |
| Kvevassvegen                | Noruega | No        | 1490    |
| Nyhellervassvegen           | Noruega | No        | 1480    |
| Dalsnibba                   | Noruega | Si        | 1476    |
| Stora Vargavatnet           | Noruega | No        | 1470    |
| Langavatnet                 | Noruega | No        | 1444    |
| Storvassvegen Sognefjell    | Noruega | No        | 1439    |
| Sognefjellet                | Noruega | Si        | 1434    |
| Leirvassbu                  | Noruega | Si        | 1410    |
| Fylkesvei 51                | Noruega | No        | 1390    |
| Hemsedal skisenter          | Noruega | No        | 1350    |
| Tindevegen                  | Noruega | Si        | 1322    |
| Bøasætra                    | Noruega | No        | 1310    |
| Aurlandsfjellet             | Noruega | Si        | 1304    |
| Flistjønnskaret             | Noruega | Si        | 1260    |
| Wohnmobilstellplatz Maurset | Noruega | Si        | 1250    |
| Jotunheimvegen              | Noruega | No        | 1230    |
| Hemsedal skisenter          | Noruega | Si        | 1225    |
| Rondvassbu                  | Noruega | No        | 1200    |
| Folgefonna skisenter        | Noruega | No        | 1200    |
| Slådalsvegen                | Noruega | No        | 1180    |
| Fylkesvei 50                | Noruega | Si        | 1160    |
| Tinnsvegen                  | Noruega | Si        | 1160    |
| Kalhovdvegen                | Noruega | Si        | 1150    |
| Storehavqfjellet            | Noruega | Si        | 1145    |
| Hemsedalsvegen              | Noruega | Si        | 1135    |
| Strynefjell                 | Noruega | Si        | 1130    |
| Eidsbugardvegen             | Noruega | No        | 1130    |
| Tyinvegen                   | Noruega | Si        | 1117    |
| Dagalivegen                 | Noruega | Si        | 1100    |
| Städjan-Nipfjället          | Suecia  | No        | 1003    |
| Lysefjordsveien             | Noruega | Si        | 860     |
| Skykula                     | Noruega | Si        | 850     |
| Trollstigen                 | Noruega | Si        | 852     |
| Brekkhusfjellet             | Noruega | Si        | 760     |
| Ørnesvingen                 | Noruega | Si        | 650     |
| Storåsvegen                 | Noruega | No        | 540     |
| Vestkapp                    | Noruega | Si        | 480     |
| Stalheimskleiva             | Noruega | Si        | 400     |

## Historia

### De la caza a la trashumancia

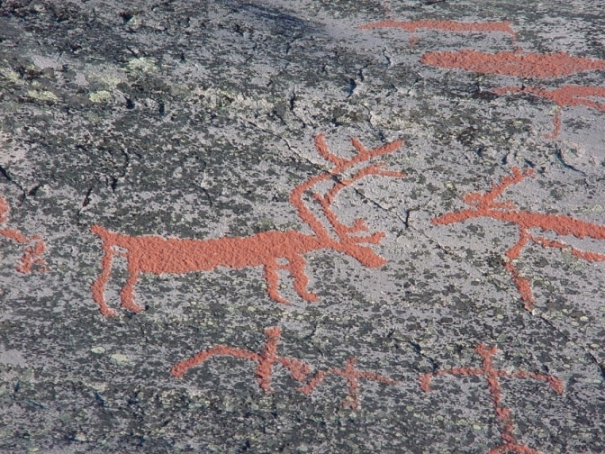
Grabado de un reno en el sitio de arte rupestre de Alta, en el norte de Noruega. Los renos tenían un lugar predominante en la vida de los pueblos de la época.

El inlandsis (capa de hielo) escandinavo se reabsorbe a partir del siglo XI, liberando rápidamente el conjunto de la costa noruega. Al mismo tiempo que el frente glaciar retrocedía, el medio era recolonizado por la flora y la fauna, en particular por los renos. Les siguieron los pueblos cazadores-recolectores-pescadores de la cultura de Ahrensburg que colonizaron la costa noruega y formaron la cultura Fosna-Hensbacka, o la cultura Komsa en el norte. También llegaron en ese momento desde el este hombres de culturas post-swiderianas, incorporándose a la cultura Komsa en el norte del país y formando el actual pueblo sami. Todos estos pueblos eran cazadores-recolectores-pescadores que probablemente dependían en gran medida de la caza de renos. Eran nómadas y sus movimientos estaban fuertemente ligados a las migraciones anuales de renos entre la costa o la llanura y las montañas. Aún se encuentran en todo el país trazas de habitaciones y de trampas que datan de la Edad de Piedra, siempre en las inmediaciones de los ríos y a veces relativamente altos en las montañas. La mayoría de las habitaciones se han encontrado en la parte oriental de la cordillera, donde la vegetación era más favorable para los renos.
Durante el Neolítico los pueblos del sur iniciaron una transición hacia un modo de vida sedentario, debido a la llegada de las culturas indoeuropeas. La sedentarización fue muy gradual, comenzando con unos pocos animales domesticados y algunas parcelas de cultivo, y se necesitaron alrededor de 1000 años para que se adaptasen definitivamente al estilo de vida sedentario. A diferencia de antes, la gente se asentó entonces más bien al oeste de la cordillera, habitualmente en el fondo de los fiordos. La caza y la pesca pasaron a ser actividades secundarias, aunque su importancia aún era notable. En particular, la venta de pieles pudo constituir una importante fuente de ingresos. Además de estas actividades, la gente también extrajó el hierro de los pantanos, que se encuentra fácilmente en las montañas, la mayoría de las veces solo para necesidades personales.
Al mismo tiempo, más al norte y al este, los samis mantuvieron su estilo de vida de cazadores-recolectores. Su área de distribución probablemente descendiera hasta la actual Røros. Esto no les impidió tener algunos renos domésticos desde la Edad del Hierro, principalmente como ayuda para el transporte. Conservaron ese estilo de vida hasta el siglo XVI, cuando el número de renos salvajes disminuyó fuertemente y se vieron obligados a favorecer la cría, mientras adoptaban un patrón de trashumancia.

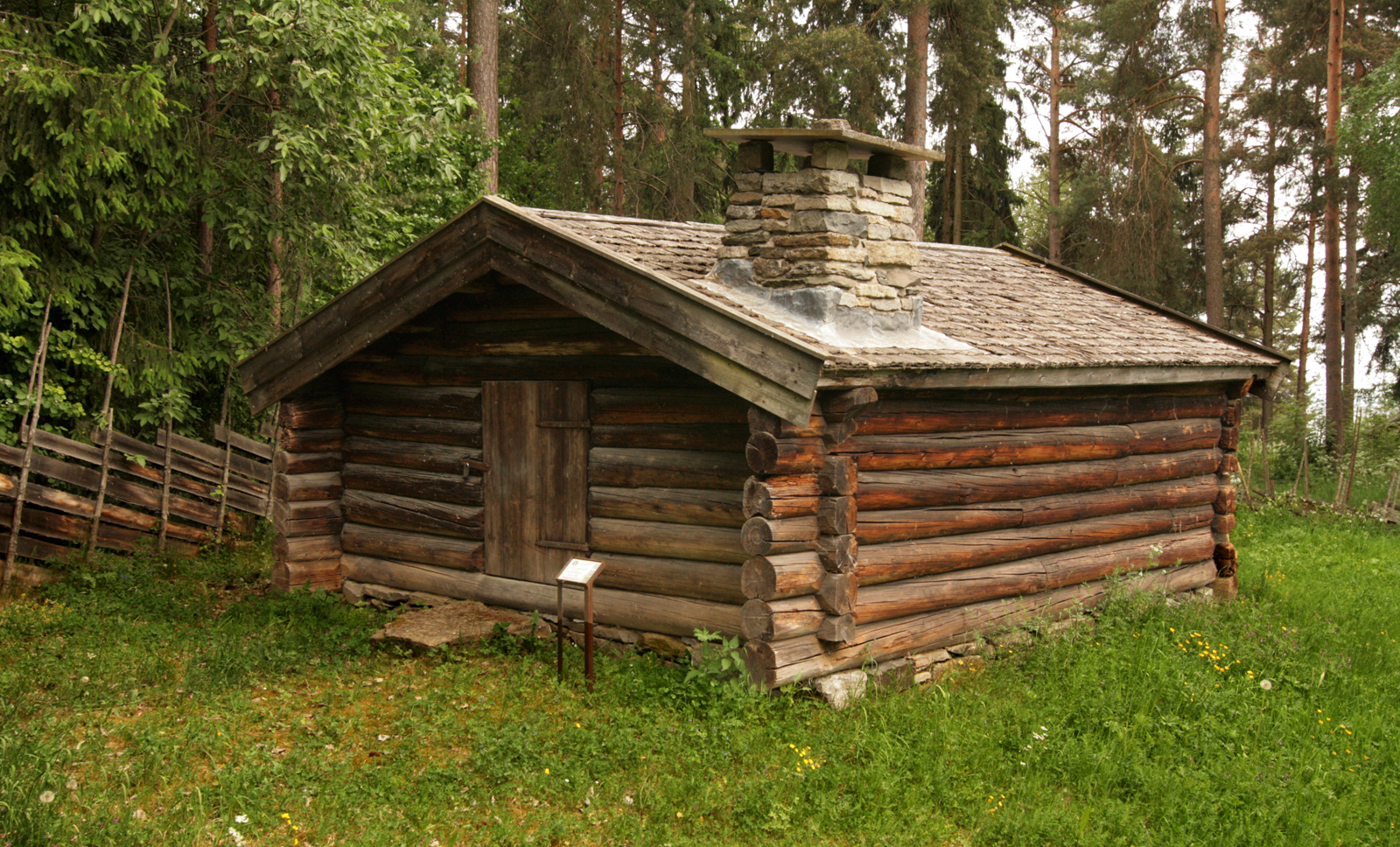
Cabaña alpina en el municipio de Stange, en el sureste de Noruega

La trashumancia, también presente en otras zonas de montaña europeas, también fue practicada por los campesinos que tenían sus granjas al pie de las montañas. Esta práctica también tuvo lugar fuera de las zonas montañosas y luego el pastoreo se realizaba en los bosques. La trashumancia se practicó con certeza desde la época vikinga (entre 800 y 1000 d. C.), pero probablemente sea incluso más antigua. Esta técnica permitió a los agricultores tener más animales de los que podrían tener en su explotación utilizando las praderas de montaña como tierras de pastoreo para los animales. Así, los campos de la aldea podían utilizar para alimentar a los habitantes, así como para producir el heno necesario para el ganado durante el invierno. Además del pastoreo de los animales, los campesinos también cosecharon grandes tapices de líquenes de renos, así como las carices y juncias de las turberas, que se añadían al heno para sobrevivir al invierno. Como la cosecha de la marisma tiende a alterar su equilibrio y a desecarla, los campesinos a veces recurrían a pequeñas presas para forzar la inundación a principios de verano.
La organización de la trashumancia dependía en cierto modo de las características geográficas. En el suroeste de Noruega, por ejemplo, las granjas suelen tener una sola cabaña alpina (llamado Seter en noruego y Fäbod en sueco). En el norte o este de la cordillera no es raro que las granjas tengan varias, típicamente una cabaña cerca de la granja (Heimseter / Hemfäbod) y una segunda más lejos y más arriba en las montañas (Langseter / Långfäbod). Así, en la primavera, los campesinos llevaban los rebaños a la cabaña cercana, a menudo aislada y cerca del límite de abedules-coníferas, donde la nieve desaparecía antes. En verano, iban a la cabaña más alto en las montañas. Esas cabañas, a menudo agrupadas en pequeños pueblos, quedaban libres de nieve más tarde. A principios de otoño, regresaban a la primera cabaña. En general, las personas y los animales no volvían a la aldea hasta la primera nevada.
Cuando las cabañas estaban cerca de la granja principal, los campesinos a menudo iban y venían todos los días, la cabaña no se habitaba y la leche se transformaba (en mantequilla y queso, por ejemplo) en la granja. Por el contrario, en caso de una distancia mayor, la cabaña se convertía en un lugar de vida y se producía allí el procesamiento de la leche. Las mujeres y los niños se instalaban en la cabaña para cuidar el ganado mientras los hombres se quedaban a cargo de la granja del pueblo y solo se reunían con la familia los fines de semana. Cuando los campesinos residían así en la cabaña, consumían mucha leña para calentarse y a veces tenían que ir a caballo a buscar leña en los valles.

### Unas montañas peligrosas pero ricas

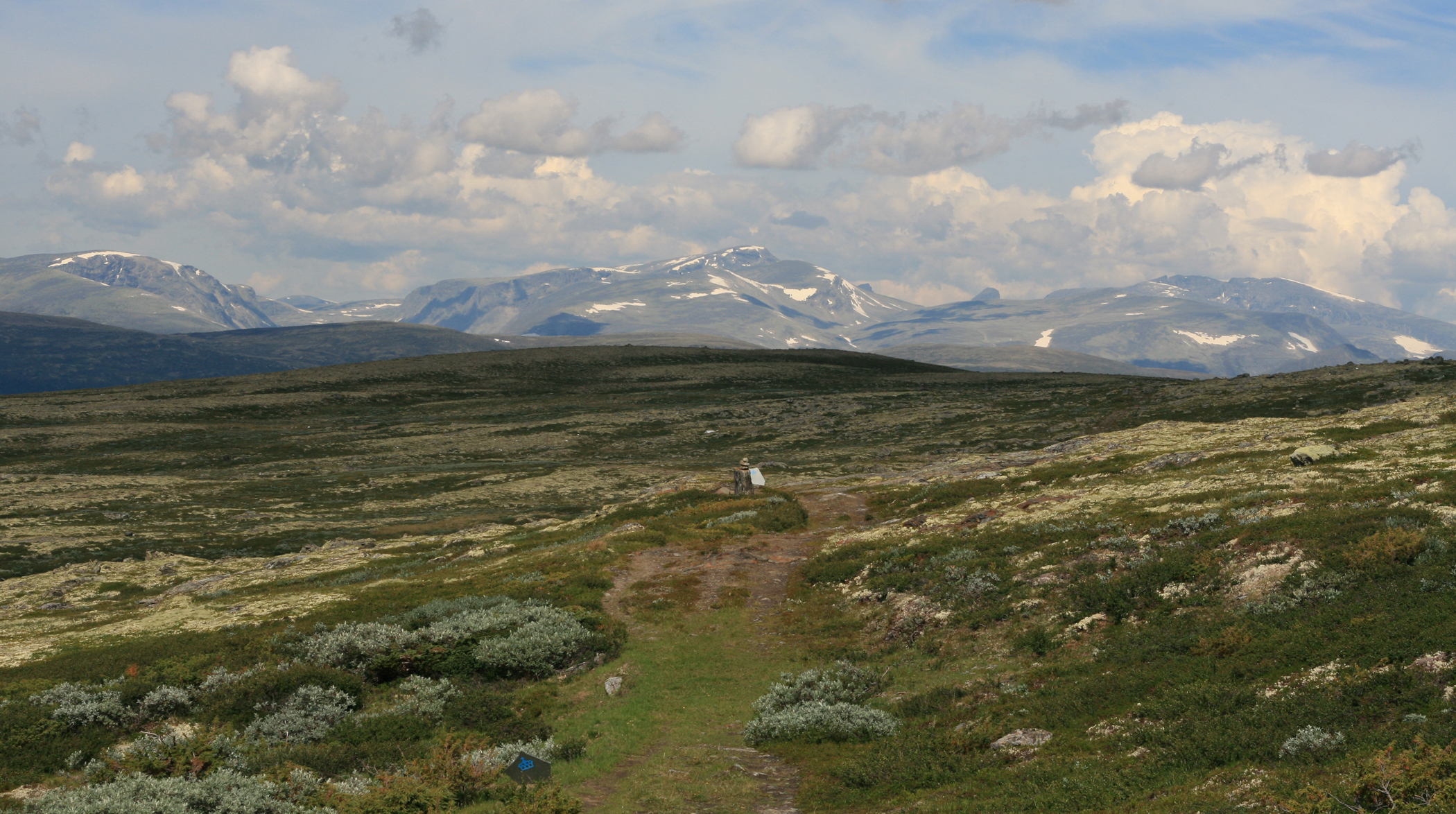
El camino de Pilegrimsleden en el Dovrefjell, reconvertido en un sendero turístico

Después de su sedentarización, los habitantes vivían principalmente en la llanura o en la costa. Rara vez iban a la montaña, a excepción de las cercanas a los pueblos durante el verano. Existía cierto comercio entre el este y el oeste: el oeste vendía sal común, un producto muy importante en ese momento, así como pescado y mantequilla, mientras que el este probablemente vendía hierro (hierro de pantano). Pero alrededor del año 1000, cuando se formó el reino de Noruega, las necesidades de transporte aumentan considerablemente, en particular para el rey y su corte. Entre las primeras rutas que se crearon, una de las más importantes fue la Pilegrimsleden (literalmente, 'ruta de los peregrinos'), que unía Oslo con Nidaros (ahora Trondheim), entonces la capital del país y hogar de la tumba de san Olaf. Esa ruta atravesaba el macizo de Dovrefjell, una prueba difícil para los viajeros.
En general, la gente de la época no se atrevía a aventurarse en las montañas y, por lo tanto, estas permanecían en gran parte inexploradas, especialmente las del norte. En el siglo XVI, el rey sueco Gustav Vasa decretó que el reino se extendía hasta el océano Ártico y en 1613, cuando el Tratado de Knäred, la frontera entre Noruega y Suecia se estableció a lo largo de la línea divisoria de la cuenca, justo en el medio de la cordillera. Pero debido a las dificultades de la exploración hasta 1751 no se pudo cartografiar y validar la frontera en Strömstad. La dificultad de cruzar las montañas queda ilustrada por un evento de la gran guerra del Norte, a veces llamado «desastre de Øyfjellet»: en diciembre de 1718 el general Carl Gustaf Armfeldt debía regresar a Suecia después de la muerte del rey Carlos XII en Fredrikshald, pero durante el viaje, la tormenta de nieve golpeó las montañas y causó la muerte de 3700 hombres, más de la mitad de los tropa.

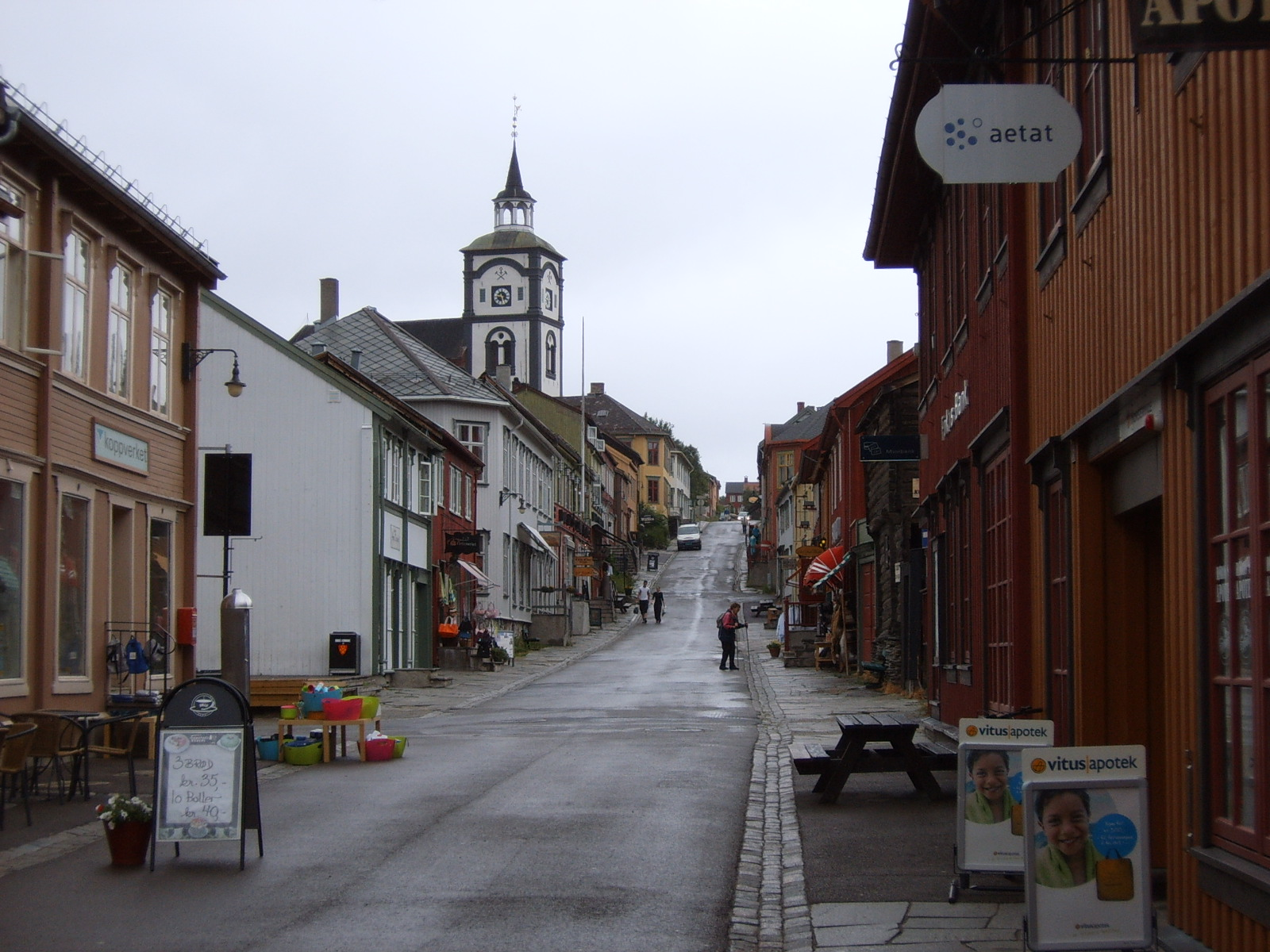
La ciudad de Røros, creada alrededor de la mina

El descubrimiento de yacimientos de metales en ambos lados de la frontera supuso un nuevo impulso en el siglo XVII, llevando a la gente a las montañas. En Suecia, esto correspondió con el período de grandeza, que supuso, en general, un mayor interés por el norte del país. Una de las primeras explotaciones fue la mina de plata de Nasa, en la montaña Nasafjället, cuya explotación comenzó en 1630. Se contrataron a muchos trabajadores alemanes, muchos de los cuales fallecieron a causa del clima. Los samis fueron obligados a trabajar en la mina: tenían que transportar el mineral (a menudo en renos) a la fundición de Sädvajaure, ubicada en la llanura, a 50 km de distancia. Sin embargo, esa mina no era rentable y su explotación cesó en 1659, siendo las instalaciones destruidas por los noruegos en lo que constituye el único ataque que nunca tuvo lugar en la Laponia sueca. Ese ataque permitió la recuperación de las áreas perdidas por el Tratado de Roskilde en 1658 y el Tratado de Copenhague (1660), por ello, restableció la frontera en la línea de la divisoria de aguas en 1660. Otras minas, como las de Kedkevare en Padjelanta y la de Alkavare en Sarek, junto con la fundición de Kvikkjokk, constituyeron el conjunto llamado Luleå silververk, que comenzó a explotarse en 1661. La baja concentración del yacimiento condujo al cierre de la mina en 1702.
En Noruega, las dos minas principales, que comenzaron su actividad aproximadamente al mismo tiempo, fueron las minas de plata de Kongsberg y la mina de cobre de Røros. Estas minas favorecieron el desarrollo de caminos para llevar carbón a la mina y recuperar el mineral. Sin embargo, las cargas más pesadas se transportan principalmente en trineos sobre los lagos y las marismas helados en invierno. Kongsberg se convirtió incluso en el siglo XVIII en la segunda ciudad más poblada de Noruega, con 10 000 habitantes, por detrás de Bergen.
En Suecia, se hicieron algunos nuevos intentos en el siglo siguiente. Así, la mina de Nasafjället reanudó su actividad en 1771 y se probaron varios sitios más, como las minas de cobre en Sjangeli, al sur de Abisko, en Ljusnedal, en el municipio de Härjedalen, o en Huså, en la montaña Åreskutan. Todas esas minas están ahora cerradas.

### De las expediciones científicas al turismo

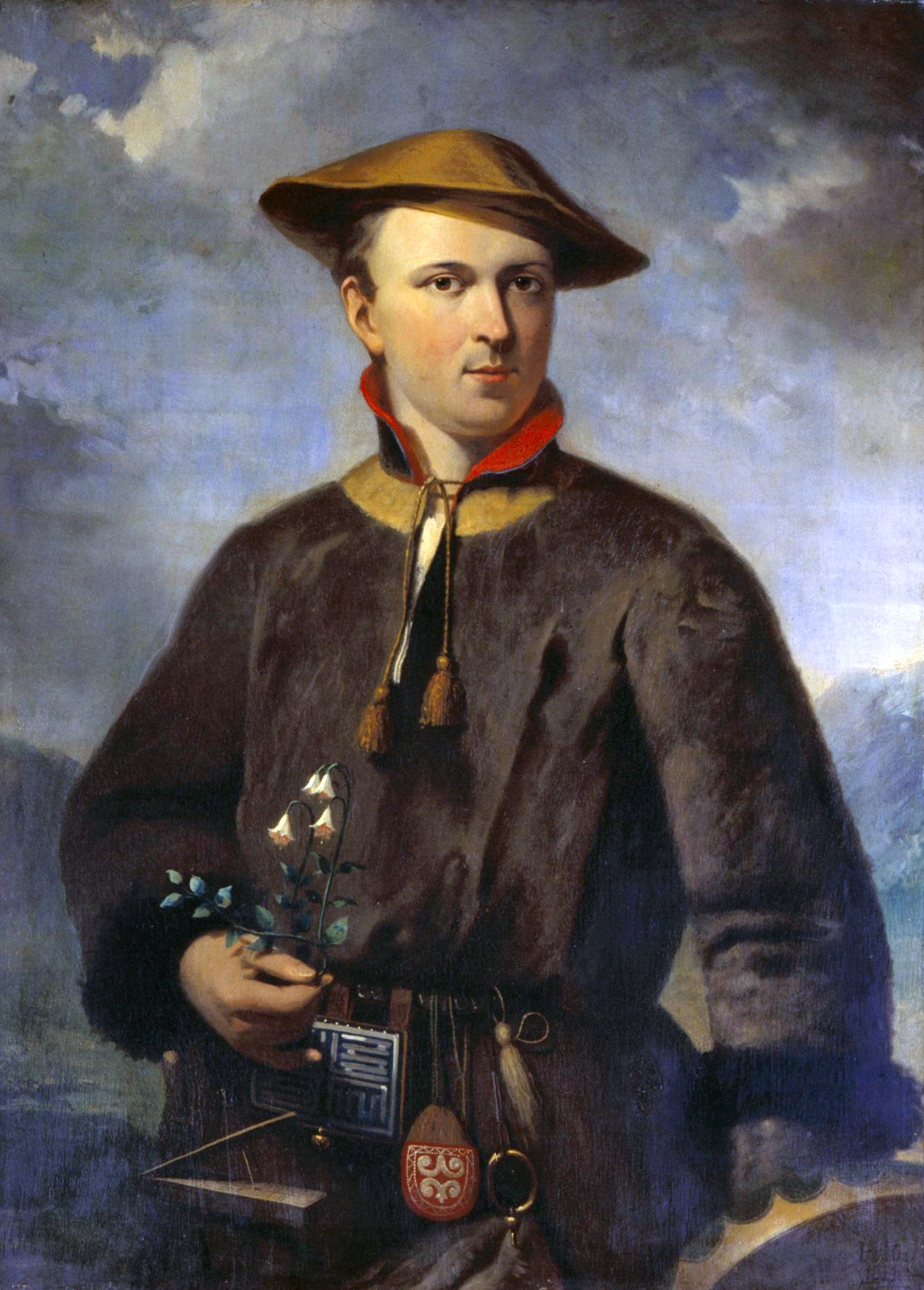
Linneo en su viaje a Laponia

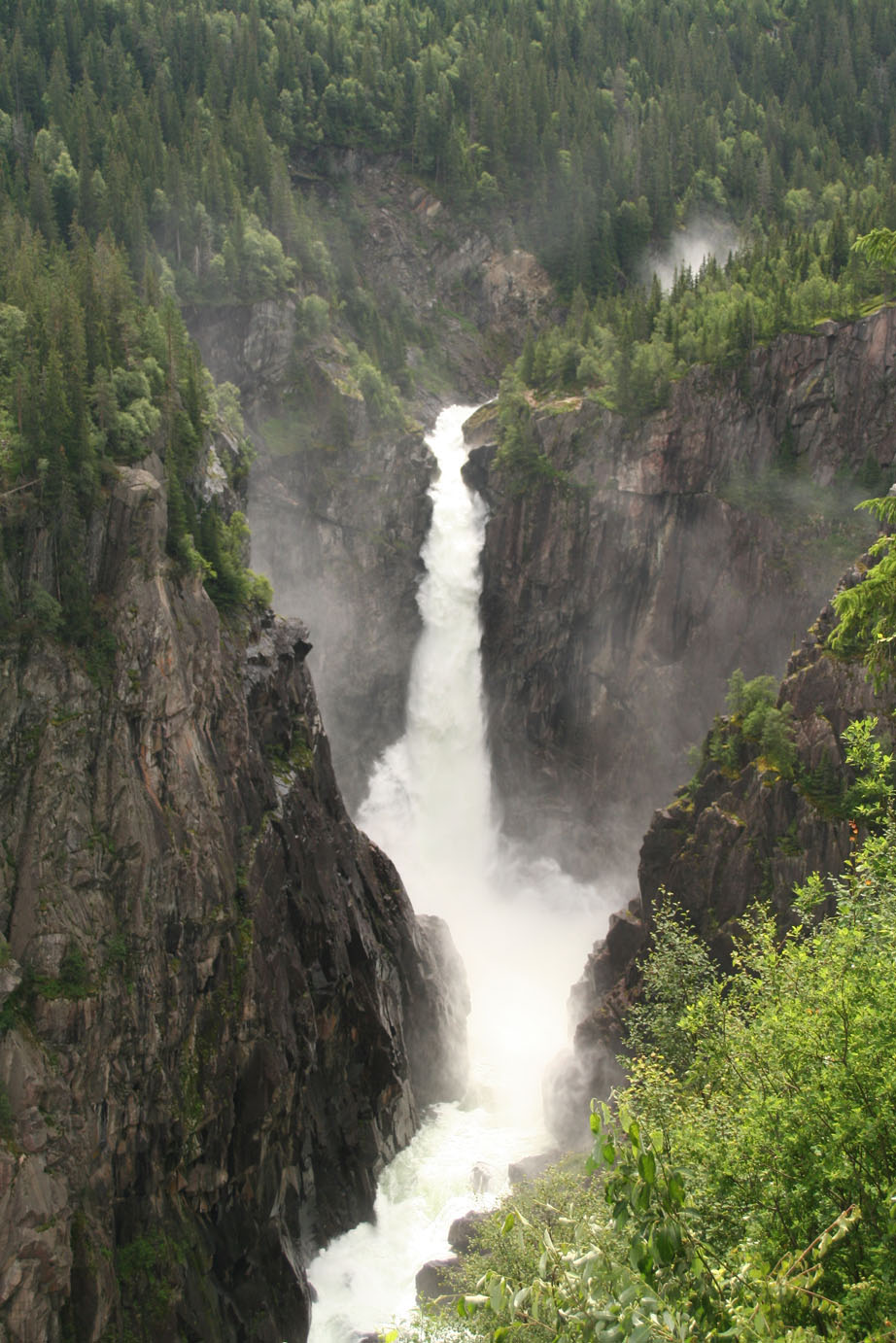
Rjukanfossen, el primer gran sitio turístico importante de Noruega

Desde el siglo XVII, y sobre todo en los siglos XVIII y XIX, se llevaron a cabo en las montañas un gran número de expediciones científicas que permitieron un mayor conocimiento. Inicialmente, los eclesiásticos estuvieron a cargo de esas expediciones. Así, uno de los primeros libros que describían el norte de Suecia y el pueblo sami fue Lapponia, escrito por Johannes Schefferus. Aunque el mismo Johannes nunca había visitado la zona y el libro era, en realidad, una recopilación de historias de sacerdotes que habían sido enviados allí. En 1695, el propio Olof Rudbeck el Joven realizó una expedición a la Laponia sueca, por orden real, y estableció así una de las primeras cartografías científicas de la región. Desafortunadamente, esa obra, llamada Lapponia illustrata, fue destruida en el incendio de Uppsala en 1702. Sin embargo, ese viaje inspiró al naturalista sueco Carl von Linné, quien decidió explorar la región a su vez en 1732. Visitó así Kvikkjokk, Padjelanta y continuó cruzando la frontera hasta los fiordos noruegos antes de regresar. Dos años más tarde, hizo otro viaje más al sur, en las montañas de Dalarna, hasta el lago noruego de Femunden. Después de estos viajes, escribió el famoso libro Flora Lapponica, que fue el primer libro en el que utilizó el sistema de clasificación que creó. Este viaje se hizo famoso en los círculos científicos y en las décadas siguientes, muchos botánicos se trasladaron a estas montañas, siguiendo los pasos del ilustre Linneo. En Noruega, las expediciones comenzaron principalmente después de la solicitud realizada en 1743 a Copenhague por la administración pública noruega para recopilar información sobre el país. Así, se realizaron numerosos estudios sobre la geografía noruega, en particular sobre la fauna, la flora, la geología y las tradiciones de las montañas. Esto crea un ímpetu general y muchas expediciones se llevan a cabo incluso más allá de la solicitud de 1743. Un ejemplo notable es el libro Histoire naturelle de la Norvège [Historia natural de Noruega], escrito por Erik Pontoppidan en 1752.
Varias de esas exploraciones científicas permitieron dar a conocer la montaña en el país y dar lugar a los primeros desarrollos del turismo de montaña. Ese fue, por ejemplo, el caso del entomólogo sueco Johan Wilhelm Zetterstedt, que realizó un viaje muy documentado a las montañas de Åre y elogió sus propiedades termales. Así fue como Åre se convirtió en una famosa ciudad balneario y Fjällnäs, en su proximidad, se convirtió en el primer hotel de montaña sueco. Algunos científicos incluso pueden considerarse turistas de montaña. De este modo, al final del siglo XIX, Gustav Wilhelm y Leonard Bucht Lind cartografiaron los montes de la Laponia sueca, incluidas las más difíciles de acceder. Establecieron en 1879 que el Sarektjåkkå era el punto más alto de Suecia, luego, poco después, declararon el Kebnekaise como tal. Al hacerlo, escalaron varios de los picos principales de la región. Esos mapas precisos también permitieron el éxito posterior de ciertos escaladores, como Charles Rabot, que escaló el Kebnekaise en 1883. En Noruega, el turismo también comienza en la mitad del siglo XIX. Un hombre contribuyó particularmente al desarrollo del turismo, el inglés Thomas Bennett. que se instaló en Noruega en 1849 y, que a través de una serie de libros, presentó las montañas de Noruega a los ingleses, creando la primera afluencia de turistas extranjeros.
Al final del siglo XIX, se crearon en 1868 y 1885 las asociaciones turísticas noruegas (DNT) y suecas (STF), respectivamente. Estas dos asociaciones se convirtieron en actores importantes en la promoción del turismo en las montañas de sus respectivos países. En el lado noruego, el primer sitio fue la cascada de Rjukanfossen, luego el sitio turístico más famoso del país, cerca del cual la DNT compró su primera cabaña, llamada Krokan. La asociación luego se centró en la creación de refugios y senderos en el Jotunheimen y el Hardangervidda. En Suecia, el primer refugio se creó cerca del macizo de Sulitjelma, luego en todas las montañas del país antes de centrarse en su obra más importante: la creación del Kungsleden, una ruta de senderismo que cruza toda la parte norte de las montañas suecas.

### Desarrollo de las comunicaciones

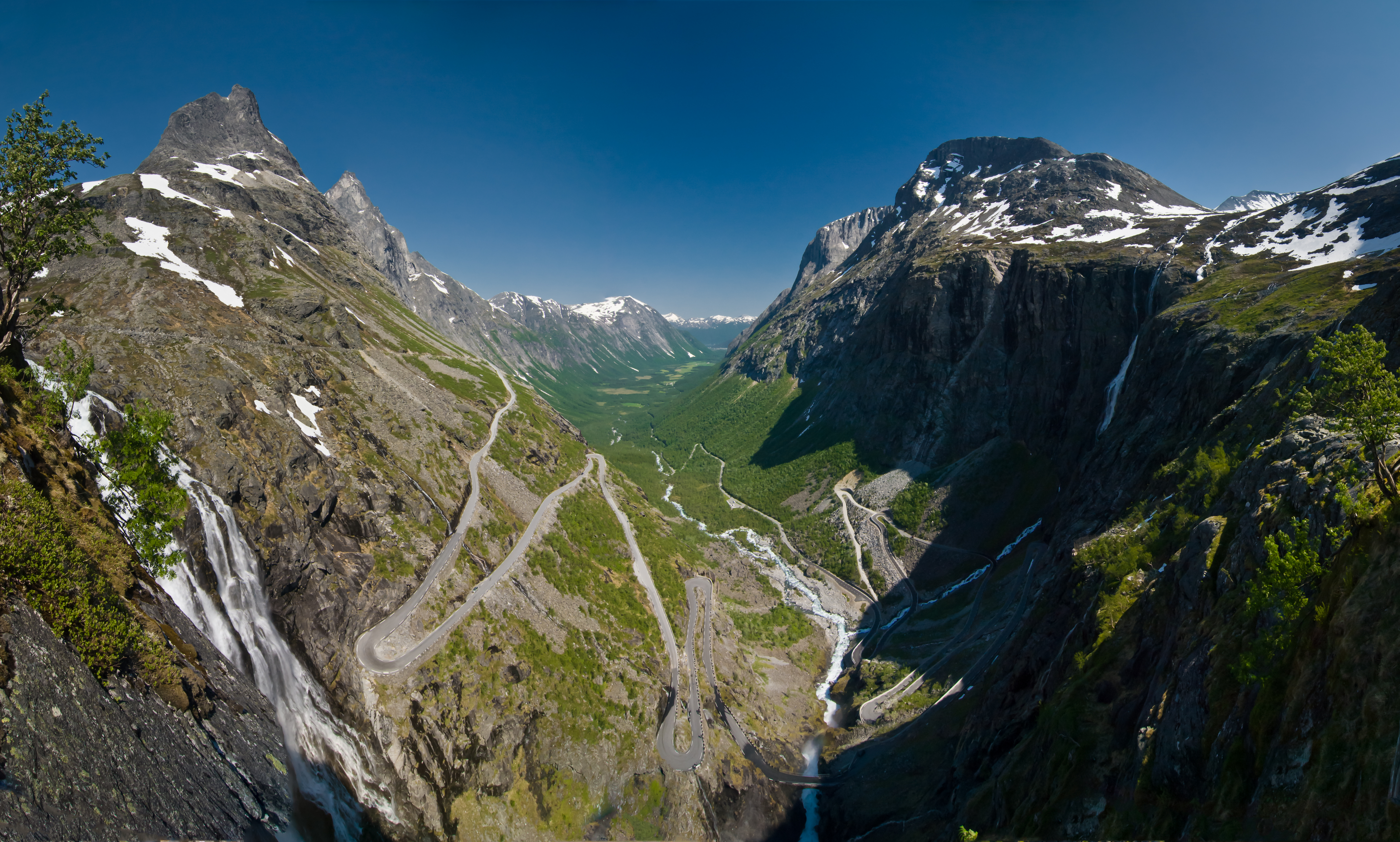
La célebre Trollstigen —escalera de los Troles—, serpenteando en la montaña

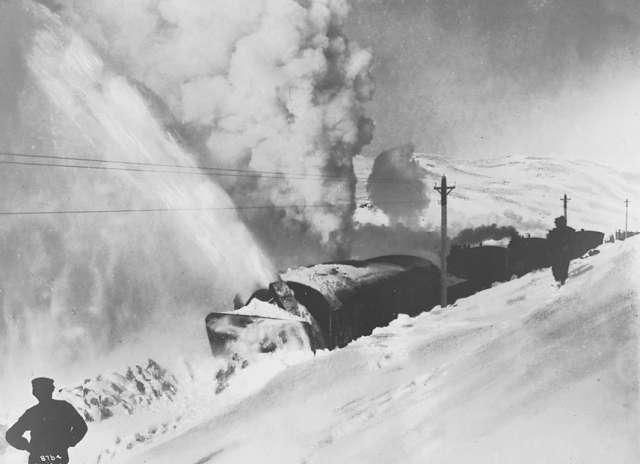
Un quitanieves rotativo en la línea de Bergen, en la meseta del Hardangervidda

Un elemento decisivo en el cambio de la percepción negativa de las montañas fue el importante desarrollo de las vías de comunicación que tuvo lugar a partir del siglo XIX. Los avances técnicos, en particular la invención de la dinamita, fueron decisivos ya que permitieron construir carreteras en las laderas de las montañas. Pero los cambios también pueden explicarse por una voluntad política. En Noruega, ese cambio estuvo marcado por una ley de 1851 (veiloven, «La ley de las carreteras») que dio un nuevo impulso a la construcción de carreteras en el país, en particular a través de la cordillera. Esos caminos de montaña estaban abiertos en su mayoría solo tres o cuatro meses al año debido a las condiciones climáticas. Sin embargo, favorecieron claramente el desarrollo del comercio. Al estar Suecia y Noruega en una unión personal entre 1814 y 1905 (Suecia-Noruega), se favoreció la construcción de carreteras entre los dos países. Se pueden citar la carretera construida en 1835 entre Åre y Trondheim que seguía la antigua ruta de peregrinación (ahora Ruta europea 14), o la carretera construida entre Tännäs y Røros. El advenimiento del automóvil a principios de los años 1900 entrañó nuevamente la creación de carreteras, especialmente en el olvidado Norte de Noruega. El objetivo era poder conectar Oslo con Kirkenes, siendo esta última en ese momento solo accesible en barco. Estas nuevas carreteras representaron unos 700 km por año. Finalmente, en la segunda mitad del siglo XX, se dio prioridad a la construcción de carreteras que permanecieran en servicio todo el año, incluido el invierno, con un gran número de túneles, como el túnel de Lærdal inaugurado en 2000, en ese momento el túnel más largo carretera del mundo con 24,5 km.
Si bien la construcción de carreteras a través de las montañas demostró ser difícil, la construcción de ferrocarriles fue un verdadero desafío. Esto fue especialmente cierto en la construcción de la línea de Bergen que conectó las dos ciudades más grandes de Noruega: Oslo y Bergen. Estas dos ciudades se encuentran a ambos lados de la cordillera, lo que requería el cruce de la meseta de Hardangervidda. Ciertamente ya existían ferrocarriles en otras montañas, como los Alpes, pero ninguna línea estaba por encima de la línea de árboles. Si la idea de tal línea se había sugerido ya en 1871, las negociaciones se prolongaron hasta el inicio de los trabajos en 1894. El trabajo fue particularmente arduo y las únicas posibilidades de suministro eran a caballo y recorriendo grandes distancias. Hasta 2200 personas trabajaron en esa vasta meseta desértica. Algunos edificios se construyeron a lo largo de la línea para la comodidad de los trabajadores. La construcción implicó la perforación de varios túneles —el más largo de 5311 m— y requirió seis años de trabajo. La línea pudo finalmente abrirse en 1909. Tras el éxito de esa primera línea, se construyeron varias más: la línea de Dovre (Oslo–Trondheim) en 1921, la línea del Nordland (Trondheim–Bodø) en 1962. Al igual que con las carreteras, la unión personal entre Suecia y Noruega permitió la construcción de líneas fronterizas como la línea de Meråker–Mittbanan, entre Hell (Noruega) y Sundsvall (Suecia) en 1882. y la línea Malmbanan–Ofot, construida en 1903 para transportar mineral de hierro desde las ricas minas de Kiruna–Gällivare a los puertos de Luleå (Suecia) y Narvik (Noruega).

## Actividades

### Sector primario

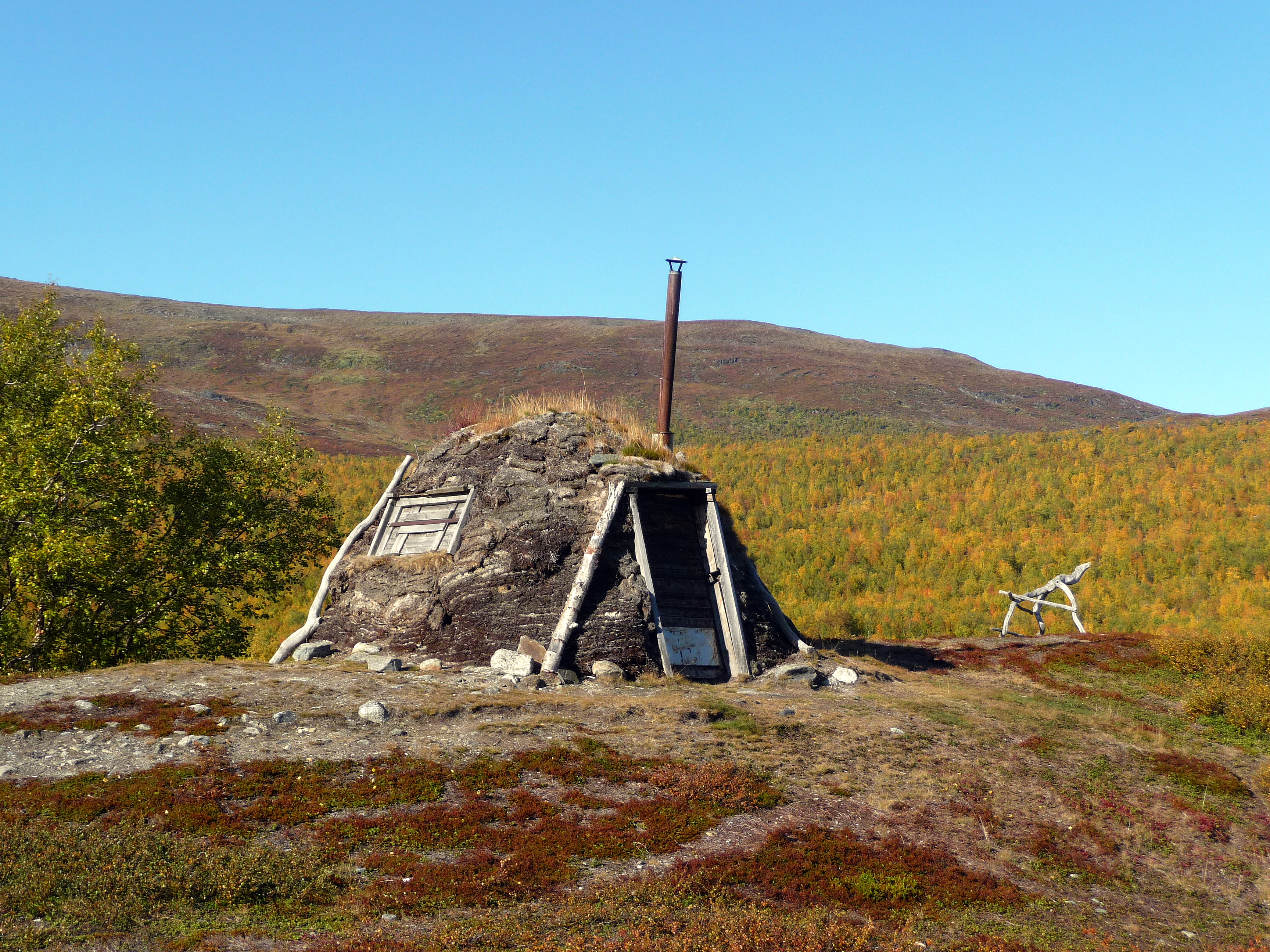
Vivienda tradicional sami en Abisko, en la Laponia sueca

Gran parte de la superficie de los Alpes escandinavos se utiliza para la cría de renos por los samis (antes conocidos como lapones). Así, casi todas las montañas suecas, las montañas finlandesas y toda la parte al norte del fiordo de Trondheim en el lado noruego están reservadas para la práctica de esa actividad ancestral. Ese pueblo ha mantenido relativamente intacta la forma de vida tradicional de trashumancia entre los bosques al pie de la cordillera, en invierno, y los pastos de verano en las montañas. Sin embargo, desde el final del siglo XX, los agricultores utilizaron cada vez más técnicas modernas, como helicópteros, las motos de nieve y otros vehículos motorizados para realizar un seguimiento de sus rebaños. Los renos se utilizan tanto como medio de transporte, como por su leche, su cuero y sus astas, pero especialmente por su carne.
El derecho a practicar la cría de renos en esas zonas está reservado a los sami, excepto en Finlandia. Los derechos de reproducción se organizan en estructuras denominadas aldeas sami (Sameby) en Suecia y unidades de explotación (driftsenhet) en Noruega: solo los sami adscritos a esas estructuras pueden practicar la cría dentro del territorio asignado a la estructura. Hay algunos acuerdos entre Noruega y Suecia sobre actividades de cría transfronterizas, ya que algunos samis practicaban tradicionalmente la trashumancia entre los dos países antes del establecimiento de las fronteras.

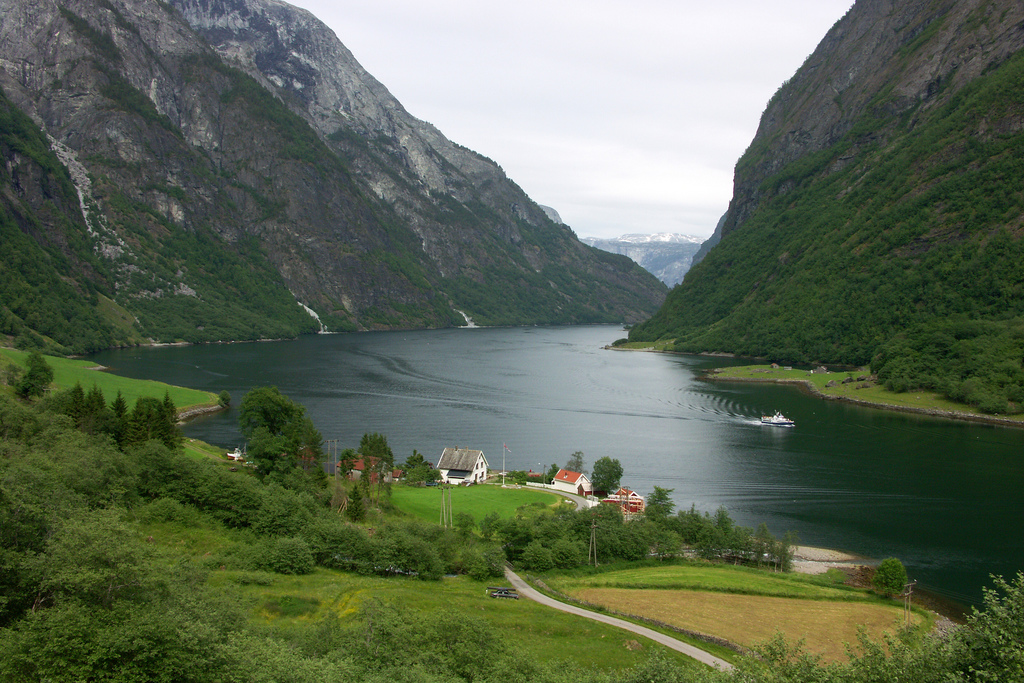
Vista de una pequeña granja típica del oeste de Noruega, encajada entre las montañas y el fiordo: Tufto en el borde del Nærøyfjord

Aparte de las zonas sami, más al sur, también domina la cría de animales, lo que permite a Noruega satisfacer más que sus necesidades internas de carne. Se cultiva una proporción muy pequeña del territorio noruego (alrededor del 3 %), y esas tierras están ubicadas principalmente en las llanuras del sureste de la cordillera o en las tierras bajas del fiordo de Trondheim. De hecho, las montañas no son muy fértiles, a excepción de los valles que emergieron recientemente gracias al rebote posglaciar debido a los aluviones depositado por el mar. En las montañas, las explotaciones agrícolas suelen ser pequeñas y la silvicultura u otras actividades suelen proporcionar ingresos adicionales. Entre las importantes zonas agrícolas de las montañas, los alrededores del Hardangerfjord tienen explotaciones especializadas en árboles frutales. Para evitar un éxodo rural excesivo y garantizar la independencia alimentaria en la mayor medida posible, la agricultura noruega está fuertemente subvencionada.
La silvicultura es una actividad muy importante en los tres países limítrofes de la cordillera, pero predomina principalmente la explotación de los bosques de las llanuras: de hecho, la mayor parte de la cordillera está por encima del límite de las coníferas, y los bosques de montaña tienen una tasa de regeneración más lenta, o incluso nula. Así, si bien el 41 % del territorio noruego está cubierto de bosques, solo una quinta parte de esos bosques se consideran bosques de montaña, la mitad clasificado como «bosque de protección», es decir, un bosque cuya explotación está sujeta a reglas muy estrictas, ya sea por su función protectora contra las avalanchas, o por sus dificultades de regeneración. Asimismo, en el lado sueco, la parte superior de la taiga de montaña está protegida contra la explotación. Esto no impide que la silvicultura sea una fuente importante de ingresos locales, que constituye un complemento importante para los agricultores noruegos y, a menudo, una de las principales fuentes de ingresos de los municipios de montaña suecos.
Si bien la industria minera en el pasado atraía a la gente a las montañas, claramente ha perdido su importancia. En la actualidad, Suecia todavía tiene minas muy importantes, pero no en las montañas, aunque algunas están muy cerca de ellas (como los grandes depósitos de hierro de Kiruna y Gällivare). Sin embargo, se están explorando algunas áreas en el corazón de las montañas. En Noruega, la industria minera se orienta ahora hacia la explotación de los minerales (como el olivino) en lugar de a la minería. Esas industrias suelen estar ubicadas en la costa.

### Energía

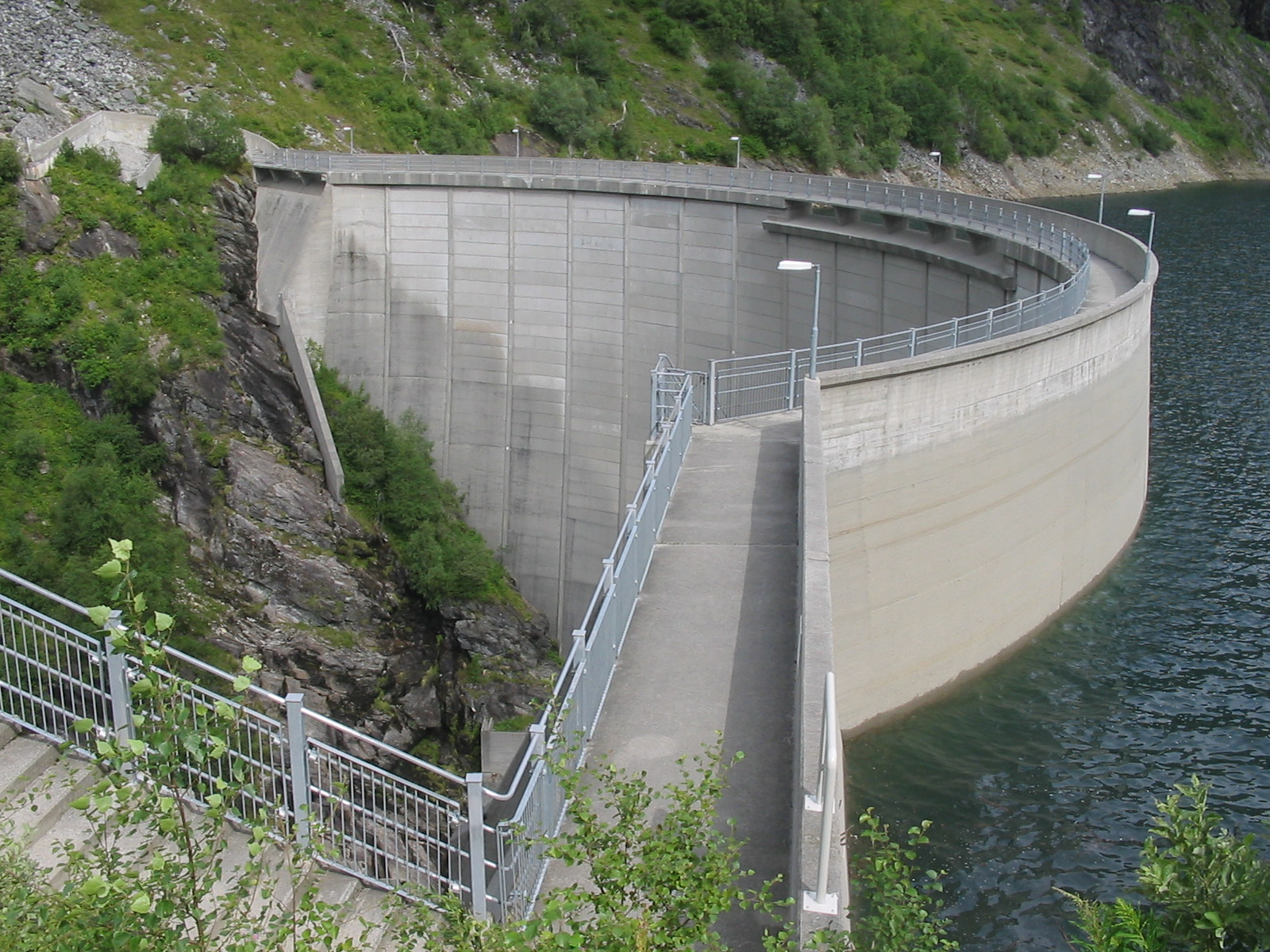
Zakariasdammen, dans la commune norvégienne de Norddal. Comme souvent sur la côte ouest, le barrage agrandit un lac d'altitude servant de réservoir et l'eau est acheminée vers une centrale au niveau du fjord, exploitant ainsi une grande hauteur de chute

Las montañas tienen una importancia considerable para la producción de electricidad en Suecia y en Noruega mediante el uso de energía hidroeléctrica. La energía hidroeléctrica representa el 96 % de toda la electricidad consumida en Noruega, o 120 TWh, y el 44 % de la electricidad producida en Suecia, o 65 TWh. Así, Noruega es el mayor productor de energía hidroeléctrica de Europa y el sexto del mundo, incluso el primero del mundo si se compara esa producción con el número de habitantes del país. El segundo mayor productor de energía hidroeléctrica de Europa no es otro que Suecia.
Las primeras centrales hidroeléctricas de Suecia y de Noruega se construyeron en la década de 1880. Sin embargo, en Suecia, las centrales eléctricas se construyeron por primera vez cerca de las ciudades y hasta 1910, con la central hidroeléctrica de Porjus, estos desarrollos no llegaron a las montañas del norte sueco. Esa construcción representó un verdadero desafío, no solo por el clima y la falta de infraestructura (mientras se esperaba la construcción de la línea férrea, los materiales se transportaron a pie unos cincuenta kilómetros), sino también porque luego la electricidad debía de transportarse al sur del país donde se consume, lo que llevó al uso obligatorio de altos voltajes.

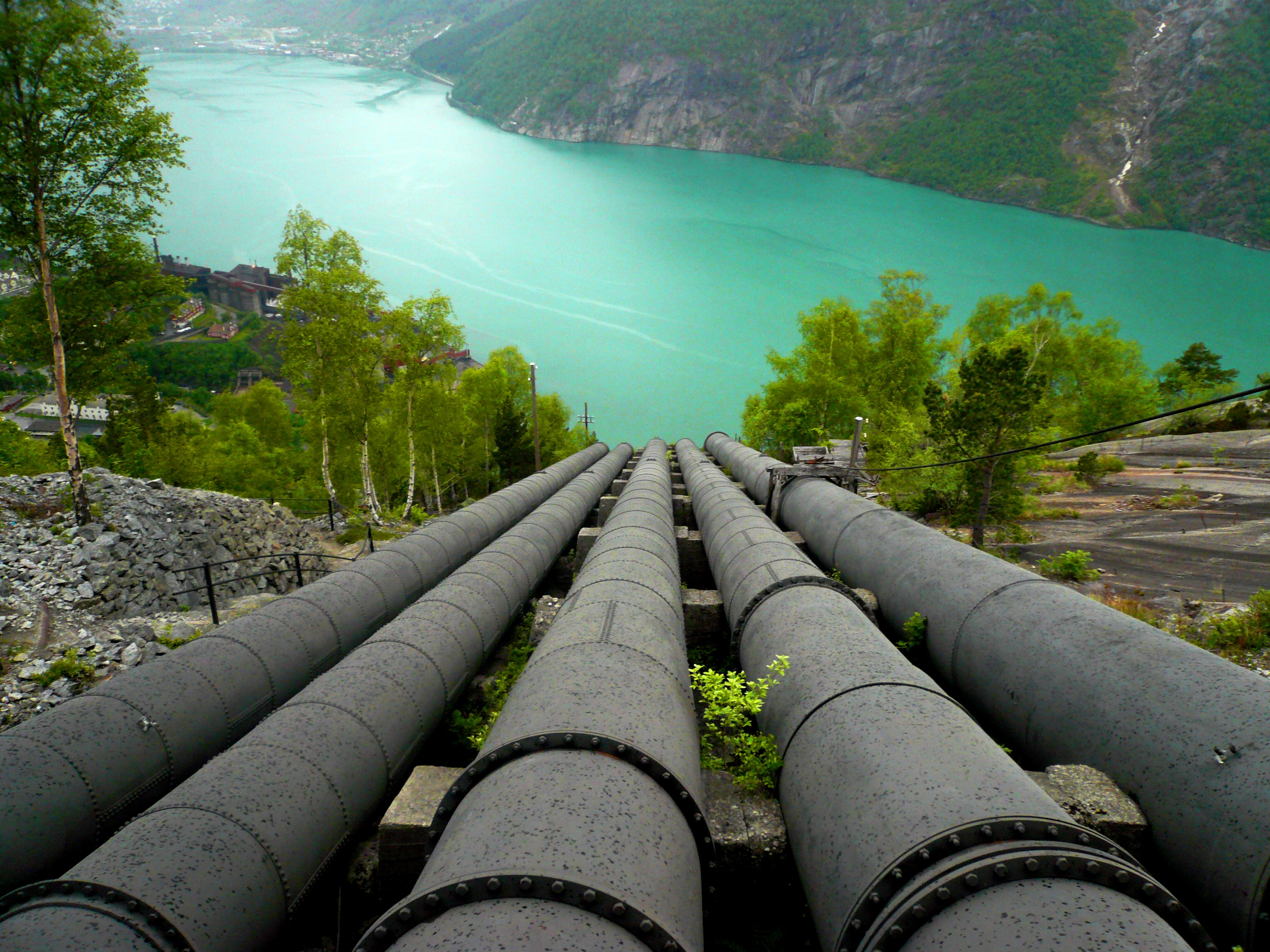
Conducción forzada de la central hidroeléctrica de Tyssedal

El esquema general de las centrales es muy diferente entre el este y el oeste de la cordillera debido a las diferencias de topografía. En el oeste, el relieve es muy abrupto y los ríos generalmente tienen un caudal moderado. Las centrales generalmente utilizan un lago de altitud ya existente, ampliado por una presa, lo que facilita la creación de embalses. Esos lagos se encuentran a menudo aguas abajo de los glaciares que, en sí mismos, constituyen en cierto modo reservorios. Luego, el agua es transportada mediante una tubería forzada hacia una central eléctrica ubicada al nivel del fiordo, lo que permite así beneficiarse de la máxima altura de caída. En la vertiente oriental, por el contrario, los ríos tienen un caudal mayor pero diferencias de altitud más moderadas; las centrales eléctricas se encuentran situadas directamente sobre el río. En Suecia, el 80 % de la producción hidroeléctrica proviene de los ríos del norte del país, por lo que tiene su origen en las montañas. Debido al descenso paulatino de la altitud, las centrales eléctricas se distribuyen por todo el recorrido y no solo en la montaña. Sin embargo, las montañas son particularmente importantes porque es allí donde se encuentran los principales embalses del país, que suelen ocupar los lagos de piedemonte existentes recrecidos por represas.
Naturalmente, la cantidad de agua disponible es mayor con el deshielo en primavera y verano, mientras que el consumo eléctrico alcanza su máximo en invierno. Sin embargo, el volumen de los embalses es suficiente para permitir el equilibrio entre producción y consumo. Este equilibrio es especialmente importante en el mercado nórdico, que reúne a Suecia, Noruega, Finlandia y Dinamarca, que está muy integrado en el seno del Nord Pool: por ejemplo, Dinamarca depende en gran medida de los recursos eólicos, fluctuantes. La cordillera escandinava podría desempeñar un papel crucial en la perspectiva de una importante cooperación energética europea: de hecho, es la mayor zona de almacenamiento de energía potencial de Europa gracias al almacenamiento por bombeo, que representa la mitad de la capacidad. total estimada del continente (es decir, entre 10−20 GW). Sin embargo, en la actualidad el almacenamiento por bombeo es relativamente marginal, ya que el mercado nórdico nunca lo ha necesitado.
Si la energía hidroeléctrica es actualmente la principal fuente de energía de las montañas, también se está considerando la explotación de la energía eólica. Este es especialmente el caso de Suecia, ya que las montañas son una de las zonas con máximo potencial eólico. Sin embargo, surgen algunos problemas ambientales, ya que las montañas se consideran un entorno particularmente sensible, con amenazas particularmente importantes para las aves de presa. Los intereses turísticos también podrían verse amenazados por la llegada de los aerogeneradores. Finalmente, la construcción en las montañas es cara y el clima frío penaliza la eficiencia de los aerogeneradores.

### Protección del medio ambiente

Mapa de áreas protegidas en Noruega y Suecia. Nótese su concentración alrededor de las montañas.
Parques nacionales
Reservas naturales y otras formas de protección

Los países nórdicos se encuentran entre los primeros de Europa en crear medidas de conservación de la naturaleza. Este impulso fue iniciado por el explorador polar Adolf Erik Nordenskiöld, quien en 1880 propuso a Finlandia y Suecia aplicar el concepto de parque nacional creado recientemente en los Estados Unidos. Suecia fue la primera en implementar esta idea al crear sus primeras leyes de protección de la naturaleza y sus primeros parques nacionales en 1909. La sociedad sueca de conservación de la naturaleza se creó el mismo año y la Sociedad Noruega para la Conservación de la Naturaleza en 1914. Sin embargo, la noción de protección era muy diferente a la actual, ignorando en particular el concepto de biodiversidad. Se trataba sobre todo de proteger áreas naturales para la investigación científica. La conservación de la naturaleza en su sentido moderno, es decir, dirigida a preservar la biodiversidad, comenzó en los años sesenta en Suecia y Noruega, y más tarde en Finlandia.
Desde su creación, la mayoría de las áreas protegidas (tanto en número como en área) se concentran principalmente en las montañas, que son las áreas más salvajes, pero también aquellas donde los conflictos de intereses son más raros. Aunque la creación de parques nacionales o reservas naturales hoy en día apunta a una mayor representatividad de los paisajes del país, la montaña sigue estando sobrerrepresentada, lo que es particularmente notable en Suecia.
En los tres países, existen varios tipos de áreas protegidas: los parques nacionales son el nivel más alto de protección, reservados para grandes áreas representativas de la naturaleza de esos países. A un nivel de protección menor, pero aún elevado, se encuentran las reservas naturales. Finalmente, varias áreas protegidas tienen objetivos más específicos, pero un menor nivel de protección. La cordillera también cuenta con dos sitios naturales o mixtos del Patrimonio Mundial de la UNESCO: la región de Laponia y los Fiordos occidentales de Noruega.
A pesar del alto estatus de protección de algunas áreas protegidas, los samis se benefician de numerosas exenciones destinadas a proteger su cultura. También se justifican por el muy bajo impacto de su forma de vida en el medio ambiente; pero en los últimos años las autoridades perciben cada vez más negativamente el uso de vehículos motorizados y la intensificación del pastoreo. Se están llevando a cabo discusiones para un posible mayor control de las actividades de los samis.
Listado de las principales áreas protegidas por país, clasificadas de norte a sur (entre paréntesis, figuran el año de establecimiento y luego la superficie protegida):
Noruega

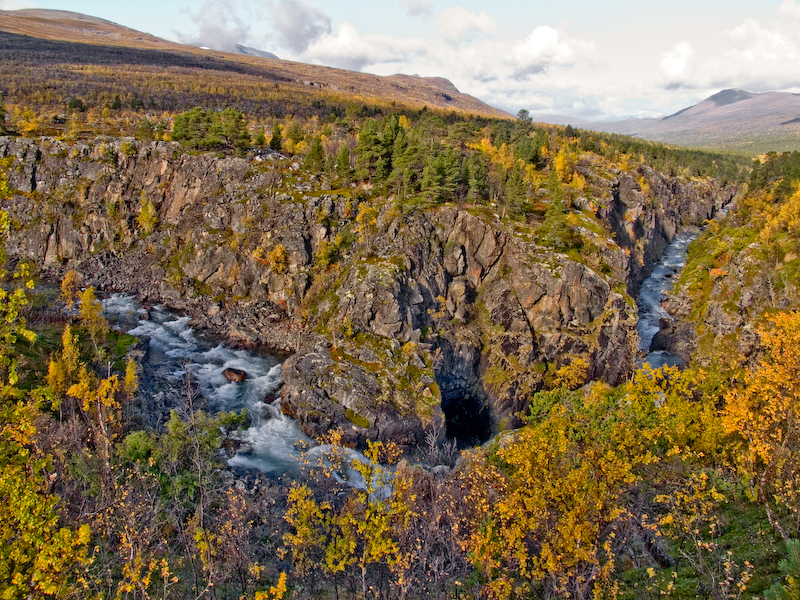
Cañón del parque nacional Øvre Dividal.

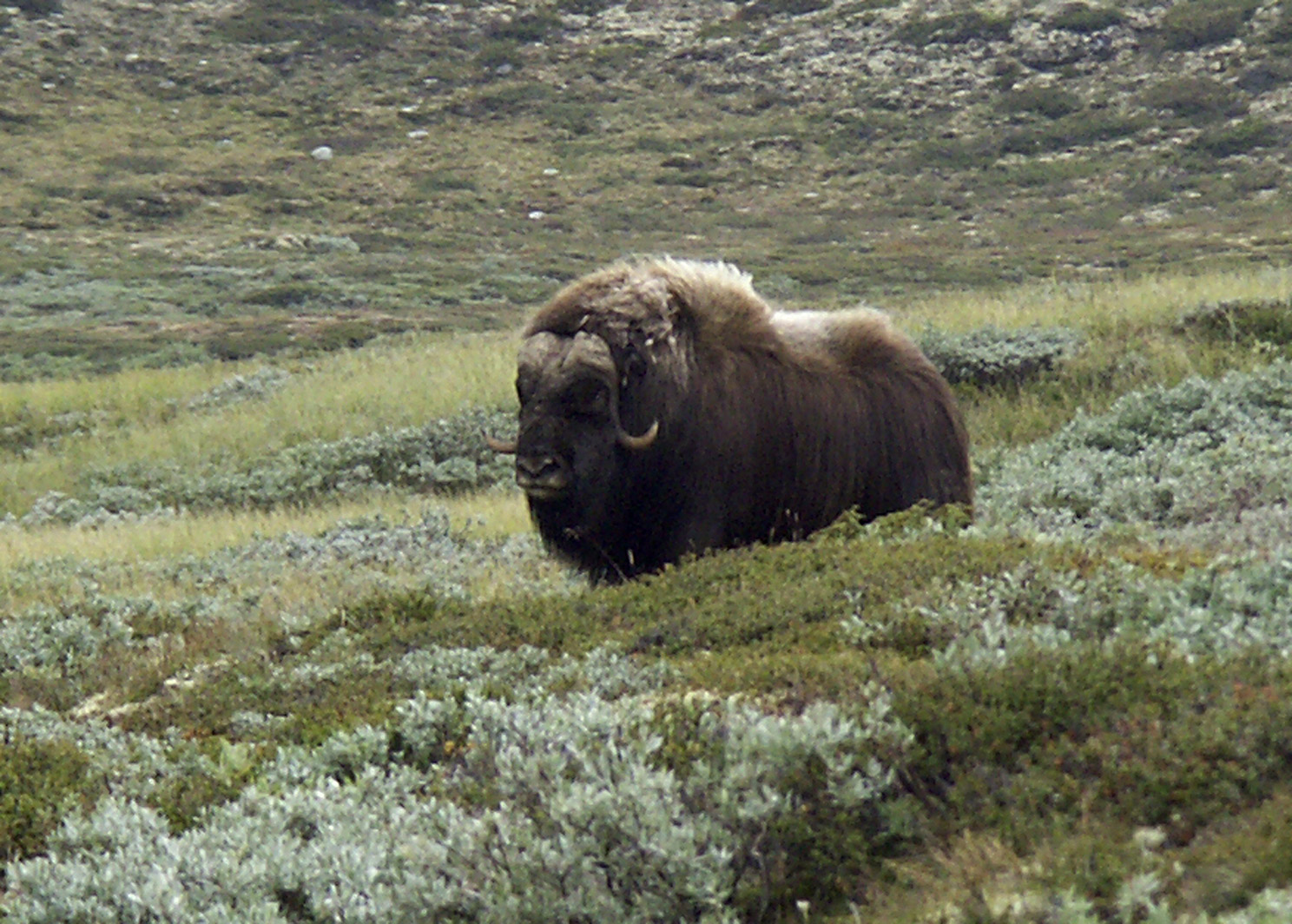
Buey almizclero en el parque nacional Dovrefjell-Sunndalsfjella

- Parque nacional de Seiland (2006, con 316,3 km²), protege una gran isla en el extremo norte de Noruega.
- Parque nacional de Ånderdalen (1970, con 125 km²), protege un variado paisaje costero dominado por las montañas.
- Parque nacional de Reisa (1986, con 803 km²), protege un valle que corta una vasta meseta en el que el agua es un elemento omnipresente.
- Parque nacional Øvre Dividal (1971, con 770 km²), protege un paisaje variado con una rica fauna, en particular una gran población deglotones.
- Parque nacional Rohkunborri (2011, con 571 km², protege un área con una rica avifauna.
- Parque nacional de Møysalen (2003, con 51 km²), uno de los más pequeños del país, con un variado paisaje entre la alta cumbre del Møysalen y los fiordos circundantes.
- Parque nacional de Rago (1971, con 171 km²), adyacente al parque nacional de Padjelanta (Suecia), protege una zona de montaña salvaje y difícilmente accesible.
- Parque nacional de Sjunkhatten (2010, con 417,5 km² incluidos 39,9 km² marinos), protege un macizo cortado por profundos valles y fiordos.
- Parque nacional de Junkerdal (2004, con 682 km²), protege un área con una rica flora alpina.
- Parque nacional Saltfjellet-Svartisen (1989, con 2102 km²), con una gran diversidad de paisajes que incluyen el gran glaciar Svartisen, un paisaje alpino y valles cubiertos de ricos bosques de abedules.
- Parque nacional de Lomsdal-Visten (2009, con 1102 km²), con un paisaje de fiordos y montañas.
- Parque nacional de Børgefjell (1963, con 1447 km²), entre un paisaje de altas montañas en el oeste y picos más suaves en el este, alberga al muy amenazado, en peligro de extinción, zorro polar.
- Parque nacional de Lierne (2004, con 333 km²), en una zona montañosa completamente salvaje.
- Parque nacional Blåfjella-Skjækerfjella (2004, con 1924 km²), entre valles cubiertos de bosques primarios y altas montañas.
- Parque nacional de Skarvan og Roltdalen (2004, con 441,4 km²), protege un valle cubierto de coníferas dominado por altas cumbres.
- Parque nacional de Forollhogna (2001, con 1062 km²), protege un paisaje de cimas redondeadas con muchas turberas.
- Parque nacional Dovrefjell-Sunndalsfjella (2002, con 1693 km²), protege el macizo de Dovrefjell, a veces llamado «montaña nacional», con una flora y fauna de gran riqueza.
- Parque nacional de Dovre (2003, con 289 km²), de un paisaje desolado.
- Parque nacional Reinheimen (2006, con 1969 km²), protege el área salvaje más grande del sur de Noruega.
- Parque nacional de Rondane (1962, con 963 km²), el parque nacional más antiguo de Noruega, en una zona de altas cumbres y valles ricos.
- Parque nacional de Breheimen (2009, con 1691 km²), adyacente al parque nacional de Jostedalsbreen, marcado como este por glaciares.
- Parque nacional de Jostedalsbreen (1991, con 1310 km²), protege un paisaje variado, que va desde los bosques caducifolios de los valles hasta la masa del glaciar Jostedal, el glaciar más grande de Europa continental.
- Parque nacional Jotunheimen (1980, con 1151 km²), protege la zona del Jotunheimen, incluidos todos los picos más altos de la cadena.
- Parque nacional de Fulufjellet (2012, con 82,5 km²), protege la parte noruega del macizo de Fulufjället, salvaguardando un antiguo bosque de coníferas y una gran población de osos pardos.
- Parque nacional de Hallingskarvet (2006, con 450 km²), protege el macizo de Hallingskarvet.
- Parque nacional de Hardangervidda (1981, con 3422 km²), el más grande del país, protege la vasta meseta de Hardangervidda con, en particular, la mayor manada de renos salvajes de Europa.
- Parque nacional de Folgefonna (2005, con 545 km²), protege el glaciar Folgefonna.

Suecia

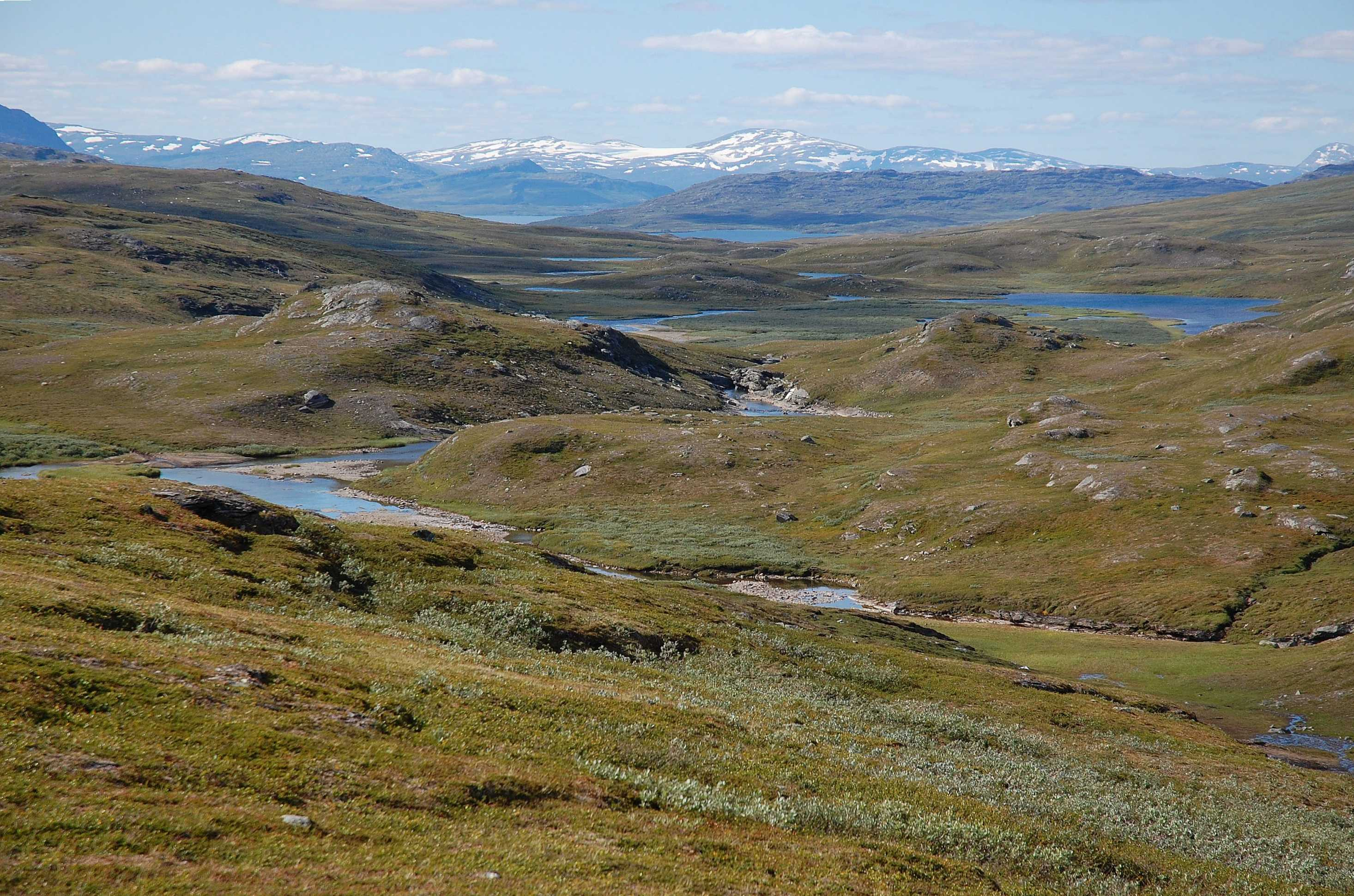
Paisaje del Parque nacional de Padjelanta.

- Parque nacional de Vadvetjåkka (1920, con 26,3 km²), en una montaña de piedra caliza con, en particular, algunas de las cuevas más grandes del país.
- Parque nacional de Abisko (1909, con 77 km²), protege un valle cubierto por un bosque de abedules.
- Parque nacional Stora Sjöfallet, adyacente a los de Padjelanta y de Sarek (1909, pero reducido en 1919 por la construcción de una presa, se extiende sobre 1278 km²).
- Parque nacional Padjelanta (1962, con 1984 km²), el parque más grande de Suecia, adyacente a los suecos de Sarek y de Stora Sjöfallet, y al noruego de Rago, protege una alta meseta con sus numerosos lagos y vegetación única.
- Parque nacional de Sarek (1909, con 1970 km²), adyacente a los de Padjelanta y de Stora Sjöfallet, protege la zona más alpina de Suecia.
- Parque nacional Pieljekaise (1909, con 153,4 km²), protege un bosque de abedules y su rica fauna.
- Parque nacional de Sonfjället (1909, con 104,4 km²), alrededor de la aislada montaña del mismo nombre, protege una importante población de osos pardos, lo que ha salvado a la especie en Suecia.
- Parque nacional de Töfsingdalen (1930, con 16,15 km²), protege un terreno desolado y difícilmente accesible.
- Parque nacional de Fulufjället (2002, 385 km²), protege toda la parte sueca de la meseta de Fulufjället, con una flora única en Suecia porque es una de las pocas montañas fuera de la zona de pastoreo de renos.
- Reserva natural de Sjaunja (1986, con 2851 km²), protege una zona entre las montañas con la red de turberas más grande de Europa Occidental que se encuentra a sus pies.
- Reserva natural de Vindelfjällen (1974, con 5600 km²), la reserva natural más grande del país, que protege una amplia variedad de paisajes característicos de las montañas suecas.

Finlandia
- Zona salvaje de Käsivarsi (1991,2206 km²), protege la quasi totalidad de los Alpes escandinavos de Finlandia.

### Turismo

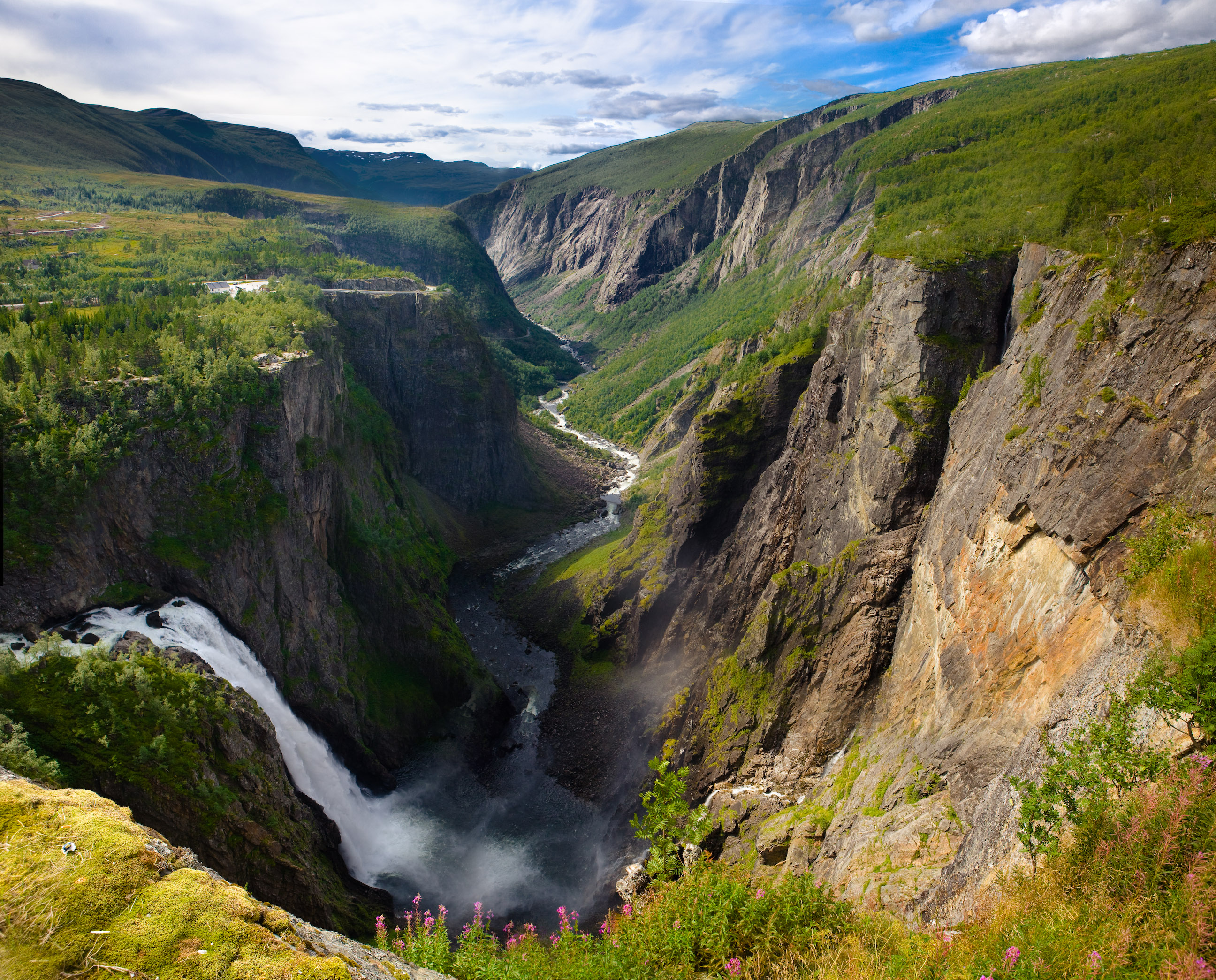
La cascade Vøringfossen, el sitio natural más visitado de Noruega

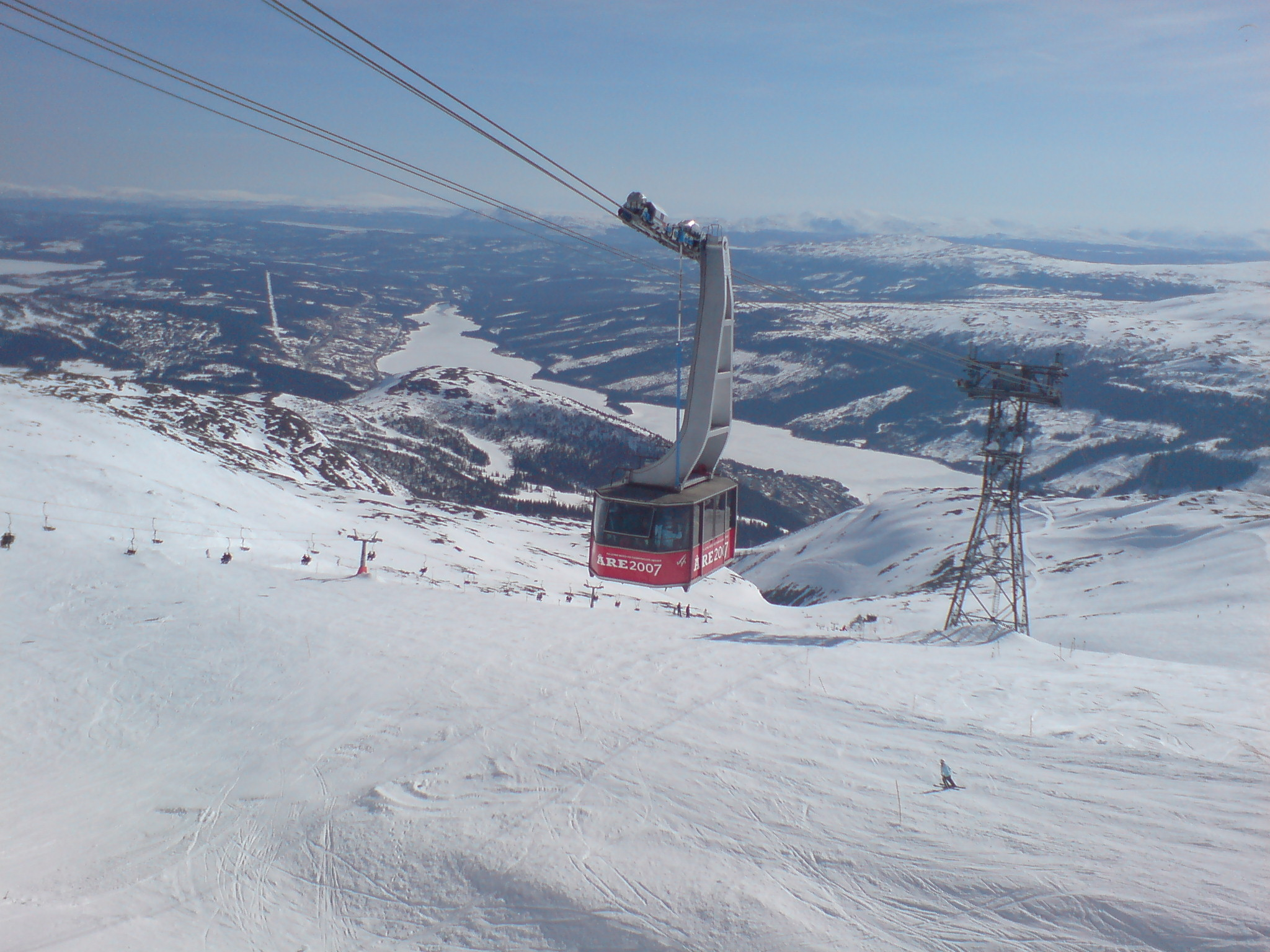
La estación de deportes de invierno de Åre, la más grande de Escandinavia

Los Alpes escandinavos juegan un papel particularmente importante para el turismo de los tres países limítrofes de la cordillera. Así, en 2002, el 43 % de los adultos suecos habían visitado las montañas suecas al menos una vez en los cinco años anteriores. Asimismo, en Noruega, los principales atractivos son la costa, los fiordos y las montañas. Varios sitios en las montañas noruegas se encuentran entre los lugares más visitados del país, como la línea de tren Flåmsbana, la tercera atracción de pago más visitada del país con 501 042 visitantes en 2007, la cascada Vøringfossen (685 000 visitantes), la carretera Trollstigen (590 300), el fiordo de Geiranger (426 663), el fiordo de Nærøy (306 914) y el glaciar Briksdal (285 000) que fueron, respectivamente, el primer, segundo, cuarto, sexto y séptimo sitios gratuitos más visitados en Noruega en 2007.
Solo el 5 % de los visitantes de las montañas suecas y el 27 % de los turistas de Noruega proceden del extranjero. Estas bajas cifras están relacionadas en gran medida con la distancia a los principales centros de población, ya que la cordillera se encuentra en la periferia del continente europeo. Los visitantes extranjeros de la cordillera proceden principalmente de otros países nórdicos o de Alemania.
Originalmente, el turismo en las montañas se limitaba principalmente a la temporada de verano, pero el turismo de invierno comenzó a desarrollarse a partir de la década de 1950. El esquí se practica desde hace miles de años en Escandinavia y Noruega es considerada la cuna del esquí moderno, y algunas regiones han dado su nombre a técnicas de esquí, como el telemark o el christiania. Las mayores estaciones de deportes de invierno son Åre (con más de 1 millón de visitantes al año), Sälen y Riksgränsen en Suecia, así como Trysil y Hemsedal en Noruega. Aunque estas estaciones son mucho más pequeñas que la mayoría de las estaciones de los Alpes, tienen la ventaja de tener una importante capa de nieve y, en ocasiones, incluso ofrecen garantías, con reembolso parcial en caso de falta de nieve. En Suecia, es sobre todo el sur de la cordillera, más cercano a las grandes ciudades, el que se beneficia del crecimiento del turismo de invierno, mientras que el norte es el preferido en verano, en particular por sus paisajes. La práctica del esquí alpino ha progresado hasta convertirse en la actividad principal. La conducción de motos de nieve también está creciendo de forma constante, mientras que el esquí de fondo se ha estancado, aunque el deporte sigue siendo una actividad importante.
Las actividades estivales están representadas principalmente por el senderismo, ya sea de uno o más días: ambos países tienen redes de senderos bastante extensas, con muchas cabañas disponibles para pernoctar. El senderismo sigue siendo la principal actividad en las montañas del norte de Suecia y Noruega. La pesca y la recolección de bayas también son populares entre los turistas de verano.